# قائمة النقود الورقية السورية
تحتوي هذه المقالة صُورًا ملوَّنة أو سوداء وبيضاء ذات تباين، انتبه إلى معايرة شاشة العرض بدقة للتمكن من رؤية التفاصيل.

إلى اليمين: يجب أن تكون قادرًا على رؤية ثلاث أو أربع دوائر رمادية بتدرجات مختلفة على خلفية سوداء، بخلاف ذلك أعد ضبط إعدادت الظل في شاشة العرض.

إلى اليسار: يلزم أن تضمحل الدوائر الملونة في الخلفية لو نظر إلى الشاشة عن بعد يتراوح بين متر ومترين، بخلاف ذلك أعد ضبط إعدادات غاما في شاشة العرض.
هذه قائمة الأوراق النقدية السورية، وهي تشمل الإصدارات الورقية للكيانات السياسية المختلفة التي تعاقبت على الجزء الشمالي من بلاد الشام بعد انهيار الدولة العثمانية وانهزامها في الحرب العالمية الأولى، أي أنها تغطي الفترة الممتدة من العام 1918م بعد سيطرة فيصل بن الحسين على دمشق في الثورة العربية الكبرى حتى العام 2020م حيث تُمثِّل الجمهورية العربية السورية الكيان السياسي القائم في هذه المنطقة.
تُقسَّم هذه الفترة إلى 5 حقب بحسب الكيان السياسي الحاكم كما يلي: المملكة العربية السورية (1918-1920م)، ثُمَّ الانتداب الفرنسي على سوريا ولبنان (1920-1946م)، ثم الجمهورية السورية (1946-1958م) ثم الجمهورية العربية المتحدة (1958-1961م) ثم الجمهورية العربية السورية (منذ 1961م). وكانت العملة المستعملة هي الليرة السورية في هذه الحقب جميعها باستثناء حقبة المملكة، فقد كانت العملة الرسمية فيها هي الدينار الذي لم يستخدم فعلياً والتي حلت محله الليرة السورية مباشرة المعدنية أو الورقية على حد سواء.
العملة الرسمية في الجمهورية العربية السورية هي الليرة السورية، وهي مُقسَّمة إلى 100 قرش، في حقبة الانتداب أشرف البنك السوري على عملية إصدار النقد، وتغيير اسم المصرف خلال تلك الحقبة ليصبح بنك سورية ولبنان. وبعد الجلاء، استمر إشراف مصرف سورية ولبنان على إصدار النقد في البلدين، ثم حلَّت محله مؤسسة إصدار النقد السورية. ولكن، ومنذ عام 1956م، فإن إصدار النقد هو مهمة يشرف عليها مصرف سوريا المركزي. صدر من الأوراق النقدية السورية الفئات التالية: قرش وخمسة قروش وعشرة قروش وخمس وعشرون قرشاً وخمسون قرشاً وليرة وخمس ليرات وعشر ليرات وخمسٌ وعشرون ليرة وخمسون ليرة ومئة ليرة ومئتا ليرة وخمسمائة ليرة وألف ليرة وألفا ليرة وخمسة آلاف ليرة.
تضم مجموعة الأوراق النقدية السورية 99 ورقة نقدية مختلفة التصميم كانت متداولة خلال الحقب الزمنية الموصوفة سابقاً. جميع الإصدارات هي إصدارات عامة، حيث لم تصدر المؤسسات النقدية السورية خلال تاريخها أي ورقة نقدية خاصة تذكارية مخصصة للهواة أو ما شابه واكتفت بالإصدارات الخاصة المتعلقة بالعملات النقدية.

## الثورة العربية الكبرى والمملكة العربية السورية (1918-1920)
كانت سوريا جزءاً من الإمبراطورية العثمانية فكانت الليرة العثمانية الذهبية والفضية هي المتداولة بشكل شائع بالإضافة إلى الورق العثماني الذي كان غير مرغوب به بسبب استصدار كميات كبيرة منها وتدهور قيمتها جراء الحرب العالمية الأولى وذلك حتى عام 1918 عندما احتلت قوات الحلفاء سوريا ما أدى إلى حلول الجنيه المصري بدلاً عن الليرة العثمانية لتعامل الجيش البريطاني به آنذاك، وعلى أثر إعلان فرنسا الانتداب على سوريا ولبنان عام 1919، ارتأت فرنسا أن تؤسس مصرف سوريا ولبنان ليأخذ على عاتقه إصدار العملة الموحدة في الأراضي التابعة لسلطتها الانتدابية، حيث كان الإصدار الأول في 1 آب عام 1919م.

## الانتداب الفرنسي (1919-1946)

### إصدارات البنك السوري

#### قرش سوري واحد
| قرش سوري واحد | قرش سوري واحد             | قرش سوري واحد             | قرش سوري واحد             | قرش سوري واحد         | قرش سوري واحد         | قرش سوري واحد         | قرش سوري واحد              |
| الوصف | الوصف                     | الوصف                     | الوصف                     | الوصف                 | الوصف                 | الوصف                 | الوصف                      |
| --- | ------------------------- | ------------------------- | ------------------------- | --------------------- | --------------------- | --------------------- | -------------------------- |
| جهة الإصدار: البنك السوري | جهة الإصدار: البنك السوري | جهة الإصدار: البنك السوري | جهة الإصدار: البنك السوري | المُصمِم: غير معروف     | المُصمِم: غير معروف     | المُصمِم: غير معروف     | المُصمِم: غير معروف          |
| العلامة المائية: لا يوجد | العلامة المائية: لا يوجد  | العلامة المائية: لا يوجد  | العلامة المائية: لا يوجد  | الأبعاد (مم): 66 × 43 | الأبعاد (مم): 66 × 43 | الأبعاد (مم): 66 × 43 | الأبعاد (مم): 66 × 43      |
| وصف الوجه الأمامي |                           |                           |                           |                       |                       |                       |                            |
| - الصور والرموز والرسومات: إطار مزخرف - اللون: أزرق داكن وأبيض عاجي - الكتابات: عبارة البنك السوري والفئة بالأرقام العربية والهندية، وكتابةً بالعربية غرش سوري واحد |                           |                           |                           |                       |                       |                       |                            |
| وصف الوجه الخلفي |                           |                           |                           |                       |                       |                       |                            |
| - الصور والرموز والرسومات: صورة لآثار بعلبك وزخارف هندسية ونباتية - اللون: بني وأبيض عاجي - الكتابات: لا يوجد كتابات                                               |                           |                           |                           |                       |                       |                       |                            |
| صورة الوجه الأمامي | صورة الوجه الخلفي         | مكان وتاريخ الإصدار       | المطبعة                   | التوقيع               | SY                    | SCWPM                 | الملاحظات                  |
| |                           | بيروت 01-01-1920          | BWC                       | توقيع 01              | 7                     | Pick# 6               | تعد أصغر فئة ورقية متداولة |

#### خمسة قروش سورية
| الفئة: خمسة قروش سورية | الفئة: خمسة قروش سورية    | الفئة: خمسة قروش سورية    | الفئة: خمسة قروش سورية    | الفئة: خمسة قروش سورية | الفئة: خمسة قروش سورية | الفئة: خمسة قروش سورية | الفئة: خمسة قروش سورية                    |
| الوصف | الوصف                     | الوصف                     | الوصف                     | الوصف                  | الوصف                  | الوصف                  | الوصف                                     |
| --- | ------------------------- | ------------------------- | ------------------------- | ---------------------- | ---------------------- | ---------------------- | ----------------------------------------- |
| جهة الإصدار: البنك السوري | جهة الإصدار: البنك السوري | جهة الإصدار: البنك السوري | جهة الإصدار: البنك السوري | المُصمِم: غير معروف      | المُصمِم: غير معروف      | المُصمِم: غير معروف      | المُصمِم: غير معروف                         |
| العلامة المائية: لا يوجد | العلامة المائية: لا يوجد  | العلامة المائية: لا يوجد  | العلامة المائية: لا يوجد  | الأبعاد (مم): 117 × 74 | الأبعاد (مم): 117 × 74 | الأبعاد (مم): 117 × 74 | الأبعاد (مم): 117 × 74                    |
| وصف الوجه الأمامي |                           |                           |                           |                        |                        |                        |                                           |
| - الصور والرموز والرسومات: صورة آثار بعلبك وزخارف هندسية ونباتية - اللون: أخضر زيتي وأبيض عاجي - الكتابات: عبارة تدفع لحامله لقآء «شك» على باريس (وقيمةُ الغرش السوريّ عشرون سنتيماً إفرنسياً) |                           |                           |                           |                        |                        |                        |                                           |
| وصف الوجه الخلفي |                           |                           |                           |                        |                        |                        |                                           |
| - الصور والرموز والرسومات: أسد على عتبة من آثار بعلبك وزخارف هندسية ونباتية - اللون: أزرق وأحمر وأبيض - الكتابات: عبارة البنك السوري والفئة بالأرقام الهندية والعربية وكتابةً: غروش سورية   |                           |                           |                           |                        |                        |                        |                                           |
| صورة الوجه الأمامي | صورة الوجه الخلفي         | مكان وتاريخ الإصدار       | المطبعة                   | التوقيع                | SY                     | SCWPM                  | الملاحظات                                 |
| |                           | بيروت 01-08-1919          | BWC                       | توقيع 01               | 1                      | Pick# 1a               | أول قطعة ورقية تصدر لسورية ولبنان         |
| |                           | بيروت 01-08-1919          | BWC                       | توقيع 02               | 2                      | Pick# 1b               | -                                         |
| |                           | بيروت 01-07-1920          | BWC                       | توقيع 02               | 12                     | Pick# 11               | القطع المعروفة من هذه القطعة هي نماذج فقط |

#### فئة عشرة القروش
| عشرة غروش سورية | عشرة غروش سورية           | عشرة غروش سورية           | عشرة غروش سورية           | عشرة غروش سورية        | عشرة غروش سورية        | عشرة غروش سورية        | عشرة غروش سورية                            |
| الوصف | الوصف                     | الوصف                     | الوصف                     | الوصف                  | الوصف                  | الوصف                  | الوصف                                      |
| --- | ------------------------- | ------------------------- | ------------------------- | ---------------------- | ---------------------- | ---------------------- | ------------------------------------------ |
| جهة الإصدار: البنك السوري | جهة الإصدار: البنك السوري | جهة الإصدار: البنك السوري | جهة الإصدار: البنك السوري | المُصمِم: غير معروف      | المُصمِم: غير معروف      | المُصمِم: غير معروف      | المُصمِم: غير معروف                          |
| العلامة المائية: لا يوجد | العلامة المائية: لا يوجد  | العلامة المائية: لا يوجد  | العلامة المائية: لا يوجد  | الأبعاد (مم): 123 × 77 | الأبعاد (مم): 123 × 77 | الأبعاد (مم): 123 × 77 | الأبعاد (مم): 123 × 77                     |
| وصف الوجه الأمامي |                           |                           |                           |                        |                        |                        |                                            |
| - الصور والرموز والرسومات: إطار مزخرف وبالوسط مشهد لتجمع عدد من الرعاة حول النار بالقرب من جسر قديم - اللون: أزق مخضر وأصفر فاتح - الكتابات: باللغتين العربية والفرنسية وعبارة "تدفع لحامله لقاء شك على باريس وقيمة الغرش السوري عشرون سنتيما إفرنسيا" |                           |                           |                           |                        |                        |                        |                                            |
| وصف الوجه الخلفي |                           |                           |                           |                        |                        |                        |                                            |
| - الصور والرموز والرسومات: عبارة البنك السوري في الوسط ضمن إطار مستطيل محاط بأشكال وزخرفات هندسية - اللون: زهري وليلكي - الكتابات: باللغتين العربية والفرنسية                                                                                          |                           |                           |                           |                        |                        |                        |                                            |
| صورة الوجه الأمامي | صورة الوجه الخلفي         | مكان وتاريخ الإصدار       | المطبعة                   | التوقيع                | SY                     | SCWPM                  | الملاحظات                                  |
| |                           | بيروت 01-07-1920          | BWC                       | توقيع 02               | 13                     | Pick# 12               | كانت هذه القطعة في التداول في سورية ولبنان |

#### خمسة وعشرون قرشاً
| خمسة وعشرون قرشاً سوريةً | خمسة وعشرون قرشاً سوريةً    | خمسة وعشرون قرشاً سوريةً    | خمسة وعشرون قرشاً سوريةً    | خمسة وعشرون قرشاً سوريةً | خمسة وعشرون قرشاً سوريةً | خمسة وعشرون قرشاً سوريةً | خمسة وعشرون قرشاً سوريةً                     |
| الوصف | الوصف                     | الوصف                     | الوصف                     | الوصف                  | الوصف                  | الوصف                  | الوصف                                      |
| --- | ------------------------- | ------------------------- | ------------------------- | ---------------------- | ---------------------- | ---------------------- | ------------------------------------------ |
| جهة الإصدار: البنك السوري | جهة الإصدار: البنك السوري | جهة الإصدار: البنك السوري | جهة الإصدار: البنك السوري | المُصمِم: غير معروف      | المُصمِم: غير معروف      | المُصمِم: غير معروف      | المُصمِم: غير معروف                          |
| العلامة المائية: لا يوجد | العلامة المائية: لا يوجد  | العلامة المائية: لا يوجد  | العلامة المائية: لا يوجد  | الأبعاد (مم): 131 × 79 | الأبعاد (مم): 131 × 79 | الأبعاد (مم): 131 × 79 | الأبعاد (مم): 131 × 79                     |
| وصف الوجه الأمامي |                           |                           |                           |                        |                        |                        |                                            |
| - الصور والرموز والرسومات: إطار تزييني بزخارف هندسية يتوسطه صورة لمئذنة العروس في الجامع الأموي بمدينة دمشق - اللون: أزرق داكن وأبيض عاجي - الكتابات: باللغتين العربية والفرنسية وعبارة "تدفع لحامله لقاء شك على باريس وقيمة الغرش السوري عشرون سنتيما إفرنسيا" |                           |                           |                           |                        |                        |                        |                                            |
| وصف الوجه الخلفي |                           |                           |                           |                        |                        |                        |                                            |
| - الصور والرموز والرسومات: عمودين حجريين على الطرفين وحصان في أسفل المنتصف وزخارف هندسية - اللون: أخضر وزهري - الكتابات: باللغتين العربية والفرنسية - عبارة "البنك السوري"                                                                                      |                           |                           |                           |                        |                        |                        |                                            |
| صورة الوجه الأمامي | صورة الوجه الخلفي         | مكان وتاريخ الإصدار       | المطبعة                   | التوقيع                | SY                     | SCWPM                  | الملاحظات                                  |
| |                           | بيروت 01-08-1919          | BWC                       | توقيع 01               | 3                      | Pick# 2                | كانت هذه القطعة في التداول في سورية ولبنان |
| |                           | بيروت 01-07-1920          | BWC                       | توقيع 02               | 14                     | Pick# 13               | كانت هذه القطعة في التداول في سورية ولبنان |

#### خمسون قرشاً
| خمسون غرشاً أو نصف ليرة سورية | خمسون غرشاً أو نصف ليرة سورية | خمسون غرشاً أو نصف ليرة سورية | خمسون غرشاً أو نصف ليرة سورية | خمسون غرشاً أو نصف ليرة سورية | خمسون غرشاً أو نصف ليرة سورية | خمسون غرشاً أو نصف ليرة سورية | خمسون غرشاً أو نصف ليرة سورية               |
| الوصف | الوصف                        | الوصف                        | الوصف                        | الوصف                        | الوصف                        | الوصف                        | الوصف                                      |
| --- | ---------------------------- | ---------------------------- | ---------------------------- | ---------------------------- | ---------------------------- | ---------------------------- | ------------------------------------------ |
| جهة الإصدار: البنك السوري | جهة الإصدار: البنك السوري    | جهة الإصدار: البنك السوري    | جهة الإصدار: البنك السوري    | المُصمِم: غير معروف            | المُصمِم: غير معروف            | المُصمِم: غير معروف            | المُصمِم: غير معروف                          |
| العلامة المائية: لا يوجد | العلامة المائية: لا يوجد     | العلامة المائية: لا يوجد     | العلامة المائية: لا يوجد     | الأبعاد (مم): 147 × 79       | الأبعاد (مم): 147 × 79       | الأبعاد (مم): 147 × 79       | الأبعاد (مم): 147 × 79                     |
| وصف الوجه الأمامي |                              |                              |                              |                              |                              |                              |                                            |
| - الصور والرموز والرسومات: التكية السليمانية في دمشق - اللون: بني - الكتابات: البنك السوري (بالفرنسية: BANQUE DE SYRIE) الفئة بالأرقام العربية والهندية، وكتابةً باللغتين العربية والفرنسية: خمسون غرشاً أو نصف ليرة سورية. تدفع لحامله لقاء شك على باريس (وقيمة الغرش السوري عشرون سنتيماً إفرنسياً) |                              |                              |                              |                              |                              |                              |                                            |
| وصف الوجه الخلفي |                              |                              |                              |                              |                              |                              |                                            |
| - الصور والرموز والرسومات: محرابان - اللون: بني وأصفر وأخضر - الكتابات: الفئة كتابةً باللغة الفرنسية: 50 Piastres Syriennes |                              |                              |                              |                              |                              |                              |                                            |
| صورة الوجه الأمامي | صورة الوجه الخلفي            | مكان وتاريخ الإصدار          | المطبعة                      | التوقيع                      | SY                           | SCWPM                        | الملاحظات                                  |
| |                              | بيروت 01-08-1919             | BWC                          | توقيع 01                     | 4                            | Pick# 03                     | كانت هذه القطعة في التداول في سورية ولبنان |
| |                              | بيروت 01-07-1920             | BWC                          | توقيع 02                     | 15                           | Pick# 14                     | كانت هذه القطعة في التداول في سورية ولبنان |

#### مئة قرش أو ليرة واحدة
| مئة غرش أو ليرة واحدة | مئة غرش أو ليرة واحدة     | مئة غرش أو ليرة واحدة     | مئة غرش أو ليرة واحدة     | مئة غرش أو ليرة واحدة  | مئة غرش أو ليرة واحدة  | مئة غرش أو ليرة واحدة  | مئة غرش أو ليرة واحدة  |
| الوصف | الوصف                     | الوصف                     | الوصف                     | الوصف                  | الوصف                  | الوصف                  | الوصف                  |
| --- | ------------------------- | ------------------------- | ------------------------- | ---------------------- | ---------------------- | ---------------------- | ---------------------- |
| جهة الإصدار: البنك السوري | جهة الإصدار: البنك السوري | جهة الإصدار: البنك السوري | جهة الإصدار: البنك السوري | المُصمِم: غير معروف      | المُصمِم: غير معروف      | المُصمِم: غير معروف      | المُصمِم: غير معروف      |
| العلامة المائية: لا يوجد | العلامة المائية: لا يوجد  | العلامة المائية: لا يوجد  | العلامة المائية: لا يوجد  | الأبعاد (مم): 164 × 88 | الأبعاد (مم): 164 × 88 | الأبعاد (مم): 164 × 88 | الأبعاد (مم): 164 × 88 |
| وصف الوجه الأمامي |                           |                           |                           |                        |                        |                        |                        |
| - الصور والرموز والرسومات: أعمدة معبد جوبيتر - اللون: أخضر وبني - الكتابات: البنك السوري (بالفرنسية: BANQUE DE SYRIE) الفئة بالأرقام العربية والهندية، وكتابةً باللغتين العربية والفرنسية: مئة غرش أو ليرة سورية. تدفع لحامله لقاء شك على باريس (وقيمة الغرش السوري عشرون سنتيماً افرنسياً) |                           |                           |                           |                        |                        |                        |                        |
| وصف الوجه الخلفي |                           |                           |                           |                        |                        |                        |                        |
| - الصور والرموز والرسومات: مشهد مرفأ بيروت - اللون: أحمر وأخضر وأزرق وأصفر - الكتابات: البنك السوري، الفئة بالأرقام العربية والهندية، وكتابةً باللغتين العربية والفرنسية: مئة غرش. |                           |                           |                           |                        |                        |                        |                        |
| صورة الوجه الأمامي | صورة الوجه الخلفي         | مكان وتاريخ الإصدار       | المطبعة                   | التوقيع                | SY                     | SCWPM                  | الملاحظات              |
| |                           | بيروت 01-08-1919          | BWC                       | توقيع 01               | 5                      | Pick# 04               |                        |
| |                           | بيروت 01-07-1920          | BWC                       | توقيع 02               | 16                     | Pick# 15               |                        |

#### خمسمئة قرش
| خمسمئة غرش أو خمس ليرات | خمسمئة غرش أو خمس ليرات   | خمسمئة غرش أو خمس ليرات   | خمسمئة غرش أو خمس ليرات   | خمسمئة غرش أو خمس ليرات | خمسمئة غرش أو خمس ليرات | خمسمئة غرش أو خمس ليرات | خمسمئة غرش أو خمس ليرات                    |
| الوصف | الوصف                     | الوصف                     | الوصف                     | الوصف                   | الوصف                   | الوصف                   | الوصف                                      |
| --- | ------------------------- | ------------------------- | ------------------------- | ----------------------- | ----------------------- | ----------------------- | ------------------------------------------ |
| جهة الإصدار: البنك السوري | جهة الإصدار: البنك السوري | جهة الإصدار: البنك السوري | جهة الإصدار: البنك السوري | المُصمِم: غير معروف       | المُصمِم: غير معروف       | المُصمِم: غير معروف       | المُصمِم: غير معروف                          |
| العلامة المائية: لا يوجد | العلامة المائية: لا يوجد  | العلامة المائية: لا يوجد  | العلامة المائية: لا يوجد  | الأبعاد (مم): 188 × 100 | الأبعاد (مم): 188 × 100 | الأبعاد (مم): 188 × 100 | الأبعاد (مم): 188 × 100                    |
| وصف الوجه الأمامي |                           |                           |                           |                         |                         |                         |                                            |
| - الصور والرموز والرسومات: صورة لشجرة الأرز - اللون: بني فاتح وأخضر وأصفر - الكتابات: البنك السوري (بالفرنسية: BANQUE DE SYRIE) الفئة بالأرقام العربية والهندية، وكتابةً باللغتين العربية والفرنسية: خمسمئة غرش أو خمس ليرات سورية. تدفع لحامله لقاء شك على باريس (وقيمة الغرش السوري عشرون سنتيماً افرنسياً) |                           |                           |                           |                         |                         |                         |                                            |
| وصف الوجه الخلفي |                           |                           |                           |                         |                         |                         |                                            |
| - الصور والرموز والرسومات: مشهد لمرفأ بيروت - اللون: أخضر وبرتقالي وأصفر - الكتابات: البنك السوري، الفئة بالأرقام العربية والهندية، وكتابةً باللغتين العربية والفرنسية: خمسمئة غرش سوري. |                           |                           |                           |                         |                         |                         |                                            |
| صورة الوجه الأمامي | صورة الوجه الخلفي         | مكان وتاريخ الإصدار       | المطبعة                   | التوقيع                 | SY                      | SCWPM                   | الملاحظات                                  |
| |                           | بيروت 01-08-1919          | BWC                       | توقيع 01                | 06                      | Pick# 05                | كانت هذه القطعة في التداول في سورية ولبنان |
| |                           | بيروت 01-07-1920          | BWC                       | توقيع 02                | 17                      | Pick# 16                | كانت هذه القطعة في التداول في سورية ولبنان |

#### فئة عشرة الليرات
| عشر ليرات | عشر ليرات                 | عشر ليرات                 | عشر ليرات                 | عشر ليرات               | عشر ليرات               | عشر ليرات               | عشر ليرات                                  |
| الوصف | الوصف                     | الوصف                     | الوصف                     | الوصف                   | الوصف                   | الوصف                   | الوصف                                      |
| --- | ------------------------- | ------------------------- | ------------------------- | ----------------------- | ----------------------- | ----------------------- | ------------------------------------------ |
| جهة الإصدار: البنك السوري | جهة الإصدار: البنك السوري | جهة الإصدار: البنك السوري | جهة الإصدار: البنك السوري | المُصمِم: غير معروف       | المُصمِم: غير معروف       | المُصمِم: غير معروف       | المُصمِم: غير معروف                          |
| العلامة المائية: لا يوجد | العلامة المائية: لا يوجد  | العلامة المائية: لا يوجد  | العلامة المائية: لا يوجد  | الأبعاد (مم): 190 × 106 | الأبعاد (مم): 190 × 106 | الأبعاد (مم): 190 × 106 | الأبعاد (مم): 190 × 106                    |
| وصف الوجه الأمامي |                           |                           |                           |                         |                         |                         |                                            |
| - الصور والرموز والرسومات: برج الساعة - اللون: بني فاتح وأخضر وزهري - الكتابات: البنك السوري (بالفرنسية: BANQUE DE SYRIE) الفئة بالأرقام العربية والهندية، وكتابةً باللغتين العربية والفرنسية: عشر ليرات سورية. تدفع لحامله لقاء شك على باريس بقيمة مئتي فرنك |                           |                           |                           |                         |                         |                         |                                            |
| وصف الوجه الخلفي |                           |                           |                           |                         |                         |                         |                                            |
| - الصور والرموز والرسومات: آثار مرفأ صور - اللون: أخضر وبرتقالي - الكتابات: البنك السوري، والفئة بالعربية والفرنسية: 10 ليرات سورية |                           |                           |                           |                         |                         |                         |                                            |
| صورة الوجه الأمامي | صورة الوجه الخلفي         | مكان وتاريخ الإصدار       | المطبعة                   | التوقيع                 | SY                      | SCWPM                   | الملاحظات                                  |
| |                           | بيروت 01-01-1920          | BWC                       | توقيع 01                | 8                       | Pick# 07                | كانت هذه القطعة في التداول في سورية ولبنان |
| |                           | بيروت 01-07-1920          | BWC                       | توقيع 02                | 18                      | Pick# 17                | كانت هذه القطعة في التداول في سورية ولبنان |

#### خمس وعشرون ليرة
| خمس وعشرون ليرة | خمس وعشرون ليرة           | خمس وعشرون ليرة           | خمس وعشرون ليرة           | خمس وعشرون ليرة         | خمس وعشرون ليرة         | خمس وعشرون ليرة         | خمس وعشرون ليرة                            |
| الوصف | الوصف                     | الوصف                     | الوصف                     | الوصف                   | الوصف                   | الوصف                   | الوصف                                      |
| --- | ------------------------- | ------------------------- | ------------------------- | ----------------------- | ----------------------- | ----------------------- | ------------------------------------------ |
| جهة الإصدار: البنك السوري | جهة الإصدار: البنك السوري | جهة الإصدار: البنك السوري | جهة الإصدار: البنك السوري | المُصمِم: غير معروف       | المُصمِم: غير معروف       | المُصمِم: غير معروف       | المُصمِم: غير معروف                          |
| العلامة المائية: لا يوجد | العلامة المائية: لا يوجد  | العلامة المائية: لا يوجد  | العلامة المائية: لا يوجد  | الأبعاد (مم): 195 × 109 | الأبعاد (مم): 195 × 109 | الأبعاد (مم): 195 × 109 | الأبعاد (مم): 195 × 109                    |
| وصف الوجه الأمامي |                           |                           |                           |                         |                         |                         |                                            |
| - الصور والرموز والرسومات: قافلة بدمشق مأخوذة من بوابة الصالحية - اللون: أخضر وأصفر وبرتقالي - الكتابات: البنك السوري (بالفرنسية: BANQUE DE SYRIE) الفئة بالأرقام العربية والهندية، وكتابةً باللغتين العربية والفرنسية: خمس وعشرون ليرات سورية. تدفع لحامله لقاء شك على باريس بقيمة خمسمئة فرنك |                           |                           |                           |                         |                         |                         |                                            |
| وصف الوجه الخلفي |                           |                           |                           |                         |                         |                         |                                            |
| - الصور والرموز والرسومات: نبع بعقلين - اللون: بني وأحمر وأخضر - الكتابات: البنك السوري، الفئة وكتابةً بالعربية والفرنسية: 25 ليرة سورية |                           |                           |                           |                         |                         |                         |                                            |
| صورة الوجه الأمامي | صورة الوجه الخلفي         | مكان وتاريخ الإصدار       | المطبعة                   | التوقيع                 | SY                      | SCWPM                   | الملاحظات                                  |
| |                           | بيروت 01-01-1920          | BWC                       | توقيع 01                | 9                       | Pick# 08                | كانت هذه القطعة في التداول في سورية ولبنان |
| |                           | بيروت 01-07-1920          | BWC                       | توقيع 02                | 19                      | Pick# 18                | كانت هذه القطعة في التداول في سورية ولبنان |

#### خمسون ليرة
| خمسون ليرة | خمسون ليرة                | خمسون ليرة                | خمسون ليرة                | خمسون ليرة              | خمسون ليرة              | خمسون ليرة              | خمسون ليرة                                 |
| الوصف | الوصف                     | الوصف                     | الوصف                     | الوصف                   | الوصف                   | الوصف                   | الوصف                                      |
| --- | ------------------------- | ------------------------- | ------------------------- | ----------------------- | ----------------------- | ----------------------- | ------------------------------------------ |
| جهة الإصدار: البنك السوري | جهة الإصدار: البنك السوري | جهة الإصدار: البنك السوري | جهة الإصدار: البنك السوري | المُصمِم: غير معروف       | المُصمِم: غير معروف       | المُصمِم: غير معروف       | المُصمِم: غير معروف                          |
| العلامة المائية: لا يوجد | العلامة المائية: لا يوجد  | العلامة المائية: لا يوجد  | العلامة المائية: لا يوجد  | الأبعاد (مم): 200 × 115 | الأبعاد (مم): 200 × 115 | الأبعاد (مم): 200 × 115 | الأبعاد (مم): 200 × 115                    |
| وصف الوجه الأمامي |                           |                           |                           |                         |                         |                         |                                            |
| - الصور والرموز والرسومات: الشارع المستقيم في دمشق - اللون: أخضر وأزرق وأصفر - الكتابات: البنك السوري (بالفرنسية: BANQUE DE SYRIE) الفئة بالأرقام العربية والهندية، وكتابةً باللغتين العربية والفرنسية: خمسون ليرة سورية. تدفع لحامله لقاء شك على باريس بقيمة ألف فرنك |                           |                           |                           |                         |                         |                         |                                            |
| وصف الوجه الخلفي |                           |                           |                           |                         |                         |                         |                                            |
| - الصور والرموز والرسومات: قارب شراعي من الصرفند - اللون: أخضر وبرتقالي وبني - الكتابات: البنك السوري، الفئة وكتابةً باللغة العربية والفرنسية 50 ليرة سورية. |                           |                           |                           |                         |                         |                         |                                            |
| صورة الوجه الأمامي | صورة الوجه الخلفي         | مكان وتاريخ الإصدار       | المطبعة                   | التوقيع                 | SY                      | SCWPM                   | الملاحظات                                  |
| |                           | بيروت 01-01-1920          | BWC                       | توقيع 01                | 10                      | Pick# 09                | كانت هذه القطعة في التداول في سورية ولبنان |
| |                           | بيروت 01-07-1920          | BWC                       | توقيع 02                | Non                     | Pick# 00                | كانت هذه القطعة في التداول في سورية ولبنان |

#### مئة ليرة
| مئة ليرة | مئة ليرة                  | مئة ليرة                  | مئة ليرة                  | مئة ليرة                | مئة ليرة                | مئة ليرة                | مئة ليرة                                  |
| الوصف | الوصف                     | الوصف                     | الوصف                     | الوصف                   | الوصف                   | الوصف                   | الوصف                                     |
| --- | ------------------------- | ------------------------- | ------------------------- | ----------------------- | ----------------------- | ----------------------- | ----------------------------------------- |
| جهة الإصدار: البنك السوري | جهة الإصدار: البنك السوري | جهة الإصدار: البنك السوري | جهة الإصدار: البنك السوري | المُصمِم: غير معروف       | المُصمِم: غير معروف       | المُصمِم: غير معروف       | المُصمِم: غير معروف                         |
| العلامة المائية: لا يوجد | العلامة المائية: لا يوجد  | العلامة المائية: لا يوجد  | العلامة المائية: لا يوجد  | الأبعاد (مم): 213 × 124 | الأبعاد (مم): 213 × 124 | الأبعاد (مم): 213 × 124 | الأبعاد (مم): 213 × 124                   |
| وصف الوجه الأمامي |                           |                           |                           |                         |                         |                         |                                           |
| - الصور والرموز والرسومات: إطار مزخرف بأشكال هندسية - اللون: أخضر وزهري وأصفر - الكتابات: (بالفرنسية: BANQUE DE SYRIE) الفئة بالأرقام العربية، وكتابةً (بالفرنسية: CENT LIVRES SYRIENNES) تاريخ ومكان الإصدار (بالفرنسية: BEYROUTH le 1er JANVIER 1920) (بالفرنسية: Remboursable au porteur contre 2000 Francs en chèque sur Paris) |                           |                           |                           |                         |                         |                         |                                           |
| وصف الوجه الخلفي |                           |                           |                           |                         |                         |                         |                                           |
| - الصور والرموز والرسومات: شكل بيضوي مزخرف - اللون: أخضر ورمادي وزهري - الكتابات: (بالفرنسية: BANQUE DE SYRIE) الفئة بالأرقام العربية وكتابةً: (بالفرنسية: LIVRES SYRIENNES) |                           |                           |                           |                         |                         |                         |                                           |
| صورة الوجه الأمامي | صورة الوجه الخلفي         | مكان وتاريخ الإصدار       | المطبعة                   | التوقيع                 | SY                      | SCWPM                   | الملاحظات                                 |
| |                           | بيروت 01-01-1920          | BWC                       | توقيع 01                | 11                      | Pick# 10                | القطع المعروفة من هذه القطعة هي نماذج فقط |

| مئة ليرة | مئة ليرة                  | مئة ليرة                  | مئة ليرة                  | مئة ليرة                | مئة ليرة                | مئة ليرة                | مئة ليرة                                  |
| الوصف | الوصف                     | الوصف                     | الوصف                     | الوصف                   | الوصف                   | الوصف                   | الوصف                                     |
| --- | ------------------------- | ------------------------- | ------------------------- | ----------------------- | ----------------------- | ----------------------- | ----------------------------------------- |
| جهة الإصدار: البنك السوري | جهة الإصدار: البنك السوري | جهة الإصدار: البنك السوري | جهة الإصدار: البنك السوري | المُصمِم: غير معروف       | المُصمِم: غير معروف       | المُصمِم: غير معروف       | المُصمِم: غير معروف                         |
| العلامة المائية: لا يوجد | العلامة المائية: لا يوجد  | العلامة المائية: لا يوجد  | العلامة المائية: لا يوجد  | الأبعاد (مم): 213 × 124 | الأبعاد (مم): 213 × 124 | الأبعاد (مم): 213 × 124 | الأبعاد (مم): 213 × 124                   |
| وصف الوجه الأمامي |                           |                           |                           |                         |                         |                         |                                           |
| - الصور والرموز والرسومات: صورة لمبنى البنك الإمبراطوري العثماني في بيروت الذي تحول إلى البنك السوري لاحقًا - أشكال وزخارف هندسية - اللون: أخضر وسماوي وزهري - الكتابات: تدفع لحامله لقآء «شك» على باريس بقيمة ألفي فرنك (بالفرنسية: Remboursable au porteur contre 2000 Francs en chèque sur Paris) |                           |                           |                           |                         |                         |                         |                                           |
| وصف الوجه الخلفي |                           |                           |                           |                         |                         |                         |                                           |
| - الصور والرموز والرسومات: صورة لمدينة انطاكية ضمن إطار مزخرف - اللون: أخضر وأزرق وبني فاتح - الكتابات: الفئة بالأرقام الهندية والعربية وكتابةً: ليرة سورية و(بالفرنسية: 100 LIVRES SYRIENNES) (بالفرنسية: CENT LIVRES SYRIENNES)                                                                    |                           |                           |                           |                         |                         |                         |                                           |
| صورة الوجه الأمامي | صورة الوجه الخلفي         | مكان وتاريخ الإصدار       | المطبعة                   | التوقيع                 | SY                      | SCWPM                   | الملاحظات                                 |
| |                           | بيروت 01-07-1920          | BWC                       | توقيع 02                | 21                      | Pick# 19                | القطع المعروفة من هذه القطعة هي نماذج فقط |

### إصدارات بنك سوريا و لبنان الكبير

#### الإصدارات الأولى

##### خمسة وعشرون قرشاً
| خمسة وعشرون قرشاً | خمسة وعشرون قرشاً                     | خمسة وعشرون قرشاً                     | خمسة وعشرون قرشاً                     | خمسة وعشرون قرشاً                                     | خمسة وعشرون قرشاً                                     | خمسة وعشرون قرشاً                                     | خمسة وعشرون قرشاً                                     |
| الوصف | الوصف                                | الوصف                                | الوصف                                | الوصف                                                | الوصف                                                | الوصف                                                | الوصف                                                |
| --- | ------------------------------------ | ------------------------------------ | ------------------------------------ | ---------------------------------------------------- | ---------------------------------------------------- | ---------------------------------------------------- | ---------------------------------------------------- |
| جهة الإصدار: بنك سورية ولبنان الكبير | جهة الإصدار: بنك سورية ولبنان الكبير | جهة الإصدار: بنك سورية ولبنان الكبير | جهة الإصدار: بنك سورية ولبنان الكبير | المُصمِم: الرسام هنري كليمنت سيرفيو والنحات بول بورنيه | المُصمِم: الرسام هنري كليمنت سيرفيو والنحات بول بورنيه | المُصمِم: الرسام هنري كليمنت سيرفيو والنحات بول بورنيه | المُصمِم: الرسام هنري كليمنت سيرفيو والنحات بول بورنيه |
| العلامة المائية: سنبلة قمح | العلامة المائية: سنبلة قمح           | العلامة المائية: سنبلة قمح           | العلامة المائية: سنبلة قمح           | الأبعاد (مم): 130 × 85                               | الأبعاد (مم): 130 × 85                               | الأبعاد (مم): 130 × 85                               | الأبعاد (مم): 130 × 85                               |
| وصف الوجه الأمامي |                                      |                                      |                                      |                                                      |                                                      |                                                      |                                                      |
| - الصور والرموز والرسومات: زخارف هندسية - اللون: أزرق وأحمر وأصفر - الكتابات: بنك سورية ولبنان الكبير (سوريا)، خمسة وعشرون غرشا، تدفع لحاملها شيكاً على باريس أو مرسيليا وقيمة الليرة عشرون فرنكاً، وفي الأسفل عبارة (كل من زور أو قلد أوراق البنك أو اشترك في ذلك أو أدخل أو أصدر بطريقة الغش أوراقاً مزورة أو مقلدة يُعاقب وفقاً للقوانين والأحكام المرعية الإجراء. |                                      |                                      |                                      |                                                      |                                                      |                                                      |                                                      |
| وصف الوجه الخلفي |                                      |                                      |                                      |                                                      |                                                      |                                                      |                                                      |
| - الصور والرموز والرسومات: ناعورة الباز الكيلانية في حماة وزخارف هندسية ونباتية - اللون: أخضر وأحمر وأصفر - الكتابات: (بالفرنسية: BANQUE DE SYRIE ET DU GRAND-LIBAN) (بالفرنسية: SYRIE) الفئة بالأرقام العربية وكتابةً (بالفرنسية: VINGT-CINQ PIASTRES) (بالفرنسية: REMBOURSABLE AU PORTEUR EN CHÈQUE SUR PARIS OU MARSEILLE À RAISON DE VINGT FRANCS PAR LIVRE)  |                                      |                                      |                                      |                                                      |                                                      |                                                      |                                                      |
| صورة الوجه الأمامي | صورة الوجه الخلفي                    | مكان وتاريخ الإصدار                  | المطبعة                              | التوقيع                                              | SY                                                   | SCWPM                                                | الملاحظات                                            |
| |                                      | بيروت 15-04-1925                     | BDF                                  | 03                                                   | 22                                                   | Pick# 21                                             |                                                      |

##### خمسون قرشاً
| خمسون قرشاً | خمسون قرشاً                           | خمسون قرشاً                           | خمسون قرشاً                           | خمسون قرشاً                                           | خمسون قرشاً                                           | خمسون قرشاً                                           | خمسون قرشاً                                           |
| الوصف | الوصف                                | الوصف                                | الوصف                                | الوصف                                                | الوصف                                                | الوصف                                                | الوصف                                                |
| --- | ------------------------------------ | ------------------------------------ | ------------------------------------ | ---------------------------------------------------- | ---------------------------------------------------- | ---------------------------------------------------- | ---------------------------------------------------- |
| جهة الإصدار: بنك سورية ولبنان الكبير | جهة الإصدار: بنك سورية ولبنان الكبير | جهة الإصدار: بنك سورية ولبنان الكبير | جهة الإصدار: بنك سورية ولبنان الكبير | المُصمِم: الرسام هنري كليمنت سيرفيو والنحات بول بورنيه | المُصمِم: الرسام هنري كليمنت سيرفيو والنحات بول بورنيه | المُصمِم: الرسام هنري كليمنت سيرفيو والنحات بول بورنيه | المُصمِم: الرسام هنري كليمنت سيرفيو والنحات بول بورنيه |
| العلامة المائية: سنبلة قمح | العلامة المائية: سنبلة قمح           | العلامة المائية: سنبلة قمح           | العلامة المائية: سنبلة قمح           | الأبعاد (مم): 140 × 97                               | الأبعاد (مم): 140 × 97                               | الأبعاد (مم): 140 × 97                               | الأبعاد (مم): 140 × 97                               |
| وصف الوجه الأمامي |                                      |                                      |                                      |                                                      |                                                      |                                                      |                                                      |
| - الصور والرموز والرسومات: زخارف هندسية - اللون: أزرق وأحمر وأصفر - الكتابات: بنك سورية ولبنان الكبير (سوريا)، خمسون غرشا، تدفع لحاملها شيكاً على باريس أو مرسيليا وقيمة الليرة عشرون فرنكاً، وفي الأسفل عبارة (كل من زور أو قلد أوراق البنك أو اشترك في ذلك أو أدخل أو أصدر بطريقة الغش أوراقاً مزورة أو مقلدة يُعاقب وفقاً للقوانين والأحكام المرعية الإجراء. |                                      |                                      |                                      |                                                      |                                                      |                                                      |                                                      |
| وصف الوجه الخلفي |                                      |                                      |                                      |                                                      |                                                      |                                                      |                                                      |
| - الصور والرموز والرسومات: زخارف هندسية ونباتية - اللون: أزرق وأخضر وأحمر وأصفر - الكتابات: (بالفرنسية: BANQUE DE SYRIE ET DU GRAND-LIBAN) (بالفرنسية: SYRIE) الفئة بالأرقام العربية وكتابةً (بالفرنسية: CINQUANTE PIASTRES) (بالفرنسية: REMBOURSABLE AU PORTEUR EN CHÈQUE SUR PARIS OU MARSEILLE À RAISON DE VINGT FRANCS PAR LIVRE)                       |                                      |                                      |                                      |                                                      |                                                      |                                                      |                                                      |
| صورة الوجه الأمامي | صورة الوجه الخلفي                    | مكان وتاريخ الإصدار                  | المطبعة                              | التوقيع                                              | SY                                                   | SCWPM                                                | الملاحظات                                            |
| |                                      | بيروت 15-04-1925                     | BDF                                  | 03                                                   | 23                                                   | Pick# 22                                             | الخلفية بلون أصفر                                    |

##### ليرة واحدة
| ليرة واحدة | ليرة واحدة                           | ليرة واحدة                           | ليرة واحدة                           | ليرة واحدة                                                     | ليرة واحدة                                                     | ليرة واحدة                                                     | ليرة واحدة                                                     |
| الوصف | الوصف                                | الوصف                                | الوصف                                | الوصف                                                          | الوصف                                                          | الوصف                                                          | الوصف                                                          |
| --- | ------------------------------------ | ------------------------------------ | ------------------------------------ | -------------------------------------------------------------- | -------------------------------------------------------------- | -------------------------------------------------------------- | -------------------------------------------------------------- |
| جهة الإصدار: بنك سورية ولبنان الكبير | جهة الإصدار: بنك سورية ولبنان الكبير | جهة الإصدار: بنك سورية ولبنان الكبير | جهة الإصدار: بنك سورية ولبنان الكبير | المُصمِم: الرسام هنري كليمنت سيرفيو والنحاتة ريتا/مارغريت دريفوس | المُصمِم: الرسام هنري كليمنت سيرفيو والنحاتة ريتا/مارغريت دريفوس | المُصمِم: الرسام هنري كليمنت سيرفيو والنحاتة ريتا/مارغريت دريفوس | المُصمِم: الرسام هنري كليمنت سيرفيو والنحاتة ريتا/مارغريت دريفوس |
| العلامة المائية: رأس حصان عربي | العلامة المائية: رأس حصان عربي       | العلامة المائية: رأس حصان عربي       | العلامة المائية: رأس حصان عربي       | الأبعاد (مم): 164 × 100                                        | الأبعاد (مم): 164 × 100                                        | الأبعاد (مم): 164 × 100                                        | الأبعاد (مم): 164 × 100                                        |
| وصف الوجه الأمامي |                                      |                                      |                                      |                                                                |                                                                |                                                                |                                                                |
| - الصور والرموز والرسومات: زخارف هندسية - اللون: أزرق وأحمر وأصفر - الكتابات: بنك سورية ولبنان الكبير (سوريا)، ليرة واحدة، تدفع لحاملها شيكاً على باريس أو مرسيليا وقيمة الليرة عشرون فرنكاً، وفي الأسفل عبارة (كل من زور أو قلد أوراق البنك أو اشترك في ذلك أو أدخل أو أصدر بطريقة الغش أوراقاً مزورة أو مقلدة يُعاقب وفقاً للقوانين والأحكام المرعية الإجراء. |                                      |                                      |                                      |                                                                |                                                                |                                                                |                                                                |
| وصف الوجه الخلفي |                                      |                                      |                                      |                                                                |                                                                |                                                                |                                                                |
| - الصور والرموز والرسومات: مشهد خليج جونيه - اللون: أزرق وأخضر وأحمر وأصفر - الكتابات: (بالفرنسية: BANQUE DE SYRIE ET DU GRAND-LIBAN) (بالفرنسية: SYRIE) الفئة بالأرقام العربية وكتابةً (بالفرنسية: UNE LIVRE) (بالفرنسية: REMBOURSABLE AU PORTEUR EN CHÈQUE SUR PARIS OU MARSEILLE À RAISON DE VINGT FRANCS PAR LIVRE)                                     |                                      |                                      |                                      |                                                                |                                                                |                                                                |                                                                |
| صورة الوجه الأمامي | صورة الوجه الخلفي                    | مكان وتاريخ الإصدار                  | المطبعة                              | التوقيع                                                        | SY                                                             | SCWPM                                                          | الملاحظات                                                      |
| |                                      | بيروت 15-04-1925                     | BDF                                  | 03                                                             | 24                                                             | Pick# 24                                                       |                                                                |
| |                                      | بيروت 01-11-1930                     | BDF                                  | 04                                                             | 30                                                             | Pick# 29A                                                      |                                                                |
| |                                      | بيروت 01-02-1935                     | BDF                                  | 05                                                             | 36                                                             | Pick# 34                                                       |                                                                |

##### خمس ليرات
| خمس ليرات | خمس ليرات                            | خمس ليرات                            | خمس ليرات                            | خمس ليرات | خمس ليرات | خمس ليرات | خمس ليرات |
| الوصف | الوصف                                | الوصف                                | الوصف                                | الوصف | الوصف | الوصف | الوصف |
| --- | ------------------------------------ | ------------------------------------ | ------------------------------------ | --- | --- | --- | --- |
| جهة الإصدار: بنك سورية ولبنان الكبير | جهة الإصدار: بنك سورية ولبنان الكبير | جهة الإصدار: بنك سورية ولبنان الكبير | جهة الإصدار: بنك سورية ولبنان الكبير | المُصمِم: الوجه/الرسام: هنري كليمنت سيرفيو - ل . لوكلير الخلف/الرسام: هنري كليمنت سيرفيو - النحاتة: ريتا/مارغريت دريفوس | المُصمِم: الوجه/الرسام: هنري كليمنت سيرفيو - ل . لوكلير الخلف/الرسام: هنري كليمنت سيرفيو - النحاتة: ريتا/مارغريت دريفوس | المُصمِم: الوجه/الرسام: هنري كليمنت سيرفيو - ل . لوكلير الخلف/الرسام: هنري كليمنت سيرفيو - النحاتة: ريتا/مارغريت دريفوس | المُصمِم: الوجه/الرسام: هنري كليمنت سيرفيو - ل . لوكلير الخلف/الرسام: هنري كليمنت سيرفيو - النحاتة: ريتا/مارغريت دريفوس |
| العلامة المائية: رأس حصان عربي | العلامة المائية: رأس حصان عربي       | العلامة المائية: رأس حصان عربي       | العلامة المائية: رأس حصان عربي       | الأبعاد (مم): 180 × 110                                                                                               | الأبعاد (مم): 180 × 110                                                                                               | الأبعاد (مم): 180 × 110                                                                                               | الأبعاد (مم): 180 × 110                                                                                               |
| وصف الوجه الأمامي |                                      |                                      |                                      | | | | |
| - الصور والرموز والرسومات: زخارف هندسية - اللون: بُني وأزرق وأصفر - الكتابات: بنك سورية ولبنان الكبير (سوريا)، خمسة ليرات، تدفع لحاملها شيكاً على باريس أو مرسيليا وقيمة الليرة عشرون فرنكاً، وفي الأسفل عبارة (كل من زوّر او قلّد أوراق البنك أو اشترك في ذلك أو أدخل أو أصدر بطريقة الغش أوراقاً مزورة أو مقلدة يُعاقب وفقاً للقوانين والأحكام المرعية الإجراء.      |                                      |                                      |                                      | | | | |
| وصف الوجه الخلفي |                                      |                                      |                                      | | | | |
| - الصور والرموز والرسومات: مشهد للجهة الشمالية لقلعة الحصن وزخارف هندسية ونباتية - اللون: أزرق وأخضر وأحمر وأصفر - الكتابات: (بالفرنسية: BANQUE DE SYRIE ET DU GRAND-LIBAN) (بالفرنسية: SYRIE) الفئة بالأرقام العربية وكتابةً (بالفرنسية: CINQ LIVRES) (بالفرنسية: Remboursable au porteur en chèque sur Paris ou Marseille à raison de Vingt Francs par Livre) |                                      |                                      |                                      | | | | |
| صورة الوجه الأمامي | صورة الوجه الخلفي                    | مكان وتاريخ الإصدار                  | المطبعة                              | التوقيع | SY | SCWPM | الملاحظات |
| |                                      | بيروت 15-04-1925                     | BDF                                  | 03 | 25 | Pick# 25 | |
| |                                      | بيروت 01-11-1930                     | BDF                                  | 04 | 31 | Pick# 30 | |

| خمس ليرات | خمس ليرات                            | خمس ليرات                            | خمس ليرات                            | خمس ليرات                                                                                                 | خمس ليرات                                                                                                 | خمس ليرات                                                                                                 | خمس ليرات                                                                                                 |
| الوصف | الوصف                                | الوصف                                | الوصف                                | الوصف | الوصف | الوصف | الوصف |
| --- | ------------------------------------ | ------------------------------------ | ------------------------------------ | --- | --- | --- | --- |
| جهة الإصدار: بنك سورية ولبنان الكبير | جهة الإصدار: بنك سورية ولبنان الكبير | جهة الإصدار: بنك سورية ولبنان الكبير | جهة الإصدار: بنك سورية ولبنان الكبير | المُصمِم: الوجه/الرسام: ج . دومارك - النحات: لويس جوزيف سولا الخلف/الرسام: ج . دومارك - النحات: جورج هورييه | المُصمِم: الوجه/الرسام: ج . دومارك - النحات: لويس جوزيف سولا الخلف/الرسام: ج . دومارك - النحات: جورج هورييه | المُصمِم: الوجه/الرسام: ج . دومارك - النحات: لويس جوزيف سولا الخلف/الرسام: ج . دومارك - النحات: جورج هورييه | المُصمِم: الوجه/الرسام: ج . دومارك - النحات: لويس جوزيف سولا الخلف/الرسام: ج . دومارك - النحات: جورج هورييه |
| العلامة المائية: سفينة فينيقة | العلامة المائية: سفينة فينيقة        | العلامة المائية: سفينة فينيقة        | العلامة المائية: سفينة فينيقة        | الأبعاد (مم): 180 × 104                                                                                   | الأبعاد (مم): 180 × 104                                                                                   | الأبعاد (مم): 180 × 104                                                                                   | الأبعاد (مم): 180 × 104                                                                                   |
| وصف الوجه الأمامي |                                      |                                      |                                      | | | | |
| - الصور والرموز والرسومات: زخارف هندسية ونباتية - اللون: بُني وأزرق وأصفر - الكتابات: بنك سورية ولبنان الكبير (سوريا)، خمس ليرات، تدفع لحاملها شيكاً على باريس أو مرسيليا وقيمة الليرة عشرون فرنكاً، وفي الأسفل عبارة (كل من زوّر او قلّد أوراق البنك أو اشترك في ذلك أو أدخل أو أصدر بطريقة الغش أوراقاً مزورة أو مقلدة يُعاقب وفقاً للقوانين والأحكام المرعية الإجراء.                            |                                      |                                      |                                      | | | | |
| وصف الوجه الخلفي |                                      |                                      |                                      | | | | |
| - الصور والرموز والرسومات: باحة قصر العظم ومن الخلف مئذنة عيسى في الجامع الأموي في دمشق وزخارف هندسية ونباتية - اللون: أزرق وأخضر وأحمر وأصفر - الكتابات: (بالفرنسية: BANQUE DE SYRIE ET DU GRAND-LIBAN) (بالفرنسية: SYRIE) الفئة بالأرقام العربية وكتابةً (بالفرنسية: CINQ LIVRES) (بالفرنسية: REMBOURSABLE AU PORTEUR EN CHÈQUE SUR PARIS OU MARSEILLE À RAISON DE VINGT FRANCS PAR LIVRE) |                                      |                                      |                                      | | | | |
| صورة الوجه الأمامي | صورة الوجه الخلفي                    | مكان وتاريخ الإصدار                  | المطبعة                              | التوقيع                                                                                                   | SY | SCWPM | الملاحظات                                                                                                 |
| |                                      | بيروت 01-02-1935                     | BDF                                  | 05 | 37 | Pick# 36                                                                                                  | |

##### عشر ليرات
| عشر ليرات | عشر ليرات                            | عشر ليرات                            | عشر ليرات                            | عشر ليرات                                            | عشر ليرات                                            | عشر ليرات                                            | عشر ليرات                                            |
| الوصف | الوصف                                | الوصف                                | الوصف                                | الوصف                                                | الوصف                                                | الوصف                                                | الوصف                                                |
| --- | ------------------------------------ | ------------------------------------ | ------------------------------------ | ---------------------------------------------------- | ---------------------------------------------------- | ---------------------------------------------------- | ---------------------------------------------------- |
| جهة الإصدار: بنك سورية ولبنان الكبير | جهة الإصدار: بنك سورية ولبنان الكبير | جهة الإصدار: بنك سورية ولبنان الكبير | جهة الإصدار: بنك سورية ولبنان الكبير | المُصمِم: الرسام هنري كليمنت سيرفيو والنحات بول بورنيه | المُصمِم: الرسام هنري كليمنت سيرفيو والنحات بول بورنيه | المُصمِم: الرسام هنري كليمنت سيرفيو والنحات بول بورنيه | المُصمِم: الرسام هنري كليمنت سيرفيو والنحات بول بورنيه |
| العلامة المائية: رأس حصان عربي | العلامة المائية: رأس حصان عربي       | العلامة المائية: رأس حصان عربي       | العلامة المائية: رأس حصان عربي       | الأبعاد (مم): 198 × 119                              | الأبعاد (مم): 198 × 119                              | الأبعاد (مم): 198 × 119                              | الأبعاد (مم): 198 × 119                              |
| وصف الوجه الأمامي |                                      |                                      |                                      |                                                      |                                                      |                                                      |                                                      |
| - الصور والرموز والرسومات: زخارف هندسية ونباتية - اللون: بُني وأزرق وأحمر - الكتابات: بنك سورية ولبنان الكبير (سوريا)، عشر ليرات، تدفع لحاملها شيكاً على باريس أو مرسيليا وقيمة الليرة عشرون فرنكاً، وفي الأسفل عبارة (كل من زوّر او قلّد أوراق البنك أو اشترك في ذلك أو أدخل أو أصدر بطريقة الغش أوراقاً مزورة أو مقلدة يُعاقب وفقاً للقوانين والأحكام المرعية الإجراء. |                                      |                                      |                                      |                                                      |                                                      |                                                      |                                                      |
| وصف الوجه الخلفي |                                      |                                      |                                      |                                                      |                                                      |                                                      |                                                      |
| - الصور والرموز والرسومات: معبد فينوس في بعلبك وزخارف هندسية ونباتية - اللون: برتقالي وأرجواني وأحمر وأصفر - الكتابات: (بالفرنسية: BANQUE DE SYRIE ET DU GRAND-LIBAN) (بالفرنسية: SYRIE) الفئة بالأرقام العربية وكتابةً (بالفرنسية: DIX LIVRES) (بالفرنسية: REMBOURSABLE AU PORTEUR EN CHÈQUE SUR PARIS OU MARSEILLE À RAISON DE VINGT FRANCS PAR LIVRE)          |                                      |                                      |                                      |                                                      |                                                      |                                                      |                                                      |
| صورة الوجه الأمامي | صورة الوجه الخلفي                    | مكان وتاريخ الإصدار                  | المطبعة                              | التوقيع                                              | SY                                                   | SCWPM                                                | الملاحظات                                            |
| |                                      | بيروت 15-4-1925                      | BDF                                  | 03                                                   | 26                                                   | Pick# 26                                             |                                                      |
| |                                      | بيروت 01-11-1930                     | BDF                                  | 04                                                   | 32                                                   | Pick# 31                                             |                                                      |

##### خمس وعشرون ليرة
| خمس وعشرون ليرة | خمس وعشرون ليرة                      | خمس وعشرون ليرة                      | خمس وعشرون ليرة                      | خمس وعشرون ليرة                                      | خمس وعشرون ليرة                                      | خمس وعشرون ليرة                                      | خمس وعشرون ليرة                                      |
| الوصف | الوصف                                | الوصف                                | الوصف                                | الوصف                                                | الوصف                                                | الوصف                                                | الوصف                                                |
| --- | ------------------------------------ | ------------------------------------ | ------------------------------------ | ---------------------------------------------------- | ---------------------------------------------------- | ---------------------------------------------------- | ---------------------------------------------------- |
| جهة الإصدار: بنك سورية ولبنان الكبير | جهة الإصدار: بنك سورية ولبنان الكبير | جهة الإصدار: بنك سورية ولبنان الكبير | جهة الإصدار: بنك سورية ولبنان الكبير | المُصمِم: الرسام هنري كليمنت سيرفيو والنحات بول بورنيه | المُصمِم: الرسام هنري كليمنت سيرفيو والنحات بول بورنيه | المُصمِم: الرسام هنري كليمنت سيرفيو والنحات بول بورنيه | المُصمِم: الرسام هنري كليمنت سيرفيو والنحات بول بورنيه |
| العلامة المائية: رأس حمل | العلامة المائية: رأس حمل             | العلامة المائية: رأس حمل             | العلامة المائية: رأس حمل             | الأبعاد (مم): 220 × 121                              | الأبعاد (مم): 220 × 121                              | الأبعاد (مم): 220 × 121                              | الأبعاد (مم): 220 × 121                              |
| وصف الوجه الأمامي |                                      |                                      |                                      |                                                      |                                                      |                                                      |                                                      |
| - الصور والرموز والرسومات: زخارف هندسية ونباتية - اللون: بُني وأزرق وأخضر - الكتابات: بنك سورية ولبنان الكبير (سوريا)، خمسة وعشرون ليرة، تدفع لحاملها شيكاً على باريس أو مرسيليا وقيمة الليرة عشرون فرنكاً، وفي الأسفل عبارة (كل من زوّر او قلّد أوراق البنك أو اشترك في ذلك أو أدخل أو أصدر بطريقة الغش أوراقاً مزورة أو مقلدة يُعاقب وفقاً للقوانين والأحكام المرعية الإجراء. |                                      |                                      |                                      |                                                      |                                                      |                                                      |                                                      |
| وصف الوجه الخلفي |                                      |                                      |                                      |                                                      |                                                      |                                                      |                                                      |
| - الصور والرموز والرسومات: مشهد جانبي لمدخل قلعة حلب وزخارف هندسية ونباتية - اللون: برتقالي وأرجواني وأحمر وأصفر - الكتابات: (بالفرنسية: BANQUE DE SYRIE ET DU GRAND-LIBAN) (بالفرنسية: SYRIE) الفئة بالأرقام العربية وكتابةً (بالفرنسية: VINGT CINQ LIVERS) (بالفرنسية: Remboursable au Porteur en chèque sur PARIS ou MARSEILLE à raison de Vingt France par Livre)    |                                      |                                      |                                      |                                                      |                                                      |                                                      |                                                      |
| صورة الوجه الأمامي | صورة الوجه الخلفي                    | مكان وتاريخ الإصدار                  | المطبعة                              | التوقيع                                              | SY                                                   | SCWPM                                                | الملاحظات                                            |
| |                                      | بيروت 15-4-1925                      | BDF                                  | 03                                                   | 27                                                   | Pick# 27                                             |                                                      |

##### خمسون ليرة
| خمسون ليرة | خمسون ليرة                           | خمسون ليرة                           | خمسون ليرة                           | خمسون ليرة                                           | خمسون ليرة                                           | خمسون ليرة                                           | خمسون ليرة                                           |
| الوصف | الوصف                                | الوصف                                | الوصف                                | الوصف                                                | الوصف                                                | الوصف                                                | الوصف                                                |
| --- | ------------------------------------ | ------------------------------------ | ------------------------------------ | ---------------------------------------------------- | ---------------------------------------------------- | ---------------------------------------------------- | ---------------------------------------------------- |
| جهة الإصدار: بنك سورية ولبنان الكبير | جهة الإصدار: بنك سورية ولبنان الكبير | جهة الإصدار: بنك سورية ولبنان الكبير | جهة الإصدار: بنك سورية ولبنان الكبير | المُصمِم: الرسام هنري كليمنت سيرفيو والنحات بول بورنيه | المُصمِم: الرسام هنري كليمنت سيرفيو والنحات بول بورنيه | المُصمِم: الرسام هنري كليمنت سيرفيو والنحات بول بورنيه | المُصمِم: الرسام هنري كليمنت سيرفيو والنحات بول بورنيه |
| العلامة المائية: رأس حمل | العلامة المائية: رأس حمل             | العلامة المائية: رأس حمل             | العلامة المائية: رأس حمل             | الأبعاد (مم): 230 × 125                              | الأبعاد (مم): 230 × 125                              | الأبعاد (مم): 230 × 125                              | الأبعاد (مم): 230 × 125                              |
| وصف الوجه الأمامي |                                      |                                      |                                      |                                                      |                                                      |                                                      |                                                      |
| - الصور والرموز والرسومات: زخارف هندسية ونباتية - اللون: أصفر وأحمر وأرجواني - الكتابات: بنك سورية ولبنان الكبير (سوريا)، خمسون ليرة، تدفع لحاملها شيكاً على باريس أو مرسيليا وقيمة الليرة عشرون فرنكاً، وفي الأسفل عبارة (كل من زوّر او قلّد أوراق البنك أو اشترك في ذلك أو أدخل أو أصدر بطريقة الغش أوراقاً مزورة أو مقلدة يُعاقب وفقاً للقوانين والأحكام المرعية الإجراء. |                                      |                                      |                                      |                                                      |                                                      |                                                      |                                                      |
| وصف الوجه الخلفي |                                      |                                      |                                      |                                                      |                                                      |                                                      |                                                      |
| - الصور والرموز والرسومات: جامع البداوي في طرابلس وزخارف هندسية ونباتية - اللون: برتقالي وأزرق وأحمر وأصفر - الكتابات: (بالفرنسية: BANQUE DE SYRIE ET DU GRAND-LIBAN) (بالفرنسية: SYRIE) الفئة بالأرقام العربية وكتابةً (بالفرنسية: CINQUANTE LIVRES) (بالفرنسية: Remboursable au Porteur en chèque sur PARIS ou MARSEILLE à raison de Vingt France par Livre)         |                                      |                                      |                                      |                                                      |                                                      |                                                      |                                                      |
| صورة الوجه الأمامي | صورة الوجه الخلفي                    | مكان وتاريخ الإصدار                  | المطبعة                              | التوقيع                                              | SY                                                   | SCWPM                                                | الملاحظات                                            |
| |                                      | بيروت 15-4-1925                      | BDF                                  | 03                                                   | 28                                                   | Pick# 28                                             |                                                      |
| |                                      | بيروت 01-01-1938                     | BDF                                  | 06                                                   | 44                                                   | Pick# 39                                             |                                                      |

##### مئة ليرة
| مئة ليرة | مئة ليرة                             | مئة ليرة                             | مئة ليرة                             | مئة ليرة                                                | مئة ليرة                                                | مئة ليرة                                                | مئة ليرة                                                |
| الوصف | الوصف                                | الوصف                                | الوصف                                | الوصف                                                   | الوصف                                                   | الوصف                                                   | الوصف                                                   |
| --- | ------------------------------------ | ------------------------------------ | ------------------------------------ | ------------------------------------------------------- | ------------------------------------------------------- | ------------------------------------------------------- | ------------------------------------------------------- |
| جهة الإصدار: بنك سورية ولبنان الكبير | جهة الإصدار: بنك سورية ولبنان الكبير | جهة الإصدار: بنك سورية ولبنان الكبير | جهة الإصدار: بنك سورية ولبنان الكبير | المُصمِم: الرسام موريس سيبستيان لوران والنحات إيميل دولوش | المُصمِم: الرسام موريس سيبستيان لوران والنحات إيميل دولوش | المُصمِم: الرسام موريس سيبستيان لوران والنحات إيميل دولوش | المُصمِم: الرسام موريس سيبستيان لوران والنحات إيميل دولوش |
| العلامة المائية: رأس حمل | العلامة المائية: رأس حمل             | العلامة المائية: رأس حمل             | العلامة المائية: رأس حمل             | الأبعاد (مم): 237 × 131                                 | الأبعاد (مم): 237 × 131                                 | الأبعاد (مم): 237 × 131                                 | الأبعاد (مم): 237 × 131                                 |
| وصف الوجه الأمامي |                                      |                                      |                                      |                                                         |                                                         |                                                         |                                                         |
| - الصور والرموز والرسومات: زخارف هندسية ونباتية - اللون: أصفر، بُني، بُرتقالي، أرجواني - الكتابات: بنك سورية ولبنان الكبير (سوريا)، مئة ليرة، تدفع لحاملها شيكاً على باريس أو مرسيليا وقيمة الليرة عشرون فرنكاً، وفي الأسفل عبارة (كل من زوّر او قلّد أوراق البنك أو اشترك في ذلك أو أدخل أو أصدر بطريقة الغش أوراقاً مزورة أو مقلدة يُعاقب وفقاً للقوانين والأحكام المرعية الإجراء.                                                                                            |                                      |                                      |                                      |                                                         |                                                         |                                                         |                                                         |
| وصف الوجه الخلفي |                                      |                                      |                                      |                                                         |                                                         |                                                         |                                                         |
| - الصور والرموز والرسومات: مبخرتان على الجانبن - مشهد لمدينة حلب من محلة القبة حيث تظهر مآذن المساجد التالية بالترتيب: الكمالية والبهرمية والعادلية والخسروية وزخارف هندسية ونباتية - اللون: برتقالي، أزرق، أرجواني، أصفر - الكتابات: (بالفرنسية: BANQUE DE SYRIE ET DU GRAND-LIBAN) (بالفرنسية: SYRIE) الفئة بالأرقام العربية وكتابةً (بالفرنسية: CENT LIVRE) (بالفرنسية: Remboursable au Porteur en chèque sur PARIS ou MARSEILLE à raison de Vingt France par Livre) |                                      |                                      |                                      |                                                         |                                                         |                                                         |                                                         |
| صورة الوجه الأمامي | صورة الوجه الخلفي                    | مكان وتاريخ الإصدار                  | المطبعة                              | التوقيع                                                 | SY                                                      | SCWPM                                                   | الملاحظات                                               |
| |                                      | بيروت 15-4-1925                      | BDF                                  | 03                                                      | 29                                                      | Pick# 29                                                |                                                         |
| |                                      | بيروت 01-11-1930                     | BDF                                  | 04                                                      | 35                                                      | Pick# 33                                                |                                                         |

| مئة ليرة | مئة ليرة                             | مئة ليرة                             | مئة ليرة                             | مئة ليرة                | مئة ليرة                | مئة ليرة                | مئة ليرة                 |
| الوصف | الوصف                                | الوصف                                | الوصف                                | الوصف                   | الوصف                   | الوصف                   | الوصف                    |
| --- | ------------------------------------ | ------------------------------------ | ------------------------------------ | ----------------------- | ----------------------- | ----------------------- | ------------------------ |
| جهة الإصدار: بنك سورية ولبنان الكبير | جهة الإصدار: بنك سورية ولبنان الكبير | جهة الإصدار: بنك سورية ولبنان الكبير | جهة الإصدار: بنك سورية ولبنان الكبير | المُصمِم: غير معروف       | المُصمِم: غير معروف       | المُصمِم: غير معروف       | المُصمِم: غير معروف        |
| العلامة المائية: لا توجد | العلامة المائية: لا توجد             | العلامة المائية: لا توجد             | العلامة المائية: لا توجد             | الأبعاد (مم): 213 × 124 | الأبعاد (مم): 213 × 124 | الأبعاد (مم): 213 × 124 | الأبعاد (مم): 213 × 124  |
| وصف الوجه الأمامي |                                      |                                      |                                      |                         |                         |                         |                          |
| - الصور والرموز والرسومات: مبنى البنك العثماني في بيروت وزخارف هندسية ونباتية - اللون: أرجواني، أحمر - الكتابات: بنك سورية ولبنان الكبير (سوريا)، مئة ليرة، تدفع لحامله لقآء «شك» على باريس بقيمة ألفي فرنك. |                                      |                                      |                                      |                         |                         |                         |                          |
| وصف الوجه الخلفي |                                      |                                      |                                      |                         |                         |                         |                          |
| - الصور والرموز والرسومات: صورة مدينة أنطاكية وزخارف هندسية ونباتية - اللون: أخضر، برتقالي، بُني، أرجواني - الكتابات: (بالفرنسية: BANQUE DE SYRIE ET DU GRAND-LIBAN) (بالفرنسية: SYRIE) الفئة بالأرقام العربية وكتابةً (بالفرنسية: CENT LIVRE) (بالفرنسية: Remboursable au porteur contre 2000 Francs en chèque sur Paris) |                                      |                                      |                                      |                         |                         |                         |                          |
| صورة الوجه الأمامي | صورة الوجه الخلفي                    | مكان وتاريخ الإصدار                  | المطبعة                              | التوقيع                 | SY                      | SCWPM                   | الملاحظات                |
| |                                      | بيروت 01-02-1935                     | BWC                                  | 05                      | 40                      | Pick# 38a               | بلا توشيح                |
| |                                      | بيروت 01-02-1935                     | BWC                                  | 05                      | 41                      | Pick# 38d               | توشيح خط مائل مفرد (/)   |
| |                                      | بيروت 01-02-1935                     | BWC                                  | 05                      | 42                      | Pick# 38b               | توشيح خط مائل مضاعف (//) |
| |                                      | بيروت 01-02-1935                     | BWC                                  | 05                      | 43                      | Pick# 38c               | توشيح زاوية مفردة (V)    |

#### إصدارات سورية موشحة 1939 Syrie

##### ليرة واحدة
| ليرة واحدة | ليرة واحدة                           | ليرة واحدة                           | ليرة واحدة                           | ليرة واحدة                                                      | ليرة واحدة                                                      | ليرة واحدة                                                      | ليرة واحدة                                                      |
| الوصف | الوصف                                | الوصف                                | الوصف                                | الوصف                                                           | الوصف                                                           | الوصف                                                           | الوصف                                                           |
| --- | ------------------------------------ | ------------------------------------ | ------------------------------------ | --------------------------------------------------------------- | --------------------------------------------------------------- | --------------------------------------------------------------- | --------------------------------------------------------------- |
| جهة الإصدار: بنك سورية ولبنان الكبير | جهة الإصدار: بنك سورية ولبنان الكبير | جهة الإصدار: بنك سورية ولبنان الكبير | جهة الإصدار: بنك سورية ولبنان الكبير | المُصمِم: الرسام هنري كليمنت سيرفيو والنحاتة: ريتا/مارغريت دريفوس | المُصمِم: الرسام هنري كليمنت سيرفيو والنحاتة: ريتا/مارغريت دريفوس | المُصمِم: الرسام هنري كليمنت سيرفيو والنحاتة: ريتا/مارغريت دريفوس | المُصمِم: الرسام هنري كليمنت سيرفيو والنحاتة: ريتا/مارغريت دريفوس |
| العلامة المائية: رأس حصان عربي | العلامة المائية: رأس حصان عربي       | العلامة المائية: رأس حصان عربي       | العلامة المائية: رأس حصان عربي       | الأبعاد (مم): 164 × 100                                         | الأبعاد (مم): 164 × 100                                         | الأبعاد (مم): 164 × 100                                         | الأبعاد (مم): 164 × 100                                         |
| وصف الوجه الأمامي |                                      |                                      |                                      |                                                                 |                                                                 |                                                                 |                                                                 |
| - الصور والرموز والرسومات: زخارف هندسية - اللون: بُني، أحمر، أزرق - الكتابات: بنك سورية ولبنان الكبير (سوريا)، ليرة واحدة، تدفع لحامله شكاً على باريس او مارسيليا وقيمة الليرة عشرون فرنكاً. كل من زور أو قلد أوراق البنك أو اشترك في ذلك أو أدخل أو أصدر بطريقة الغش أوراقاً مزورة أو مقلدة يُعاقب وفقاً للقوانين والأحكام المرعية الاجرآء. |                                      |                                      |                                      |                                                                 |                                                                 |                                                                 |                                                                 |
| وصف الوجه الخلفي |                                      |                                      |                                      |                                                                 |                                                                 |                                                                 |                                                                 |
| - الصور والرموز والرسومات: مشهد خليج جونيه - اللون: أخضر، برتقالي، بُني، أزرق - الكتابات: (بالفرنسية: BANQUE DE SYRIE ET DU GRAND-LIBAN) (بالفرنسية: SYRIE) (بالفرنسية: UNE LIVRE) (بالفرنسية: Remboursable au Porteur en chèque sur Paris ou Marseille à raison de Vingt Francs la Livre)                                              |                                      |                                      |                                      |                                                                 |                                                                 |                                                                 |                                                                 |
| صورة الوجه الأمامي | صورة الوجه الخلفي                    | مكان وتاريخ الإصدار                  | المطبعة                              | التوقيع                                                         | SY                                                              | SCWPM                                                           | الملاحظات                                                       |
| |                                      | بيروت 01-02-1935 (SYRIE 1939)        | BDF                                  | 05                                                              | 49                                                              | Non                                                             | توشيح سفلي                                                      |
| |                                      | بيروت 01-02-1935 (SYRIE 1939)        | BDF                                  | 05                                                              | 50                                                              | Pick# 39A                                                       | توشيح علوي                                                      |

##### خمس ليرات
| خمس ليرات | خمس ليرات                            | خمس ليرات                            | خمس ليرات                            | خمس ليرات                                                                                                 | خمس ليرات                                                                                                 | خمس ليرات                                                                                                 | خمس ليرات                                                                                                 |
| الوصف | الوصف                                | الوصف                                | الوصف                                | الوصف | الوصف | الوصف | الوصف |
| --- | ------------------------------------ | ------------------------------------ | ------------------------------------ | --- | --- | --- | --- |
| جهة الإصدار: بنك سورية ولبنان الكبير | جهة الإصدار: بنك سورية ولبنان الكبير | جهة الإصدار: بنك سورية ولبنان الكبير | جهة الإصدار: بنك سورية ولبنان الكبير | المُصمِم: الوجه/الرسام: ج . دومارك - النحات: لويس جوزيف سولا الخلف/الرسام: ج . دومارك - النحات: جورج هورييه | المُصمِم: الوجه/الرسام: ج . دومارك - النحات: لويس جوزيف سولا الخلف/الرسام: ج . دومارك - النحات: جورج هورييه | المُصمِم: الوجه/الرسام: ج . دومارك - النحات: لويس جوزيف سولا الخلف/الرسام: ج . دومارك - النحات: جورج هورييه | المُصمِم: الوجه/الرسام: ج . دومارك - النحات: لويس جوزيف سولا الخلف/الرسام: ج . دومارك - النحات: جورج هورييه |
| العلامة المائية: سفينة فينيقية | العلامة المائية: سفينة فينيقية       | العلامة المائية: سفينة فينيقية       | العلامة المائية: سفينة فينيقية       | الأبعاد (مم): 180 × 104                                                                                   | الأبعاد (مم): 180 × 104                                                                                   | الأبعاد (مم): 180 × 104                                                                                   | الأبعاد (مم): 180 × 104                                                                                   |
| وصف الوجه الأمامي |                                      |                                      |                                      | | | | |
| - الصور والرموز والرسومات: زخارف هندسية ونباتية - اللون: أصفر وأخضر وبُرتقالي - الكتابات: بنك سورية ولبنان الكبير (سوريا)، خمس ليرات، تدفع لحاملها شيكاً على باريس أو مرسيليا وقيمة الليرة عشرون فرنكاً. كل من زور أو قلد أوراق البنك أو اشترك في ذلك أو أدخل أو أصدر بطريقة الغش أوراقاً مزورة أو مقلدة يُعاقب وفقاً للقوانين والأحكام المرعية الإجراء. |                                      |                                      |                                      | | | | |
| وصف الوجه الخلفي |                                      |                                      |                                      | | | | |
| - الصور والرموز والرسومات: باحة قصر العظم ومن الخلف مئذنة عيسى في الجامع الأموي في دمشق وزخارف هندسية ونباتية - اللون: - الكتابات: (بالفرنسية: BANQUE DE SYRIE ET DU GRAND-LIBAN) (بالفرنسية: SYRIE) (بالفرنسية: CINQ LIVRES) (بالفرنسية: REMBOURSABLE AU PORTEUR EN CHÈQUE SUR PARIS OU MARSEILLE À RAISON DE VINGT FRANCS PAR LIVRE)             |                                      |                                      |                                      | | | | |
| صورة الوجه الأمامي | صورة الوجه الخلفي                    | مكان وتاريخ الإصدار                  | المطبعة                              | التوقيع                                                                                                   | SY | SCWPM | الملاحظات                                                                                                 |
| |                                      | بيروت 01-02-1935 (SYRIE 1939)        | BDF                                  | 05 | 53 | Pick# 39Bb                                                                                                | توشيح علوي                                                                                                |
| |                                      | بيروت 01-02-1935 (SYRIE 1939)        | BDF                                  | 05 | 52 | Pick# 39Ba                                                                                                | توشيح سفلي                                                                                                |

##### عشر ليرات
| عشر ليرات | عشر ليرات                            | عشر ليرات                            | عشر ليرات                            | عشر ليرات                                             | عشر ليرات                                             | عشر ليرات                                             | عشر ليرات                                             |
| الوصف | الوصف                                | الوصف                                | الوصف                                | الوصف                                                 | الوصف                                                 | الوصف                                                 | الوصف                                                 |
| --- | ------------------------------------ | ------------------------------------ | ------------------------------------ | ----------------------------------------------------- | ----------------------------------------------------- | ----------------------------------------------------- | ----------------------------------------------------- |
| جهة الإصدار: بنك سورية ولبنان الكبير | جهة الإصدار: بنك سورية ولبنان الكبير | جهة الإصدار: بنك سورية ولبنان الكبير | جهة الإصدار: بنك سورية ولبنان الكبير | المُصمِم: الرسام هنري كليمنت سيرفيو والنحات إيميل دولوش | المُصمِم: الرسام هنري كليمنت سيرفيو والنحات إيميل دولوش | المُصمِم: الرسام هنري كليمنت سيرفيو والنحات إيميل دولوش | المُصمِم: الرسام هنري كليمنت سيرفيو والنحات إيميل دولوش |
| العلامة المائية: رأس حصان | العلامة المائية: رأس حصان            | العلامة المائية: رأس حصان            | العلامة المائية: رأس حصان            | الأبعاد (مم): 198 × 119                               | الأبعاد (مم): 198 × 119                               | الأبعاد (مم): 198 × 119                               | الأبعاد (مم): 198 × 119                               |
| وصف الوجه الأمامي |                                      |                                      |                                      |                                                       |                                                       |                                                       |                                                       |
| - الصور والرموز والرسومات: زخارف هندسية ونباتية - اللون: بُني وأحمر أرجواني - الكتابات: بنك سورية ولبنان الكبير (سوريا)، عشر ليرات، يُدفع لحاملها شيكاً على باريس أو مرسيليا وقيمة الليرة عشرون فرنكاً. كل من زوّر أو قلّد أوراق البنك أو اشترك في ذلك أو أدخل أو أصدر بطريقة الغش أوراقاً مزورة أو مقلدة يعاقب وفقاً للقوانين والأحكام المرعيّة الاجرآء. |                                      |                                      |                                      |                                                       |                                                       |                                                       |                                                       |
| وصف الوجه الخلفي |                                      |                                      |                                      |                                                       |                                                       |                                                       |                                                       |
| - الصور والرموز والرسومات: معبد فينوس - اللون: أحمر وبُرتقالي وأرجواني - الكتابات: (بالفرنسية: BANQUE DE SYRIE ET DU GRAND-LIBAN) (بالفرنسية: SYRIE) (بالفرنسية: DIX LIVRES) (بالفرنسية: REMBOURSABLE AU PORTEUR EN CHÈQUE SUR PARIS OU MARSEILLE À RAISON DE VINGT FRANCS PAR LIVRE)                                                             |                                      |                                      |                                      |                                                       |                                                       |                                                       |                                                       |
| صورة الوجه الأمامي | صورة الوجه الخلفي                    | مكان وتاريخ الإصدار                  | المطبعة                              | التوقيع                                               | SY                                                    | SCWPM                                                 | الملاحظات                                             |
| |                                      | بيروت 01-11-1930 (SYRIE 1939)        | BDF                                  | 04                                                    | 45                                                    | Pick# 39C                                             |                                                       |

##### خمسون ليرة
| خمسون ليرة | خمسون ليرة                           | خمسون ليرة                           | خمسون ليرة                           | خمسون ليرة                                           | خمسون ليرة                                           | خمسون ليرة                                           | خمسون ليرة                                           |
| الوصف | الوصف                                | الوصف                                | الوصف                                | الوصف                                                | الوصف                                                | الوصف                                                | الوصف                                                |
| --- | ------------------------------------ | ------------------------------------ | ------------------------------------ | ---------------------------------------------------- | ---------------------------------------------------- | ---------------------------------------------------- | ---------------------------------------------------- |
| جهة الإصدار: بنك سورية ولبنان الكبير | جهة الإصدار: بنك سورية ولبنان الكبير | جهة الإصدار: بنك سورية ولبنان الكبير | جهة الإصدار: بنك سورية ولبنان الكبير | المُصمِم: الرسام هنري كليمنت سيرفيو والنحات بول بورنيه | المُصمِم: الرسام هنري كليمنت سيرفيو والنحات بول بورنيه | المُصمِم: الرسام هنري كليمنت سيرفيو والنحات بول بورنيه | المُصمِم: الرسام هنري كليمنت سيرفيو والنحات بول بورنيه |
| العلامة المائية: رأس حمل | العلامة المائية: رأس حمل             | العلامة المائية: رأس حمل             | العلامة المائية: رأس حمل             | الأبعاد (مم): 230 × 125                              | الأبعاد (مم): 230 × 125                              | الأبعاد (مم): 230 × 125                              | الأبعاد (مم): 230 × 125                              |
| وصف الوجه الأمامي |                                      |                                      |                                      |                                                      |                                                      |                                                      |                                                      |
| - الصور والرموز والرسومات: زخارف هندسية ونباتية - اللون: أصفر وأحمر وأرجواني - الكتابات: بنك سورية ولبنان الكبير (سوريا)، خمسون ليرة، تدفع لحاملها شيكاً على باريس أو مرسيليا وقيمة الليرة عشرون فرنكاً، وفي الأسفل عبارة (كل من زوّر او قلّد أوراق البنك أو اشترك في ذلك أو أدخل أو أصدر بطريقة الغش أوراقاً مزورة أو مقلدة يُعاقب وفقاً للقوانين والأحكام المرعية الإجراء. |                                      |                                      |                                      |                                                      |                                                      |                                                      |                                                      |
| وصف الوجه الخلفي |                                      |                                      |                                      |                                                      |                                                      |                                                      |                                                      |
| - الصور والرموز والرسومات: جامع البداوي في طرابلس وزخارف هندسية ونباتية - اللون: برتقالي، أخضر، أحمر، أصفر - الكتابات: (بالفرنسية: BANQUE DE SYRIE ET DU GRAND-LIBAN) (بالفرنسية: SYRIE) الفئة بالأرقام العربية وكتابةً (بالفرنسية: CINQUANTE LIVRES) (بالفرنسية: Remboursable au Porteur en chèque sur PARIS ou MARSEILLE à raison de Vingt France par Livre)         |                                      |                                      |                                      |                                                      |                                                      |                                                      |                                                      |
| صورة الوجه الأمامي | صورة الوجه الخلفي                    | مكان وتاريخ الإصدار                  | المطبعة                              | التوقيع                                              | SY                                                   | SCWPM                                                | الملاحظات                                            |
| |                                      | بيروت 01-11-1938 (SYRIE 1939)        | BDF                                  | 06                                                   | 63/63a                                               | Non                                                  |                                                      |

##### مئة ليرة
| مئة ليرة | مئة ليرة                             | مئة ليرة                             | مئة ليرة                             | مئة ليرة                                                | مئة ليرة                                                | مئة ليرة                                                | مئة ليرة                                                |
| الوصف | الوصف                                | الوصف                                | الوصف                                | الوصف                                                   | الوصف                                                   | الوصف                                                   | الوصف                                                   |
| --- | ------------------------------------ | ------------------------------------ | ------------------------------------ | ------------------------------------------------------- | ------------------------------------------------------- | ------------------------------------------------------- | ------------------------------------------------------- |
| جهة الإصدار: بنك سورية ولبنان الكبير | جهة الإصدار: بنك سورية ولبنان الكبير | جهة الإصدار: بنك سورية ولبنان الكبير | جهة الإصدار: بنك سورية ولبنان الكبير | المُصمِم: الرسام موريس سيبستيان لوران والنحات إيميل دولوش | المُصمِم: الرسام موريس سيبستيان لوران والنحات إيميل دولوش | المُصمِم: الرسام موريس سيبستيان لوران والنحات إيميل دولوش | المُصمِم: الرسام موريس سيبستيان لوران والنحات إيميل دولوش |
| العلامة المائية: رأس حمل | العلامة المائية: رأس حمل             | العلامة المائية: رأس حمل             | العلامة المائية: رأس حمل             | الأبعاد (مم): 237 × 131                                 | الأبعاد (مم): 237 × 131                                 | الأبعاد (مم): 237 × 131                                 | الأبعاد (مم): 237 × 131                                 |
| وصف الوجه الأمامي |                                      |                                      |                                      |                                                         |                                                         |                                                         |                                                         |
| - الصور والرموز والرسومات: زخارف هندسية ونباتية - اللون: أصفر، بُني، بُرتقالي، أرجواني - الكتابات: بنك سورية ولبنان الكبير (سوريا)، مئة ليرة، تدفع لحاملها شيكاً على باريس أو مرسيليا وقيمة الليرة عشرون فرنكاً، وفي الأسفل عبارة (كل من زوّر او قلّد أوراق البنك أو اشترك في ذلك أو أدخل أو أصدر بطريقة الغش أوراقاً مزورة أو مقلدة يُعاقب وفقاً للقوانين والأحكام المرعية الإجراء.                                                                                             |                                      |                                      |                                      |                                                         |                                                         |                                                         |                                                         |
| وصف الوجه الخلفي |                                      |                                      |                                      |                                                         |                                                         |                                                         |                                                         |
| - الصور والرموز والرسومات: مبخرتان على الجانبن - مشهد لمدينة حلب من محلة القبة حيث تظهر مآذن المساجد التالية بالترتيب: الكمالية والبهرمية والعادلية والخسروية وزخارف هندسية ونباتية - اللون: برتقالي، أزرق، أرجواني، أصفر - الكتابات: (بالفرنسية: BANQUE DE SYRIE ET DU GRAND-LIBAN) (بالفرنسية: SYRIE) الفئة بالأرقام العربية وكتابةً (بالفرنسية: CENT LIVRES) (بالفرنسية: Remboursable au Porteur en chèque sur PARIS ou MARSEILLE à raison de Vingt France par Livre) |                                      |                                      |                                      |                                                         |                                                         |                                                         |                                                         |
| صورة الوجه الأمامي | صورة الوجه الخلفي                    | مكان وتاريخ الإصدار                  | المطبعة                              | التوقيع                                                 | SY                                                      | SCWPM                                                   | الملاحظات                                               |
| |                                      | بيروت 01-11-1930 (SYRIE 1939)        | BDF                                  | 04                                                      | 47                                                      | Pick# 29A                                               | بلا توشيح                                               |
| |                                      | بيروت 01-11-1930 (SYRIE 1939)        | BDF                                  | 04                                                      | 48                                                      | Pick# 29A                                               | توشيح على شكل قوس                                       |

| مئة ليرة | مئة ليرة                             | مئة ليرة                             | مئة ليرة                             | مئة ليرة                | مئة ليرة                | مئة ليرة                | مئة ليرة                 |
| الوصف | الوصف                                | الوصف                                | الوصف                                | الوصف                   | الوصف                   | الوصف                   | الوصف                    |
| --- | ------------------------------------ | ------------------------------------ | ------------------------------------ | ----------------------- | ----------------------- | ----------------------- | ------------------------ |
| جهة الإصدار: بنك سورية ولبنان الكبير | جهة الإصدار: بنك سورية ولبنان الكبير | جهة الإصدار: بنك سورية ولبنان الكبير | جهة الإصدار: بنك سورية ولبنان الكبير | المُصمِم: غير معروف       | المُصمِم: غير معروف       | المُصمِم: غير معروف       | المُصمِم: غير معروف        |
| العلامة المائية: لا توجد | العلامة المائية: لا توجد             | العلامة المائية: لا توجد             | العلامة المائية: لا توجد             | الأبعاد (مم): 213 × 124 | الأبعاد (مم): 213 × 124 | الأبعاد (مم): 213 × 124 | الأبعاد (مم): 213 × 124  |
| وصف الوجه الأمامي |                                      |                                      |                                      |                         |                         |                         |                          |
| - الصور والرموز والرسومات: مبنى البنك العثماني في بيروت وزخارف هندسية ونباتية - اللون: أرجواني، أحمر - الكتابات: بنك سورية ولبنان الكبير (سوريا)، مئة ليرة، تدفع لحامله لقآء «شك» على باريس بقيمة ألفي فرنك. |                                      |                                      |                                      |                         |                         |                         |                          |
| وصف الوجه الخلفي |                                      |                                      |                                      |                         |                         |                         |                          |
| - الصور والرموز والرسومات: صورة مدينة أنطاكية وزخارف هندسية ونباتية - اللون: أخضر، برتقالي، بُني، أرجواني - الكتابات: (بالفرنسية: BANQUE DE SYRIE ET DU GRAND-LIBAN) (بالفرنسية: SYRIE) الفئة بالأرقام العربية وكتابةً (بالفرنسية: CENT LIVRE) (بالفرنسية: Remboursable au porteur contre 2000 Francs en chèque sur Paris) |                                      |                                      |                                      |                         |                         |                         |                          |
| صورة الوجه الأمامي | صورة الوجه الخلفي                    | مكان وتاريخ الإصدار                  | المطبعة                              | التوقيع                 | SY                      | SCWPM                   | الملاحظات                |
| |                                      | بيروت 01-02-1935 (SYRIE 1939)        | BWC                                  | 05                      | 56                      | Pick# 39Ea              | بلا توشيح                |
| |                                      | بيروت 01-02-1935 (SYRIE 1939)        | BWC                                  | 05                      | 57                      | Pick# 39Ed              | توشيح خط مائل مفرد (/)   |
| |                                      | بيروت 01-02-1935 (SYRIE 1939)        | BWC                                  | 05                      | 58                      | Pick# 39Eb              | توشيح خط مائل مضاعف (//) |
| |                                      | بيروت 01-02-1935 (SYRIE 1939)        | BWC                                  | 05                      | 59                      | Pick# 39Ec              | توشيح زاوية مفردة (V)    |

#### إصدارات لبنانية موشحة Syrie 1939

##### ليرة واحدة
| ليرة واحدة | ليرة واحدة                           | ليرة واحدة                           | ليرة واحدة                           | ليرة واحدة                                                      | ليرة واحدة                                                      | ليرة واحدة                                                      | ليرة واحدة                                                      |
| الوصف | الوصف                                | الوصف                                | الوصف                                | الوصف                                                           | الوصف                                                           | الوصف                                                           | الوصف                                                           |
| --- | ------------------------------------ | ------------------------------------ | ------------------------------------ | --------------------------------------------------------------- | --------------------------------------------------------------- | --------------------------------------------------------------- | --------------------------------------------------------------- |
| جهة الإصدار: بنك سورية ولبنان الكبير | جهة الإصدار: بنك سورية ولبنان الكبير | جهة الإصدار: بنك سورية ولبنان الكبير | جهة الإصدار: بنك سورية ولبنان الكبير | المُصمِم: الرسام هنري كليمنت سيرفيو والنحاتة: ريتا/مارغريت دريفوس | المُصمِم: الرسام هنري كليمنت سيرفيو والنحاتة: ريتا/مارغريت دريفوس | المُصمِم: الرسام هنري كليمنت سيرفيو والنحاتة: ريتا/مارغريت دريفوس | المُصمِم: الرسام هنري كليمنت سيرفيو والنحاتة: ريتا/مارغريت دريفوس |
| العلامة المائية: رأس حصان عربي | العلامة المائية: رأس حصان عربي       | العلامة المائية: رأس حصان عربي       | العلامة المائية: رأس حصان عربي       | الأبعاد (مم): 164 × 100                                         | الأبعاد (مم): 164 × 100                                         | الأبعاد (مم): 164 × 100                                         | الأبعاد (مم): 164 × 100                                         |
| وصف الوجه الأمامي |                                      |                                      |                                      |                                                                 |                                                                 |                                                                 |                                                                 |
| - الصور والرموز والرسومات: زخارف هندسية ونباتية - اللون: بُني، أصفر، برتقالي - الكتابات: بنك سورية ولبنان الكبير (لبنان الكبير)، ليرة واحدة، تدفع لحامله شكاً على باريس او مارسيليا وقيمة الليرة عشرون فرنكاً، وفي الأسفل عبارة (كل من زور أو قلد أوراق البنك أو اشترك في ذلك أو أدخل أو أصدر بطريقة الغش أوراقاً مزورة أو مقلدة يُعاقب وفقاً للقوانين والأحكام المرعية الاجرآء. |                                      |                                      |                                      |                                                                 |                                                                 |                                                                 |                                                                 |
| وصف الوجه الخلفي |                                      |                                      |                                      |                                                                 |                                                                 |                                                                 |                                                                 |
| - الصور والرموز والرسومات: مشهد لخليج جونيه وزخارف هندسية ونباتية - اللون: بُني، أصفر، - الكتابات: (بالفرنسية: BANQUE DE SYRIE ET DU GRAND-LIBAN) (بالفرنسية: GRAND-LIBAN) الفئة بالأرقام العربية وكتابةً (بالفرنسية: UNE LIVRE) (بالفرنسية: Remboursable au Porteur en chèque sur Paris ou Marseille à raison de Vingt Francs la Livre)                                     |                                      |                                      |                                      |                                                                 |                                                                 |                                                                 |                                                                 |
| صورة الوجه الأمامي | صورة الوجه الخلفي                    | مكان وتاريخ الإصدار                  | المطبعة                              | التوقيع                                                         | SY                                                              | SCWPM                                                           | الملاحظات                                                       |
| |                                      | بيروت 01-02-1935 (SYRIE 1939)        | BDF                                  | 05                                                              | 51                                                              | Non                                                             | إصدار لبنان الكبير 1935 توشيح Syrie 1939                        |

##### خمس ليرات
| خمس ليرات | خمس ليرات                            | خمس ليرات                            | خمس ليرات                            | خمس ليرات                                                                                                 | خمس ليرات                                                                                                 | خمس ليرات                                                                                                 | خمس ليرات                                                                                                 |
| الوصف | الوصف                                | الوصف                                | الوصف                                | الوصف | الوصف | الوصف | الوصف |
| --- | ------------------------------------ | ------------------------------------ | ------------------------------------ | --- | --- | --- | --- |
| جهة الإصدار: بنك سورية ولبنان الكبير | جهة الإصدار: بنك سورية ولبنان الكبير | جهة الإصدار: بنك سورية ولبنان الكبير | جهة الإصدار: بنك سورية ولبنان الكبير | المُصمِم: الوجه/الرسام: ج . دومارك - النحات: لويس جوزيف سولا الخلف/الرسام: ج . دومارك - النحات: جورج هورييه | المُصمِم: الوجه/الرسام: ج . دومارك - النحات: لويس جوزيف سولا الخلف/الرسام: ج . دومارك - النحات: جورج هورييه | المُصمِم: الوجه/الرسام: ج . دومارك - النحات: لويس جوزيف سولا الخلف/الرسام: ج . دومارك - النحات: جورج هورييه | المُصمِم: الوجه/الرسام: ج . دومارك - النحات: لويس جوزيف سولا الخلف/الرسام: ج . دومارك - النحات: جورج هورييه |
| العلامة المائية: سفينة فينيقية | العلامة المائية: سفينة فينيقية       | العلامة المائية: سفينة فينيقية       | العلامة المائية: سفينة فينيقية       | الأبعاد (مم): 180 × 104                                                                                   | الأبعاد (مم): 180 × 104                                                                                   | الأبعاد (مم): 180 × 104                                                                                   | الأبعاد (مم): 180 × 104                                                                                   |
| وصف الوجه الأمامي |                                      |                                      |                                      | | | | |
| - الصور والرموز والرسومات: زخارف هندسية ونباتية - اللون: أصفر وأخضر وبُرتقالي - الكتابات: بنك سورية ولبنان الكبير (لبنان)، خمس ليرات، تدفع لحاملها شيكاً على باريس أو مرسيليا وقيمة الليرة عشرون فرنكاً. كل من زوّر أو قلّد أوراق البنك أو اشترك في ذلك أو أدخل أو أصدر بطريقة الغش أوراقاً مزورة أو مقلدة يعاقب وفقاً للقوانين والأحكام المرعيّة الاجرآء.        |                                      |                                      |                                      | | | | |
| وصف الوجه الخلفي |                                      |                                      |                                      | | | | |
| - الصور والرموز والرسومات: باحة قصر العظم ومن الخلف مئذنة عيسى في الجامع الأموي في دمشق وزخارف هندسية ونباتية - اللون: أصفر وأخضر وبُرتقالي - الكتابات: (بالفرنسية: BANQUE DE SYRIE ET DU GRAND-LIBAN) (بالفرنسية: LIBAN)(بالفرنسية: CINQ LIVRES) (بالفرنسية: REMBOURSABLE AU PORTEUR EN CHÈQUE SUR PARIS OU MARSEILLE À RAISON DE VINGT FRANCS PAR LIVRE) |                                      |                                      |                                      | | | | |
| صورة الوجه الأمامي | صورة الوجه الخلفي                    | مكان وتاريخ الإصدار                  | المطبعة                              | التوقيع                                                                                                   | SY | SCWPM | الملاحظات                                                                                                 |
| |                                      | بيروت 01-02-1935 (SYRIE 1939)        | BDF                                  | 05 | 54 | Non | لبنان SYRIE 1939 توشيح علوي                                                                               |

##### خمس وعشرون ليرة
| خمس وعشرون ليرة | خمس وعشرون ليرة                      | خمس وعشرون ليرة                      | خمس وعشرون ليرة                      | خمس وعشرون ليرة                                | خمس وعشرون ليرة                                | خمس وعشرون ليرة                                | خمس وعشرون ليرة                                |
| الوصف | الوصف                                | الوصف                                | الوصف                                | الوصف                                          | الوصف                                          | الوصف                                          | الوصف                                          |
| --- | ------------------------------------ | ------------------------------------ | ------------------------------------ | ---------------------------------------------- | ---------------------------------------------- | ---------------------------------------------- | ---------------------------------------------- |
| جهة الإصدار: بنك سورية ولبنان الكبير | جهة الإصدار: بنك سورية ولبنان الكبير | جهة الإصدار: بنك سورية ولبنان الكبير | جهة الإصدار: بنك سورية ولبنان الكبير | المُصمِم: هنري كليمنت سيرفيو النحات: إيميل دولوش | المُصمِم: هنري كليمنت سيرفيو النحات: إيميل دولوش | المُصمِم: هنري كليمنت سيرفيو النحات: إيميل دولوش | المُصمِم: هنري كليمنت سيرفيو النحات: إيميل دولوش |
| العلامة المائية: رأس حمل | العلامة المائية: رأس حمل             | العلامة المائية: رأس حمل             | العلامة المائية: رأس حمل             | الأبعاد (مم): 220 × 121                        | الأبعاد (مم): 220 × 121                        | الأبعاد (مم): 220 × 121                        | الأبعاد (مم): 220 × 121                        |
| وصف الوجه الأمامي |                                      |                                      |                                      |                                                |                                                |                                                |                                                |
| - الصور والرموز والرسومات: زخارف هندسية ونباتية - اللون: بُني، أحمر، أخضر - الكتابات: بنك سورية ولبنان الكبير (لبنان الكبير)، خمسة وعشرون ليرة، يُدفع لحاملها شيكاً على باريس أو مرسيليا وقيمة الليرة عشرون فرنكاً. كل من زوّر أو قلّد أوراق البنك أو اشترك في ذلك أو أدخل أو أصدر بطريقة الغش أوراقاً مزورة أو مقلدة يعاقب وفقاً للقوانين والأحكام المرعيّة الاجرآء. |                                      |                                      |                                      |                                                |                                                |                                                |                                                |
| وصف الوجه الخلفي |                                      |                                      |                                      |                                                |                                                |                                                |                                                |
| - الصور والرموز والرسومات: مشهد جانبي لمدخل قلعة حلب وزخارف هندسية ونباتية - اللون: برتقالي، أرجواني، أزرق، أصفر - الكتابات: (بالفرنسية: BANQUE DE SYRIE ET DU GRAND-LIBAN) (بالفرنسية: GRAND-LIBAN)(بالفرنسية: VINGT CINQ LIVERS) (بالفرنسية: Remboursable au Porteur en chèque sur PARIS ou MARSEILLE à raison de Vingt France par Livre)                  |                                      |                                      |                                      |                                                |                                                |                                                |                                                |
| صورة الوجه الأمامي | صورة الوجه الخلفي                    | مكان وتاريخ الإصدار                  | المطبعة                              | التوقيع                                        | SY                                             | SCWPM                                          | الملاحظات                                      |
| |                                      | بيروت 01-02-1935 (SYRIE 1939)        | BDF                                  | 05                                             | 55                                             | Non                                            | لبنان الكبير                                   |

### إصدارات بنك سوريا و لبنان

#### إصدارات لبنانية موشحة Syrie 1939

##### خمس ليرات
| خمس ليرات | خمس ليرات                      | خمس ليرات                      | خمس ليرات                      | خمس ليرات | خمس ليرات | خمس ليرات | خمس ليرات |
| الوصف | الوصف                          | الوصف                          | الوصف                          | الوصف | الوصف | الوصف | الوصف |
| --- | ------------------------------ | ------------------------------ | ------------------------------ | --- | --- | --- | --- |
| جهة الإصدار: بنك سوريا و لبنان | جهة الإصدار: بنك سوريا و لبنان | جهة الإصدار: بنك سوريا و لبنان | جهة الإصدار: بنك سوريا و لبنان | المُصمِم: الوجه/الرسام:هنري كليمنت سيرفيو - النحات: إيميل دولوش الخلف/الرسام: هنري كليمنت سيرفيو - النحات: ريتا/مارغريت دريفوس | المُصمِم: الوجه/الرسام:هنري كليمنت سيرفيو - النحات: إيميل دولوش الخلف/الرسام: هنري كليمنت سيرفيو - النحات: ريتا/مارغريت دريفوس | المُصمِم: الوجه/الرسام:هنري كليمنت سيرفيو - النحات: إيميل دولوش الخلف/الرسام: هنري كليمنت سيرفيو - النحات: ريتا/مارغريت دريفوس | المُصمِم: الوجه/الرسام:هنري كليمنت سيرفيو - النحات: إيميل دولوش الخلف/الرسام: هنري كليمنت سيرفيو - النحات: ريتا/مارغريت دريفوس |
| العلامة المائية: رأس نسر | العلامة المائية: رأس نسر       | العلامة المائية: رأس نسر       | العلامة المائية: رأس نسر       | الأبعاد (مم): 184 × 108 | الأبعاد (مم): 184 × 108 | الأبعاد (مم): 184 × 108 | الأبعاد (مم): 184 × 108 |
| وصف الوجه الأمامي |                                |                                |                                | | | | |
| - الصور والرموز والرسومات: زخارف هندسية ونباتية - اللون: أزرق وأحمر وأبيض - الكتابات: بنك سورية ولبنان الكبير (لبنان)، خمس ليرات، يُدفع لحاملها شيكاً على باريس أو مرسيليا وقيمة الليرة عشرون فرنكاً. كل من زوّر أو قلّد أوراق البنك أو اشترك في ذلك أو أدخل أو أصدر بطريقة الغش أوراقاً مزورة أو مقلدة يعاقب وفقاً للقوانين والأحكام المرعيّة الاجرآء.        |                                |                                |                                | | | | |
| وصف الوجه الخلفي |                                |                                |                                | | | | |
| - الصور والرموز والرسومات: باحة قصر العظم ومن الخلف مئذنة عيسى في الجامع الأموي في دمشق وزخارف هندسية ونباتية - اللون: أزرق وأحمر وأخضر - الكتابات: (بالفرنسية: BANQUE DE SYRIE ET DU GRAND-LIBAN) (بالفرنسية: LIBAN)(بالفرنسية: CINQ LIVRES) (بالفرنسية: REMBOURSABLE AU PORTEUR EN CHÈQUE SUR PARIS OU MARSEILLE À RAISON DE VINGT FRANCS PAR LIVRE) |                                |                                |                                | | | | |
| صورة الوجه الأمامي | صورة الوجه الخلفي              | مكان وتاريخ الإصدار            | المطبعة                        | التوقيع | SY | SCWPM | الملاحظات |
| |                                | بيروت 01-04-1939 (SYRIE 1939)  | BDF                            | 06 | 65 | Non | لبنان |

##### خمس وعشرون ليرة
| خمس وعشرون ليرة | خمس وعشرون ليرة                | خمس وعشرون ليرة                | خمس وعشرون ليرة                | خمس وعشرون ليرة | خمس وعشرون ليرة | خمس وعشرون ليرة | خمس وعشرون ليرة |
| الوصف | الوصف                          | الوصف                          | الوصف                          | الوصف | الوصف | الوصف | الوصف |
| --- | ------------------------------ | ------------------------------ | ------------------------------ | --- | --- | --- | --- |
| جهة الإصدار: بنك سوريا و لبنان | جهة الإصدار: بنك سوريا و لبنان | جهة الإصدار: بنك سوريا و لبنان | جهة الإصدار: بنك سوريا و لبنان | المُصمِم: الوجه / الرسام: موريس سيبستيان لوران - النحات: ريتا/مارغريت دريفوس الخلف / الرسام: هموريس سيبستيان لوران - النحات: ج. بيلتران | المُصمِم: الوجه / الرسام: موريس سيبستيان لوران - النحات: ريتا/مارغريت دريفوس الخلف / الرسام: هموريس سيبستيان لوران - النحات: ج. بيلتران | المُصمِم: الوجه / الرسام: موريس سيبستيان لوران - النحات: ريتا/مارغريت دريفوس الخلف / الرسام: هموريس سيبستيان لوران - النحات: ج. بيلتران | المُصمِم: الوجه / الرسام: موريس سيبستيان لوران - النحات: ريتا/مارغريت دريفوس الخلف / الرسام: هموريس سيبستيان لوران - النحات: ج. بيلتران |
| العلامة المائية: رأس ثور | العلامة المائية: رأس ثور       | العلامة المائية: رأس ثور       | العلامة المائية: رأس ثور       | الأبعاد (مم): 194 × 116 | الأبعاد (مم): 194 × 116 | الأبعاد (مم): 194 × 116 | الأبعاد (مم): 194 × 116 |
| وصف الوجه الأمامي |                                |                                |                                | | | | |
| - الصور والرموز والرسومات: قاعة الصلاة في الجامع الأموي في بعلبك - اللون: بُني، أصفر - الكتابات: بنك سورية ولبنان (لبنان)، خمسة وعشرون ليرة، يُدفع لحاملها شيكاً على باريس أو مرسيليا وقيمة الليرة عشرون فرنكاً. كل من زوّر أو قلّد أوراق البنك أو اشترك في ذلك أو أدخل أو أصدر بطريقة الغش أوراقاً مزورة أو مقلدة يعاقب وفقاً للقوانين والأحكام المرعيّة الاجرآء. |                                |                                |                                | | | | |
| وصف الوجه الخلفي |                                |                                |                                | | | | |
| - الصور والرموز والرسومات: رأس أسد من أحد عتبات معبد جوبيتر في بعلبك - اللون: بُني، أصفر - الكتابات: (بالفرنسية: BANQUE DE SYRIE ET DU LIBAN) (بالفرنسية: LIBAN)(بالفرنسية: VINGT CINQ LIVERS) (بالفرنسية: Remboursable au Porteur en chèque sur PARIS ou MARSEILLE à raison de Vingt France par Livre)                                                    |                                |                                |                                | | | | |
| صورة الوجه الأمامي | صورة الوجه الخلفي              | مكان وتاريخ الإصدار            | المطبعة                        | التوقيع | SY | SCWPM | الملاحظات |
| |                                | بيروت 01-04-1939 (SYRIE 1939)  | BDF                            | 06 | 66 | Non | لبنان |

##### خمسون ليرة
| خمسون ليرة | خمسون ليرة                     | خمسون ليرة                     | خمسون ليرة                     | خمسون ليرة | خمسون ليرة | خمسون ليرة | خمسون ليرة |
| الوصف | الوصف                          | الوصف                          | الوصف                          | الوصف | الوصف | الوصف | الوصف |
| --- | ------------------------------ | ------------------------------ | ------------------------------ | --- | --- | --- | --- |
| جهة الإصدار: بنك سوريا و لبنان | جهة الإصدار: بنك سوريا و لبنان | جهة الإصدار: بنك سوريا و لبنان | جهة الإصدار: بنك سوريا و لبنان | المُصمِم: الوجه / الرسام: موريس سيبستيان لوران - النحات:ج. بيلتران الخلف / الرسام: هموريس سيبستيان لوران - النحات: جورج هورييه | المُصمِم: الوجه / الرسام: موريس سيبستيان لوران - النحات:ج. بيلتران الخلف / الرسام: هموريس سيبستيان لوران - النحات: جورج هورييه | المُصمِم: الوجه / الرسام: موريس سيبستيان لوران - النحات:ج. بيلتران الخلف / الرسام: هموريس سيبستيان لوران - النحات: جورج هورييه | المُصمِم: الوجه / الرسام: موريس سيبستيان لوران - النحات:ج. بيلتران الخلف / الرسام: هموريس سيبستيان لوران - النحات: جورج هورييه |
| العلامة المائية: رأس ثور | العلامة المائية: رأس ثور       | العلامة المائية: رأس ثور       | العلامة المائية: رأس ثور       | الأبعاد (مم): 215 × 126 | الأبعاد (مم): 215 × 126 | الأبعاد (مم): 215 × 126 | الأبعاد (مم): 215 × 126 |
| وصف الوجه الأمامي |                                |                                |                                | | | | |
| - الصور والرموز والرسومات: مشهد جانبي لقصر بيت الدين زخارف هندسية ونباتية - اللون: أصفر، أخضر، أرجواني - الكتابات: بنك سورية ولبنان (لبنان)، خمسون ليرة، تدفع لحاملها شيكاً على باريس أو مرسيليا وقيمة الليرة عشرون فرنكاً، وفي الأسفل عبارة (كل من زوّر او قلّد أوراق البنك أو اشترك في ذلك أو أدخل أو أصدر بطريقة الغش أوراقاً مزورة أو مقلدة يُعاقب وفقاً للقوانين والأحكام المرعية الإجراء. |                                |                                |                                | | | | |
| وصف الوجه الخلفي |                                |                                |                                | | | | |
| - الصور والرموز والرسومات: معبد باخوس في بعلبك وزخارف هندسية ونباتية - اللون: بُني، أخضر، أزرق، أصفر - الكتابات: (بالفرنسية: BANQUE DE SYRIE ET DU LIBAN) (بالفرنسية: LIBAN) الفئة بالأرقام العربية وكتابةً (بالفرنسية: CINQUANTE LIVRES) (بالفرنسية: Remboursable au Porteur en chèque sur PARIS ou MARSEILLE à raison de Vingt France par Livre)                                         |                                |                                |                                | | | | |
| صورة الوجه الأمامي | صورة الوجه الخلفي              | مكان وتاريخ الإصدار            | المطبعة                        | التوقيع | SY | SCWPM | الملاحظات |
| |                                | بيروت 01-04-1939 (SYRIE 1939)  | BDF                            | 06 | 67 | Non | لبنان |

#### سندات مالية BONDS

##### خمس ليرات
| خمس ليرات | خمس ليرات                             | خمس ليرات                             | خمس ليرات                             | خمس ليرات                                      | خمس ليرات                                      | خمس ليرات                                      | خمس ليرات                                      |
| الوصف | الوصف                                 | الوصف                                 | الوصف                                 | الوصف                                          | الوصف                                          | الوصف                                          | الوصف                                          |
| --- | ------------------------------------- | ------------------------------------- | ------------------------------------- | ---------------------------------------------- | ---------------------------------------------- | ---------------------------------------------- | ---------------------------------------------- |
| جهة الإصدار: بنك سورية ولبنان | جهة الإصدار: بنك سورية ولبنان         | جهة الإصدار: بنك سورية ولبنان         | جهة الإصدار: بنك سورية ولبنان         | المُصمِم: ريمون سوريانو الخطاط: كامل سليم البابا | المُصمِم: ريمون سوريانو الخطاط: كامل سليم البابا | المُصمِم: ريمون سوريانو الخطاط: كامل سليم البابا | المُصمِم: ريمون سوريانو الخطاط: كامل سليم البابا |
| العلامة المائية: شرائط لولبية متقاطعة | العلامة المائية: شرائط لولبية متقاطعة | العلامة المائية: شرائط لولبية متقاطعة | العلامة المائية: شرائط لولبية متقاطعة | الأبعاد (مم): 156 × 66                         | الأبعاد (مم): 156 × 66                         | الأبعاد (مم): 156 × 66                         | الأبعاد (مم): 156 × 66                         |
| وصف الوجه الأمامي |                                       |                                       |                                       |                                                |                                                |                                                |                                                |
| - الصور والرموز والرسومات: زخارف هندسية ونباتية - اللون: أخضر - الكتابات: (بالفرنسية: BANQUE DE SYRIE ET DU LIBAN) (بالفرنسية: BON DE CAISSE) الفئة بالأرقام العربية والهندية، وكتابةً (بالفرنسية: BON POUR CINQ LIVRES) تاريخ ومكان الإصدار (بالفرنسية: DAMAS 1ER AOUT, 1942) (بالفرنسية: REMBOURSABLE AU PORTEUR, A VUE, EN CHÈQUE SUR PARIS A RAISON DE VINGT FRANCS PAR LIVRE) |                                       |                                       |                                       |                                                |                                                |                                                |                                                |
| وصف الوجه الخلفي |                                       |                                       |                                       |                                                |                                                |                                                |                                                |
| - الصور والرموز والرسومات: زخارف هندسية ونباتية - اللون: أخضر - الكتابات: الفئة رقماً بالأرقام العربية والهندية، وكتابةً بالعربية سند قيمته خمس ليرات تاريخ ومكان الإصدار دمشق أول آب 1942 تدفع لِحَاملها لدى الاطلاع شكاً على باريس وقيمة الليرة عشرون فرنكًا |                                       |                                       |                                       |                                                |                                                |                                                |                                                |
| صورة الوجه الأمامي | صورة الوجه الخلفي                     | مكان وتاريخ الإصدار                   | المطبعة                               | التوقيع                                        | SY                                             | SCWPM                                          | الملاحظات                                      |
| |                                       | دمشق 01-08-1942                       | ICB                                   | 08                                             | 100                                            | Pick# 46                                       |                                                |

##### خمسون ليرة
| خمس ليرات | خمس ليرات                             | خمس ليرات                             | خمس ليرات                             | خمس ليرات               | خمس ليرات               | خمس ليرات               | خمس ليرات               |
| الوصف | الوصف                                 | الوصف                                 | الوصف                                 | الوصف                   | الوصف                   | الوصف                   | الوصف                   |
| --- | ------------------------------------- | ------------------------------------- | ------------------------------------- | ----------------------- | ----------------------- | ----------------------- | ----------------------- |
| جهة الإصدار: بنك سورية ولبنان | جهة الإصدار: بنك سورية ولبنان         | جهة الإصدار: بنك سورية ولبنان         | جهة الإصدار: بنك سورية ولبنان         | المُصمِم: إيميل بيكوفسكي  | المُصمِم: إيميل بيكوفسكي  | المُصمِم: إيميل بيكوفسكي  | المُصمِم: إيميل بيكوفسكي  |
| العلامة المائية: شرائط لولبية متقاطعة | العلامة المائية: شرائط لولبية متقاطعة | العلامة المائية: شرائط لولبية متقاطعة | العلامة المائية: شرائط لولبية متقاطعة | الأبعاد (مم): 168 × 108 | الأبعاد (مم): 168 × 108 | الأبعاد (مم): 168 × 108 | الأبعاد (مم): 168 × 108 |
| وصف الوجه الأمامي |                                       |                                       |                                       |                         |                         |                         |                         |
| - الصور والرموز والرسومات: زخارف هندسية ونباتية - اللون: أخضر - الكتابات: بنك سوريا ولبنان (بالفرنسية: BANQUE DE SYRIE ET DU LIBAN) حواله على الخزينه (بالفرنسية: BON DE CAISSE) صالح المبلغ (بالفرنسية: Bon pour) الفئة رقماً بالأرقام العربية والهندية، وكتابةً بالعربية مئة ليرة و(بالفرنسية: CINQUANTE LIVRES) تاريخ ومكان الإصدار (بالفرنسية: DAMAS 1ER AOÛT, 1942) يعمل به لمبلغ مايه ليره تدفع لحامله شكاً على باريس وقيمة الليره عشرون فرنكاً (بالفرنسية: REMBOURSABLE AU PORTEUR À VUE EN UN CHÈQUE SUR PARIS. À RAISON DE VINGT FRANCS PAR LIVRE) |                                       |                                       |                                       |                         |                         |                         |                         |
| وصف الوجه الخلفي |                                       |                                       |                                       |                         |                         |                         |                         |
| - الصور والرموز والرسومات: زخارف هندسية ونباتية - اللون: أخضر - الكتابات: الفئة رقماً بالأرقام العربية والهندية |                                       |                                       |                                       |                         |                         |                         |                         |
| صورة الوجه الأمامي | صورة الوجه الخلفي                     | مكان وتاريخ الإصدار                   | المطبعة                               | التوقيع                 | SY                      | SCWPM                   | الملاحظات               |
| |                                       | دمشق 01-08-1942                       | GPP                                   | 08                      | 101                     | Pick# 47                |                         |

##### مئة ليرة
| مئة ليرة | مئة ليرة                              | مئة ليرة                              | مئة ليرة                              | مئة ليرة                | مئة ليرة                | مئة ليرة                | مئة ليرة                |
| الوصف | الوصف                                 | الوصف                                 | الوصف                                 | الوصف                   | الوصف                   | الوصف                   | الوصف                   |
| --- | ------------------------------------- | ------------------------------------- | ------------------------------------- | ----------------------- | ----------------------- | ----------------------- | ----------------------- |
| جهة الإصدار: بنك سورية ولبنان | جهة الإصدار: بنك سورية ولبنان         | جهة الإصدار: بنك سورية ولبنان         | جهة الإصدار: بنك سورية ولبنان         | المُصمِم: إيميل بيكوفسكي  | المُصمِم: إيميل بيكوفسكي  | المُصمِم: إيميل بيكوفسكي  | المُصمِم: إيميل بيكوفسكي  |
| العلامة المائية: شرائط لولبية متقاطعة | العلامة المائية: شرائط لولبية متقاطعة | العلامة المائية: شرائط لولبية متقاطعة | العلامة المائية: شرائط لولبية متقاطعة | الأبعاد (مم): 180 × 115 | الأبعاد (مم): 180 × 115 | الأبعاد (مم): 180 × 115 | الأبعاد (مم): 180 × 115 |
| وصف الوجه الأمامي |                                       |                                       |                                       |                         |                         |                         |                         |
| - الصور والرموز والرسومات: زخارف - اللون: أخضر - الكتابات: بنك سوريا ولبنان (بالفرنسية: BANQUE DE SYRIE ET DU LIBAN) حواله على الخزينه (بالفرنسية: BON DE CAISSE) صالح المبلغ (بالفرنسية: Bon pour) الفئة رقماً بالأرقام العربية والهندية، وكتابةً بالعربية مئة ليرة و(بالفرنسية: CENT LIVRES) تاريخ ومكان الإصدار (بالفرنسية: DAMAS 1ER AOÛT, 1942) يعمل به لمبلغ مايه ليره تدفع لحامله شكاً على باريس وقيمة الليره عشرون فرنكاً (بالفرنسية: REMBOURSABLE AU PORTEUR À VUE EN UN CHÈQUE SUR PARIS. À RAISON DE VINGT FRANCS PAR LIVRE) |                                       |                                       |                                       |                         |                         |                         |                         |
| وصف الوجه الخلفي |                                       |                                       |                                       |                         |                         |                         |                         |
| - الصور والرموز والرسومات: زخارف هندسية - اللون: أخضر - الكتابات: لا يوجد |                                       |                                       |                                       |                         |                         |                         |                         |
| صورة الوجه الأمامي | صورة الوجه الخلفي                     | مكان وتاريخ الإصدار                   | المطبعة                               | التوقيع                 | SY                      | SCWPM                   | الملاحظات               |
| |                                       | دمشق 01-08-1942                       | GPP                                   | 08                      | 102                     | Pick# 48                |                         |

#### طبعة شركة باردبوري ويلكنسون BWC

##### ليرة واحدة
| ليرة واحدة | ليرة واحدة                    | ليرة واحدة                    | ليرة واحدة                    | ليرة واحدة             | ليرة واحدة             | ليرة واحدة             | ليرة واحدة               |
| الوصف | الوصف                         | الوصف                         | الوصف                         | الوصف                  | الوصف                  | الوصف                  | الوصف                    |
| --- | ----------------------------- | ----------------------------- | ----------------------------- | ---------------------- | ---------------------- | ---------------------- | ------------------------ |
| جهة الإصدار: بنك سورية ولبنان | جهة الإصدار: بنك سورية ولبنان | جهة الإصدار: بنك سورية ولبنان | جهة الإصدار: بنك سورية ولبنان | المُصمِم: غير معروف      | المُصمِم: غير معروف      | المُصمِم: غير معروف      | المُصمِم: غير معروف        |
| العلامة المائية: لا توجد | العلامة المائية: لا توجد      | العلامة المائية: لا توجد      | العلامة المائية: لا توجد      | الأبعاد (مم): 168 × 88 | الأبعاد (مم): 168 × 88 | الأبعاد (مم): 168 × 88 | الأبعاد (مم): 168 × 88   |
| وصف الوجه الأمامي |                               |                               |                               |                        |                        |                        |                          |
| - الصور والرموز والرسومات: أعمدة جوبيتر - اللون: أخضر وبنفسجي - الكتابات: بنك سوريا ولبنان (بالفرنسية: BANQUE DE SYRIE ET DU LIBAN) (بالفرنسية: SYRIE) الفئة رقماً بالأرقام العربية والهندية، وكتابةً بالعربية ليرة واحدة و(بالفرنسية: UNE LIVRE) تدفع لحامله لقاء «شك» على باريس بقيمة عشرين فرنكاً (بالفرنسية: REMBOURSABLE AU PORTEUR CONTRE 20 FRANCS EN CHÈQUE SUR PARIS) |                               |                               |                               |                        |                        |                        |                          |
| وصف الوجه الخلفي |                               |                               |                               |                        |                        |                        |                          |
| - الصور والرموز والرسومات: ميناء بيروت - اللون: بني ومحمر وأخضر - الكتابات: بنك سوريَا ولبنان الفئة بالأرقام العربية والهندية |                               |                               |                               |                        |                        |                        |                          |
| صورة الوجه الأمامي | صورة الوجه الخلفي             | مكان وتاريخ الإصدار           | المطبعة                       | التوقيع                | SY                     | SCWPM                  | الملاحظات                |
| |                               | دمشق 01-09-1939               | BWC                           | 05                     | 68                     | Pick# 40a              | بلا توشيح                |
| |                               | دمشق 01-09-1939               | BWC                           | 05                     | 69                     | Pick# 40b              | توشيح خط مائل مفرد (/)   |
| |                               | دمشق 01-09-1939               | BWC                           | 05                     | 70                     | Pick# 40c              | توشيح خط مائل مضاعف (//) |
| |                               | دمشق 01-09-1939               | BWC                           | 05                     | 71                     | Pick# 40e              | توشيح زاوية مضاعفة (VV)  |
| |                               | دمشق 01-09-1939               | BWC                           | 05                     | 72                     | Pick# 40f              | توشيح معين (◇)           |

##### خمس ليرات
| خمس ليرات | خمس ليرات                     | خمس ليرات                     | خمس ليرات                     | خمس ليرات               | خمس ليرات               | خمس ليرات               | خمس ليرات                |
| الوصف | الوصف                         | الوصف                         | الوصف                         | الوصف                   | الوصف                   | الوصف                   | الوصف                    |
| --- | ----------------------------- | ----------------------------- | ----------------------------- | ----------------------- | ----------------------- | ----------------------- | ------------------------ |
| جهة الإصدار: بنك سورية ولبنان | جهة الإصدار: بنك سورية ولبنان | جهة الإصدار: بنك سورية ولبنان | جهة الإصدار: بنك سورية ولبنان | المُصمِم: غير معروف       | المُصمِم: غير معروف       | المُصمِم: غير معروف       | المُصمِم: غير معروف        |
| العلامة المائية: لا توجد | العلامة المائية: لا توجد      | العلامة المائية: لا توجد      | العلامة المائية: لا توجد      | الأبعاد (مم): 188 × 102 | الأبعاد (مم): 188 × 102 | الأبعاد (مم): 188 × 102 | الأبعاد (مم): 188 × 102  |
| وصف الوجه الأمامي |                               |                               |                               |                         |                         |                         |                          |
| - الصور والرموز والرسومات: شجرة الأرز وزخارف هندسية ونباتية - اللون: بني وأصفر وأرجواني - الكتابات: بنك سوريا ولبنان (بالفرنسية: BANQUE DE SYRIE ET DU LIBAN) (بالفرنسية: SYRIE) الفئة رقماً بالأرقام العربية والهندية، وكتابةً بالعربية خمس ليرات و(بالفرنسية: CINQ LIVRES) تدفع لحامله لقاء «شك» على باريس بقيمة مائة فرنكاً (بالفرنسية: REMBOURSABLE AU PORTEUR CONTRE 100 FRANCS EN CHÈQUE SUR PARIS) |                               |                               |                               |                         |                         |                         |                          |
| وصف الوجه الخلفي |                               |                               |                               |                         |                         |                         |                          |
| - الصور والرموز والرسومات: صورة لمدينة ومرفأ بيروت من هضبة مار متر وزخارف هندسية ونباتية - اللون: بني محمر وأخضر - الكتابات: بنك سوريَا ولبنان الفئة بالأرقام العربية والهندية |                               |                               |                               |                         |                         |                         |                          |
| صورة الوجه الأمامي | صورة الوجه الخلفي             | مكان وتاريخ الإصدار           | المطبعة                       | التوقيع                 | SY                      | SCWPM                   | الملاحظات                |
| |                               | دمشق 01-09-1939               | BWC                           | 05                      | 73                      | Pick# 41a               | بلا ترشيح                |
| |                               | دمشق 01-09-1939               | BWC                           | 05                      | 74                      | Pick# 41b               | توشيح خط مائل مفرد (/)   |
| |                               | دمشق 01-09-1939               | BWC                           | 05                      | 75                      | Pick# 41c               | توشيح خط مائل مضاعف (//) |
| |                               | دمشق 01-09-1939               | BWC                           | 05                      | 76                      | Pick# 41d               | توشيح معين (◇)           |
| |                               | دمشق 01-09-1939               | BWC                           | 05                      | 77                      | Pick# 41e               | توشيح زاوية مفردة (V)    |

##### عشر ليرات
| خمس ليرات | خمس ليرات                     | خمس ليرات                     | خمس ليرات                     | خمس ليرات               | خمس ليرات               | خمس ليرات               | خمس ليرات               |
| الوصف | الوصف                         | الوصف                         | الوصف                         | الوصف                   | الوصف                   | الوصف                   | الوصف                   |
| --- | ----------------------------- | ----------------------------- | ----------------------------- | ----------------------- | ----------------------- | ----------------------- | ----------------------- |
| جهة الإصدار: بنك سورية ولبنان | جهة الإصدار: بنك سورية ولبنان | جهة الإصدار: بنك سورية ولبنان | جهة الإصدار: بنك سورية ولبنان | المُصمِم: غير معروف       | المُصمِم: غير معروف       | المُصمِم: غير معروف       | المُصمِم: غير معروف       |
| العلامة المائية: لا توجد | العلامة المائية: لا توجد      | العلامة المائية: لا توجد      | العلامة المائية: لا توجد      | الأبعاد (مم): 190 × 106 | الأبعاد (مم): 190 × 106 | الأبعاد (مم): 190 × 106 | الأبعاد (مم): 190 × 106 |
| وصف الوجه الأمامي |                               |                               |                               |                         |                         |                         |                         |
| - الصور والرموز والرسومات: برج السراي الكبير في بيروت زخارف هندسية ونباتية - اللون: أرجواني وبرتقالي وأخضر - الكتابات: بنك سوريا ولبنان (بالفرنسية: BANQUE DE SYRIE ET DU LIBAN) (بالفرنسية: SYRIE) الفئة رقماً بالأرقام العربية والهندية، وكتابةً بالعربية عشر ليرات و(بالفرنسية: DIX) تدفع لحامله لقاء «شك» على باريس بقيمة مئتي فرنكاً (بالفرنسية: REMBOURSABLE AU PORTEUR CONTRE 200 FRANCS EN CHÈQUE SUR PARIS) |                               |                               |                               |                         |                         |                         |                         |
| وصف الوجه الخلفي |                               |                               |                               |                         |                         |                         |                         |
| - الصور والرموز والرسومات: مرفأ صور زخارف هندسية ونباتية - اللون: أرجواني وبرتقالي وأخضر - الكتابات: بنك سوريَا ولبنان الفئة بالأرقام العربية والهندية وكتابةً: ليرة و(بالفرنسية: DIX LIVRES) |                               |                               |                               |                         |                         |                         |                         |
| صورة الوجه الأمامي | صورة الوجه الخلفي             | مكان وتاريخ الإصدار           | المطبعة                       | التوقيع                 | SY                      | SCWPM                   | الملاحظات               |
| |                               | دمشق 01-09-1939               | BWC                           | 05                      | 78                      | Pick# 42a               | بلا توشيح               |

#### خمس وعشرون ليرة
| خمس وعشرون ليرة | خمس وعشرون ليرة               | خمس وعشرون ليرة               | خمس وعشرون ليرة               | خمس وعشرون ليرة         | خمس وعشرون ليرة         | خمس وعشرون ليرة         | خمس وعشرون ليرة         |
| الوصف | الوصف                         | الوصف                         | الوصف                         | الوصف                   | الوصف                   | الوصف                   | الوصف                   |
| --- | ----------------------------- | ----------------------------- | ----------------------------- | ----------------------- | ----------------------- | ----------------------- | ----------------------- |
| جهة الإصدار: بنك سورية ولبنان | جهة الإصدار: بنك سورية ولبنان | جهة الإصدار: بنك سورية ولبنان | جهة الإصدار: بنك سورية ولبنان | المُصمِم: غير معروف       | المُصمِم: غير معروف       | المُصمِم: غير معروف       | المُصمِم: غير معروف       |
| العلامة المائية: لا توجد | العلامة المائية: لا توجد      | العلامة المائية: لا توجد      | العلامة المائية: لا توجد      | الأبعاد (مم): 195 × 109 | الأبعاد (مم): 195 × 109 | الأبعاد (مم): 195 × 109 | الأبعاد (مم): 195 × 109 |
| وصف الوجه الأمامي |                               |                               |                               |                         |                         |                         |                         |
| - الصور والرموز والرسومات: منظر عام لدمشق من مدينة مدينة الصالحية زخارف هندسية ونباتية - اللون: أحمر وبرتقالي وبني - الكتابات: بنك سوريا ولبنان (بالفرنسية: BANQUE DE SYRIE ET DU LIBAN) (بالفرنسية: SYRIE) الفئة رقماً بالأرقام العربية والهندية، وكتابةً بالعربية خمسة وعشرون ليرة و(بالفرنسية: VINGT CINQ LIVRES) تدفع لحامله لقآء «شك» على باريس بقيمة خمسمئة فرنك (بالفرنسية: Remboursable au porteur contre 500 Francs en chèque sur Paris) |                               |                               |                               |                         |                         |                         |                         |
| وصف الوجه الخلفي |                               |                               |                               |                         |                         |                         |                         |
| - الصور والرموز والرسومات: عين ماء بعقلين زخارف هندسية ونباتية - اللون: أزرق وبرتقالي وأخضر - الكتابات: بنك سوريَا ولبنان الفئة بالأرقام العربية والهندية وكتابةً: ليرة و(بالفرنسية: LIVRES) |                               |                               |                               |                         |                         |                         |                         |
| صورة الوجه الأمامي | صورة الوجه الخلفي             | مكان وتاريخ الإصدار           | المطبعة                       | التوقيع                 | SY                      | SCWPM                   | الملاحظات               |
| |                               | دمشق 01-09-1939               | BWC                           | 05                      | 82                      | Pick# 43d               | بلا توشيح               |

#### خمسون ليرة
| خمسون ليرة | خمسون ليرة                    | خمسون ليرة                    | خمسون ليرة                    | خمسون ليرة              | خمسون ليرة              | خمسون ليرة              | خمسون ليرة              |
| الوصف | الوصف                         | الوصف                         | الوصف                         | الوصف                   | الوصف                   | الوصف                   | الوصف                   |
| --- | ----------------------------- | ----------------------------- | ----------------------------- | ----------------------- | ----------------------- | ----------------------- | ----------------------- |
| جهة الإصدار: بنك سورية ولبنان | جهة الإصدار: بنك سورية ولبنان | جهة الإصدار: بنك سورية ولبنان | جهة الإصدار: بنك سورية ولبنان | المُصمِم: غير معروف       | المُصمِم: غير معروف       | المُصمِم: غير معروف       | المُصمِم: غير معروف       |
| العلامة المائية: لا توجد | العلامة المائية: لا توجد      | العلامة المائية: لا توجد      | العلامة المائية: لا توجد      | الأبعاد (مم): 200 × 115 | الأبعاد (مم): 200 × 115 | الأبعاد (مم): 200 × 115 | الأبعاد (مم): 200 × 115 |
| وصف الوجه الأمامي |                               |                               |                               |                         |                         |                         |                         |
| - الصور والرموز والرسومات: الشارع المستقيم في دمشق وزخارف هندسية ونباتية - اللون: أصفر وبني وأحمر - الكتابات: بنك سوريا ولبنان (بالفرنسية: BANQUE DE SYRIE ET DU LIBAN) (بالفرنسية: SYRIE) الفئة رقماً بالأرقام العربية والهندية، وكتابةً بالعربية خمسون ليرة و(بالفرنسية: CINQUANTE LIVRES) تدفع لحامله لقآء «شك» على باريس بقيمة الف فرنك (بالفرنسية: Remboursable au porteur contre 1000 Francs en chèque sur Paris) |                               |                               |                               |                         |                         |                         |                         |
| وصف الوجه الخلفي |                               |                               |                               |                         |                         |                         |                         |
| - الصور والرموز والرسومات: الصرفند في لبنان وزخارف هندسية ونباتية - اللون: أزرق وأصفر - الكتابات: بنك سوريَا ولبنان الفئة بالأرقام العربية والهندية وكتابةً: ليرة و(بالفرنسية: CINQUANTE LIVRES) |                               |                               |                               |                         |                         |                         |                         |
| صورة الوجه الأمامي | صورة الوجه الخلفي             | مكان وتاريخ الإصدار           | المطبعة                       | التوقيع                 | SY                      | SCWPM                   | الملاحظات               |
| |                               | دمشق 01-09-1939               | BWC                           | 05                      | 86                      | Pick# 44a               | بلا توشيح               |

### إصدارات الجمهورية السورية

#### قرشان ونصف
| قرشان ونصف | قرشان ونصف                     | قرشان ونصف                     | قرشان ونصف                     | قرشان ونصف            | قرشان ونصف            | قرشان ونصف            | قرشان ونصف            |
| الوصف | الوصف                          | الوصف                          | الوصف                          | الوصف                 | الوصف                 | الوصف                 | الوصف                 |
| --- | ------------------------------ | ------------------------------ | ------------------------------ | --------------------- | --------------------- | --------------------- | --------------------- |
| جهة الإصدار: الجمهورية السورية | جهة الإصدار: الجمهورية السورية | جهة الإصدار: الجمهورية السورية | جهة الإصدار: الجمهورية السورية | المُصمِم: غير معروف     | المُصمِم: غير معروف     | المُصمِم: غير معروف     | المُصمِم: غير معروف     |
| العلامة المائية: لا توجد | العلامة المائية: لا توجد       | العلامة المائية: لا توجد       | العلامة المائية: لا توجد       | الأبعاد (مم): 35 × 23 | الأبعاد (مم): 35 × 23 | الأبعاد (مم): 35 × 23 | الأبعاد (مم): 35 × 23 |
| وصف الوجه الأمامي |                                |                                |                                |                       |                       |                       |                       |
| - الصور والرموز والرسومات: مشهد جانبي لمدخل قلعة حلب وزخارف هندسية ونباتية - اللون: أخضر - الكتابات: الجمهورية السورية (بالفرنسية: REPUBLIQUE SYRIENNE) طَابِع مَالي (بالفرنسية: TIMBRE FISCAL) الفئة رقماً بالأرقام الهندية والعربية، والوحدة كتابةً: ق و(بالفرنسية: .P.S) |                                |                                |                                |                       |                       |                       |                       |
| وصف الوجه الخلفي |                                |                                |                                |                       |                       |                       |                       |
| - الصور والرموز والرسومات: لا توجد - اللون: أحمر - الكتابات: وَرَقة نَقدِيَّة الفئة رقماً بالأرقام الهنددية، وكتابةً: قرشَان و نصف |                                |                                |                                |                       |                       |                       |                       |
| صورة الوجه الأمامي | صورة الوجه الخلفي              | مكان وتاريخ الإصدار            | المطبعة                        | التوقيع               | SY                    | SCWPM                 | الملاحظات             |
| |                                | 1945-1942                      | GPD                            | 00                    | 89                    | Pick# 56A             |                       |

#### خمسة قروش
| خمسة قروش | خمسة قروش                      | خمسة قروش                      | خمسة قروش                      | خمسة قروش                     | خمسة قروش                     | خمسة قروش                     | خمسة قروش                     |
| الوصف | الوصف                          | الوصف                          | الوصف                          | الوصف                         | الوصف                         | الوصف                         | الوصف                         |
| --- | ------------------------------ | ------------------------------ | ------------------------------ | ----------------------------- | ----------------------------- | ----------------------------- | ----------------------------- |
| جهة الإصدار: الجمهورية السورية | جهة الإصدار: الجمهورية السورية | جهة الإصدار: الجمهورية السورية | جهة الإصدار: الجمهورية السورية | المُصمِم: الرسام: باول كورولييف | المُصمِم: الرسام: باول كورولييف | المُصمِم: الرسام: باول كورولييف | المُصمِم: الرسام: باول كورولييف |
| العلامة المائية: لا توجد | العلامة المائية: لا توجد       | العلامة المائية: لا توجد       | العلامة المائية: لا توجد       | الأبعاد (مم): 94 × 58         | الأبعاد (مم): 94 × 58         | الأبعاد (مم): 94 × 58         | الأبعاد (مم): 94 × 58         |
| وصف الوجه الأمامي |                                |                                |                                |                               |                               |                               |                               |
| - الصور والرموز والرسومات: زخارف هندسية ونباتية - اللون: أخضر - الكتابات: الجُمْهُورِيَّة السُّورِيَّة الفئة رقماً بالأرقام والهندية وكتابةً بالعربية قروش تاريخ ومكان الإصدار دمِشق في 15 شباط سنة 1944                                                                                |                                |                                |                                |                               |                               |                               |                               |
| وصف الوجه الخلفي |                                |                                |                                |                               |                               |                               |                               |
| - الصور والرموز والرسومات: مئذنة جامع الرومي في حلب في الخلف قلعة حلب وزخارف هندسية ونباتية - اللون: أزرق - الكتابات: (بالفرنسية: REPUBLIQUE SYRIENNE) الفئة رقماً بالأرقام العربية وكتابةً (بالفرنسية: PIASTRES) تاريخ ومكان الإصدار (بالفرنسية: DAMAS LE 15 FEVRIER 1944) |                                |                                |                                |                               |                               |                               |                               |
| صورة الوجه الأمامي | صورة الوجه الخلفي              | مكان وتاريخ الإصدار            | المطبعة                        | التوقيع                       | SY                            | SCWPM                         | الملاحظات                     |
| |                                | دمشق 15-02-1944                | MPA                            | 11                            | 104                           | Pick# 55                      |                               |

| خمسة قروش | خمسة قروش                      | خمسة قروش                      | خمسة قروش                      | خمسة قروش             | خمسة قروش             | خمسة قروش             | خمسة قروش             |
| الوصف | الوصف                          | الوصف                          | الوصف                          | الوصف                 | الوصف                 | الوصف                 | الوصف                 |
| --- | ------------------------------ | ------------------------------ | ------------------------------ | --------------------- | --------------------- | --------------------- | --------------------- |
| جهة الإصدار: الجمهورية السورية | جهة الإصدار: الجمهورية السورية | جهة الإصدار: الجمهورية السورية | جهة الإصدار: الجمهورية السورية | المُصمِم: غير معروف     | المُصمِم: غير معروف     | المُصمِم: غير معروف     | المُصمِم: غير معروف     |
| العلامة المائية: لا توجد | العلامة المائية: لا توجد       | العلامة المائية: لا توجد       | العلامة المائية: لا توجد       | الأبعاد (مم): 35 × 23 | الأبعاد (مم): 35 × 23 | الأبعاد (مم): 35 × 23 | الأبعاد (مم): 35 × 23 |
| وصف الوجه الأمامي |                                |                                |                                |                       |                       |                       |                       |
| - الصور والرموز والرسومات: مشهد جانبي لمدخل قلعة حلب وزخارف هندسية ونباتية - اللون: أزرق - الكتابات: الجمهورية السورية (بالفرنسية: REPUBLIQUE SYRIENNE) طَابِع مَالي (بالفرنسية: TIMBRE FISCAL) الفئة رقماً بالأرقام الهندية والعربية، والوحدة كتابةً: ق و(بالفرنسية: .P.S) |                                |                                |                                |                       |                       |                       |                       |
| وصف الوجه الخلفي |                                |                                |                                |                       |                       |                       |                       |
| - الصور والرموز والرسومات: لا توجد - اللون: أحمر - الكتابات: ورقة نقدية الفئة رقماً بالأرقام الهنددية، وكتابةً: قروش |                                |                                |                                |                       |                       |                       |                       |
| صورة الوجه الأمامي | صورة الوجه الخلفي              | مكان وتاريخ الإصدار            | المطبعة                        | التوقيع               | SY                    | SCWPM                 | الملاحظات             |
| |                                | 1945-1942                      | GPD                            | 00                    | 90                    | Pick# 56B             |                       |

#### عشرة قروش
| عشرة قروش | عشرة قروش                                                               | عشرة قروش                                                               | عشرة قروش                                                               | عشرة قروش                                         | عشرة قروش                                         | عشرة قروش                                         | عشرة قروش                                         |
| الوصف | الوصف                                                                   | الوصف                                                                   | الوصف                                                                   | الوصف                                             | الوصف                                             | الوصف                                             | الوصف                                             |
| --- | ----------------------------------------------------------------------- | ----------------------------------------------------------------------- | ----------------------------------------------------------------------- | ------------------------------------------------- | ------------------------------------------------- | ------------------------------------------------- | ------------------------------------------------- |
| جهة الإصدار: الجمهورية السورية | جهة الإصدار: الجمهورية السورية                                          | جهة الإصدار: الجمهورية السورية                                          | جهة الإصدار: الجمهورية السورية                                          | المُصمِم: باول كورولييف الخطاط: ممدوح الشريف الحسني | المُصمِم: باول كورولييف الخطاط: ممدوح الشريف الحسني | المُصمِم: باول كورولييف الخطاط: ممدوح الشريف الحسني | المُصمِم: باول كورولييف الخطاط: ممدوح الشريف الحسني |
| العلامة المائية: عبارة (MONUMENTAL SAFETY / RAG CONTANT) مكررة بين خطين | العلامة المائية: عبارة (MONUMENTAL SAFETY / RAG CONTANT) مكررة بين خطين | العلامة المائية: عبارة (MONUMENTAL SAFETY / RAG CONTANT) مكررة بين خطين | العلامة المائية: عبارة (MONUMENTAL SAFETY / RAG CONTANT) مكررة بين خطين | الأبعاد (مم): 117 × 70                            | الأبعاد (مم): 117 × 70                            | الأبعاد (مم): 117 × 70                            | الأبعاد (مم): 117 × 70                            |
| وصف الوجه الأمامي |                                                                         |                                                                         |                                                                         |                                                   |                                                   |                                                   |                                                   |
| - الصور والرموز والرسومات: مشهد جانبي للتكية السليمانية مع نهر بردى وزخارف هندسية ونباتية - اللون: بني وبرتقالي وأصفر - الكتابات: لجمهورية السورية الفئة رقماً بالأرقام والهندية وكتابةً بالعربية قروش تاريخ ومكان الإصدار دمِشق في 15 شباط سنة 1944 |                                                                         |                                                                         |                                                                         |                                                   |                                                   |                                                   |                                                   |
| وصف الوجه الخلفي |                                                                         |                                                                         |                                                                         |                                                   |                                                   |                                                   |                                                   |
| - الصور والرموز والرسومات: زخارف هندسية ونباتية - اللون: أرجواني - الكتابات: (بالفرنسية: REPUBLIQUE SYRIENNE) الفئة رقماً بالأرقام العربية وكتابةً (بالفرنسية: PIASTRES) تاريخ ومكان الإصدار (بالفرنسية: DAMAS LE 15 FEVRIER 1944)                  |                                                                         |                                                                         |                                                                         |                                                   |                                                   |                                                   |                                                   |
| صورة الوجه الأمامي | صورة الوجه الخلفي                                                       | مكان وتاريخ الإصدار                                                     | المطبعة                                                                 | التوقيع                                           | SY                                                | SCWPM                                             | الملاحظات                                         |
| |                                                                         | دمشق 15-02-1944                                                         | MPA                                                                     | 11                                                | 105                                               | Pick# 56                                          |                                                   |

| عشرة قروش | عشرة قروش                      | عشرة قروش                      | عشرة قروش                      | عشرة قروش             | عشرة قروش             | عشرة قروش             | عشرة قروش             |
| الوصف | الوصف                          | الوصف                          | الوصف                          | الوصف                 | الوصف                 | الوصف                 | الوصف                 |
| --- | ------------------------------ | ------------------------------ | ------------------------------ | --------------------- | --------------------- | --------------------- | --------------------- |
| جهة الإصدار: الجمهورية السورية | جهة الإصدار: الجمهورية السورية | جهة الإصدار: الجمهورية السورية | جهة الإصدار: الجمهورية السورية | المُصمِم: غير معروف     | المُصمِم: غير معروف     | المُصمِم: غير معروف     | المُصمِم: غير معروف     |
| العلامة المائية: لا توجد | العلامة المائية: لا توجد       | العلامة المائية: لا توجد       | العلامة المائية: لا توجد       | الأبعاد (مم): 38 × 22 | الأبعاد (مم): 38 × 22 | الأبعاد (مم): 38 × 22 | الأبعاد (مم): 38 × 22 |
| وصف الوجه الأمامي |                                |                                |                                |                       |                       |                       |                       |
| - الصور والرموز والرسومات: زخارف هندسية ونباتية - اللون: أرجواني - الكتابات: الجمهورية السورية (بالفرنسية: REPUBLIQUE SYRIENNE) طَابِع مَالي (بالفرنسية: TIMBRE FISCAL) الفئة رقماً بالأرقام الهندية والعربية، والوحدة كتابةً: ق و(بالفرنسية: .P.S) |                                |                                |                                |                       |                       |                       |                       |
| وصف الوجه الخلفي |                                |                                |                                |                       |                       |                       |                       |
| - الصور والرموز والرسومات: لا توجد - اللون: أحمر - الكتابات: ورقة نقدية الفئة رقماً بالأرقام الهنددية، وكتابةً: قروش |                                |                                |                                |                       |                       |                       |                       |
| صورة الوجه الأمامي | صورة الوجه الخلفي              | مكان وتاريخ الإصدار            | المطبعة                        | التوقيع               | SY                    | SCWPM                 | الملاحظات             |
| |                                | 1945-1942                      | GPD                            | 00                    | 91                    | Non                   |                       |

#### خمسة وعشرون قرشاً
| خمسة وعشرون قرشاً | خمسة وعشرون قرشاً               | خمسة وعشرون قرشاً               | خمسة وعشرون قرشاً               | خمسة وعشرون قرشاً       | خمسة وعشرون قرشاً       | خمسة وعشرون قرشاً       | خمسة وعشرون قرشاً       |
| الوصف | الوصف                          | الوصف                          | الوصف                          | الوصف                  | الوصف                  | الوصف                  | الوصف                  |
| --- | ------------------------------ | ------------------------------ | ------------------------------ | ---------------------- | ---------------------- | ---------------------- | ---------------------- |
| جهة الإصدار: الجمهورية السورية | جهة الإصدار: الجمهورية السورية | جهة الإصدار: الجمهورية السورية | جهة الإصدار: الجمهورية السورية | المُصمِم: غير معروف      | المُصمِم: غير معروف      | المُصمِم: غير معروف      | المُصمِم: غير معروف      |
| العلامة المائية: لا توجد | العلامة المائية: لا توجد       | العلامة المائية: لا توجد       | العلامة المائية: لا توجد       | الأبعاد (مم): 131 × 79 | الأبعاد (مم): 131 × 79 | الأبعاد (مم): 131 × 79 | الأبعاد (مم): 131 × 79 |
| وصف الوجه الأمامي |                                |                                |                                |                        |                        |                        |                        |
| - الصور والرموز والرسومات: مئذنة العروس في الجامع الاموي في دمشق وزخارف هندسية ونباتية - اللون: أحمر وأخضر - الكتابات: الجمهورية السورية (بالفرنسية: RÉPUBLIQUE SYRIENNE) الفئة رقماً بالأرقام العربية والهندية، وكتابةً بالعربية خمسة وعشرون غرشاً أو ربع ليرة سورية و(بالفرنسية: VINGT CINQ PIASTRES OU UN QUART DE LIVRE SYRIENNE) تاريخ ومكان الإصدار دمشق في 1 آب 1942 (بالفرنسية: DAMAS Le 1er Août 1942) |                                |                                |                                |                        |                        |                        |                        |
| وصف الوجه الخلفي |                                |                                |                                |                        |                        |                        |                        |
| - الصور والرموز والرسومات: أعمدة كورنثية وزخارف هندسية ونباتية - اللون: أحمر وأخضر - الكتابات: لجمهورية السورية الفئة رقماً بالأرقام الهندية والعربية وكتابةً: غرشاً سورياً و(بالفرنسية: 25 PIASTRES SYRIENNES) |                                |                                |                                |                        |                        |                        |                        |
| صورة الوجه الأمامي | صورة الوجه الخلفي              | مكان وتاريخ الإصدار            | المطبعة                        | التوقيع                | SY                     | SCWPM                  | الملاحظات              |
| |                                | دمشق 01-08-1942                | BWC                            | 09                     | 96                     | Pick# 51               |                        |

| خمسة وعشرون قرشاً | خمسة وعشرون قرشاً                      | خمسة وعشرون قرشاً                      | خمسة وعشرون قرشاً                      | خمسة وعشرون قرشاً       | خمسة وعشرون قرشاً       | خمسة وعشرون قرشاً       | خمسة وعشرون قرشاً       |
| الوصف | الوصف                                 | الوصف                                 | الوصف                                 | الوصف                  | الوصف                  | الوصف                  | الوصف                  |
| --- | ------------------------------------- | ------------------------------------- | ------------------------------------- | ---------------------- | ---------------------- | ---------------------- | ---------------------- |
| جهة الإصدار: الجمهورية السورية | جهة الإصدار: الجمهورية السورية        | جهة الإصدار: الجمهورية السورية        | جهة الإصدار: الجمهورية السورية        | المُصمِم: باول كورولييف  | المُصمِم: باول كورولييف  | المُصمِم: باول كورولييف  | المُصمِم: باول كورولييف  |
| العلامة المائية: شرائط لولبية متقاطعة | العلامة المائية: شرائط لولبية متقاطعة | العلامة المائية: شرائط لولبية متقاطعة | العلامة المائية: شرائط لولبية متقاطعة | الأبعاد (مم): 115 × 70 | الأبعاد (مم): 115 × 70 | الأبعاد (مم): 115 × 70 | الأبعاد (مم): 115 × 70 |
| وصف الوجه الأمامي |                                       |                                       |                                       |                        |                        |                        |                        |
| - الصور والرموز والرسومات: جامع خالد بن الوليد في مدينة حمص وزخارف هندسية ونباتية - اللون: بني وبرتقالي - الكتابات: الجُمْهُورِيَّة السُّورِيَّة الفئة رقماً بالأرقام والهندية وكتابةً بالعربية خمسة وعشرون قرشاً تاريخ ومكان الإصدار دمشق في 31 آب سَنة 1942 |                                       |                                       |                                       |                        |                        |                        |                        |
| وصف الوجه الخلفي |                                       |                                       |                                       |                        |                        |                        |                        |
| - الصور والرموز والرسومات: زخارف هندسية ونباتية - اللون: أرجواني - الكتابات: (بالفرنسية: REPUBLIQUE SYRIENNE) الفئة رقماً بالأرقام العربية وكتابةً (بالفرنسية: VINGT CINQ PIASTRES) تاريخ ومكان الإصدار (بالفرنسية: DAMAS LE 31 AOÛT 1942)       |                                       |                                       |                                       |                        |                        |                        |                        |
| صورة الوجه الأمامي | صورة الوجه الخلفي                     | مكان وتاريخ الإصدار                   | المطبعة                               | التوقيع                | SY                     | SCWPM                  | الملاحظات              |
| |                                       | دمشق 31-08-1942                       | SOE                                   | 09 + 10                | 98                     | Pick# 53               |                        |

| خمسة وعشرون قرشاً | خمسة وعشرون قرشاً               | خمسة وعشرون قرشاً               | خمسة وعشرون قرشاً               | خمسة وعشرون قرشاً      | خمسة وعشرون قرشاً      | خمسة وعشرون قرشاً      | خمسة وعشرون قرشاً      |
| الوصف | الوصف                          | الوصف                          | الوصف                          | الوصف                 | الوصف                 | الوصف                 | الوصف                 |
| --- | ------------------------------ | ------------------------------ | ------------------------------ | --------------------- | --------------------- | --------------------- | --------------------- |
| جهة الإصدار: الجمهورية السورية | جهة الإصدار: الجمهورية السورية | جهة الإصدار: الجمهورية السورية | جهة الإصدار: الجمهورية السورية | المُصمِم: غير معروف     | المُصمِم: غير معروف     | المُصمِم: غير معروف     | المُصمِم: غير معروف     |
| العلامة المائية: لا توجد | العلامة المائية: لا توجد       | العلامة المائية: لا توجد       | العلامة المائية: لا توجد       | الأبعاد (مم): 38 × 22 | الأبعاد (مم): 38 × 22 | الأبعاد (مم): 38 × 22 | الأبعاد (مم): 38 × 22 |
| وصف الوجه الأمامي |                                |                                |                                |                       |                       |                       |                       |
| - الصور والرموز والرسومات: زخارف هندسية ونباتية - اللون: برتقالي - الكتابات: الجمهورية السورية (بالفرنسية: REPUBLIQUE SYRIENNE) طَابِع مَالي (بالفرنسية: TIMBRE FISCAL) الفئة رقماً بالأرقام الهندية والعربية، والوحدة كتابةً: ق و(بالفرنسية: .P.S) |                                |                                |                                |                       |                       |                       |                       |
| وصف الوجه الخلفي |                                |                                |                                |                       |                       |                       |                       |
| - الصور والرموز والرسومات: لا توجد - اللون: أحمر - الكتابات: ورقة نقدية الفئة رقماً بالأرقام الهنددية، وكتابةً: قروش |                                |                                |                                |                       |                       |                       |                       |
| صورة الوجه الأمامي | صورة الوجه الخلفي              | مكان وتاريخ الإصدار            | المطبعة                        | التوقيع               | SY                    | SCWPM                 | الملاحظات             |
| |                                | 1945-1942                      | GPD                            | 00                    | 92                    | Non                   |                       |

#### خمسون قرشاً
| خمسون قرشاً | خمسون قرشاً                     | خمسون قرشاً                     | خمسون قرشاً                     | خمسون قرشاً             | خمسون قرشاً             | خمسون قرشاً             | خمسون قرشاً             |
| الوصف | الوصف                          | الوصف                          | الوصف                          | الوصف                  | الوصف                  | الوصف                  | الوصف                  |
| --- | ------------------------------ | ------------------------------ | ------------------------------ | ---------------------- | ---------------------- | ---------------------- | ---------------------- |
| جهة الإصدار: الجمهورية السورية | جهة الإصدار: الجمهورية السورية | جهة الإصدار: الجمهورية السورية | جهة الإصدار: الجمهورية السورية | المُصمِم: غير معروف      | المُصمِم: غير معروف      | المُصمِم: غير معروف      | المُصمِم: غير معروف      |
| العلامة المائية: لا توجد | العلامة المائية: لا توجد       | العلامة المائية: لا توجد       | العلامة المائية: لا توجد       | الأبعاد (مم): 147 × 79 | الأبعاد (مم): 147 × 79 | الأبعاد (مم): 147 × 79 | الأبعاد (مم): 147 × 79 |
| وصف الوجه الأمامي |                                |                                |                                |                        |                        |                        |                        |
| - الصور والرموز والرسومات: مشهد جانبي للتكية السليمانية وزخارف هندسية ونباتية - اللون: أخضر وأزرق - الكتابات: الجمهورية السورية (بالفرنسية: RÉPUBLIQUE SYRIENNE) الفئة رقماً بالأرقام العربية والهندية، وكتابةً بالعربية خمسون غرشاً أو نصف ليرة سورية و(بالفرنسية: CINQUANTE PIASTRES OU UNE DEMI LIVRE SYRIENNE) تاريخ ومكان الإصدار دمشق في 1 آب 1942 (بالفرنسية: DAMAS Le 1er Août 1942) |                                |                                |                                |                        |                        |                        |                        |
| وصف الوجه الخلفي |                                |                                |                                |                        |                        |                        |                        |
| - الصور والرموز والرسومات: زخارف هندسية ونباتية - اللون: أخضر وأزرق - الكتابات: الجمهورية السورية الفئة رقماً بالأرقام العربية والهندية، وكتابةً بالعربية غرشاً سورياً و(بالفرنسية: PIASTRES SYRIENNES) |                                |                                |                                |                        |                        |                        |                        |
| صورة الوجه الأمامي | صورة الوجه الخلفي              | مكان وتاريخ الإصدار            | المطبعة                        | التوقيع                | SY                     | SCWPM                  | الملاحظات              |
| |                                | دمشق 01-08-1942                | BWC                            | 09                     | 97                     | Pick# 52               |                        |

| خمسون قرشاً | خمسون قرشاً                            | خمسون قرشاً                            | خمسون قرشاً                            | خمسون قرشاً             | خمسون قرشاً             | خمسون قرشاً             | خمسون قرشاً             |
| الوصف | الوصف                                 | الوصف                                 | الوصف                                 | الوصف                  | الوصف                  | الوصف                  | الوصف                  |
| --- | ------------------------------------- | ------------------------------------- | ------------------------------------- | ---------------------- | ---------------------- | ---------------------- | ---------------------- |
| جهة الإصدار: الجمهورية السورية | جهة الإصدار: الجمهورية السورية        | جهة الإصدار: الجمهورية السورية        | جهة الإصدار: الجمهورية السورية        | المُصمِم: باول كورولييف  | المُصمِم: باول كورولييف  | المُصمِم: باول كورولييف  | المُصمِم: باول كورولييف  |
| العلامة المائية: شرائط لولبية متقاطعة | العلامة المائية: شرائط لولبية متقاطعة | العلامة المائية: شرائط لولبية متقاطعة | العلامة المائية: شرائط لولبية متقاطعة | الأبعاد (مم): 115 × 70 | الأبعاد (مم): 115 × 70 | الأبعاد (مم): 115 × 70 | الأبعاد (مم): 115 × 70 |
| وصف الوجه الأمامي |                                       |                                       |                                       |                        |                        |                        |                        |
| - الصور والرموز والرسومات: آثار تدمر وزخارف هندسية ونباتية - اللون: أخضر - الكتابات: الجُمْهُورِيَّة السُّورِيَّة (بالفرنسية: REPUBLIQUE SYRIENNE) الفئة رقماً بالأرقام العربية والهندية، وكتابةً بالعربية خمسون قرشا تاريخ ومكان الإصدار دمشق في 31 آب سنة 1942 |                                       |                                       |                                       |                        |                        |                        |                        |
| وصف الوجه الخلفي |                                       |                                       |                                       |                        |                        |                        |                        |
| - الصور والرموز والرسومات: زخارف هندسية ونباتية - اللون: أخضر - الكتابات: الفئة رقماً بالأرقام العربية والهندية، وكتابةً: (بالفرنسية: CINQUANTE PIASTRE) تاريخ ومكان الإصدار (بالفرنسية: DAMAS LE 31 AOÛT 1942)                                       |                                       |                                       |                                       |                        |                        |                        |                        |
| صورة الوجه الأمامي | صورة الوجه الخلفي                     | مكان وتاريخ الإصدار                   | المطبعة                               | التوقيع                | SY                     | SCWPM                  | الملاحظات              |
| |                                       | دمشق 31-08-1942                       | SOE                                   | 09 + 10                | 99                     | Pick# 54               |                        |

## الجمهورية السورية (1946-1961)
تشمل هذه الفترة أيضاً قيام وزوال الجمهورية العربية المتحدة (1958-1961)، ولم يكن هناك أي إصدارات ورقية ممهورة بهذا الاسم.

### إصدارات بنك سوريا ولبنان

#### ليرة واحدة
| ليرة واحدة | ليرة واحدة                     | ليرة واحدة                     | ليرة واحدة                     | ليرة واحدة                                                     | ليرة واحدة                                                     | ليرة واحدة                                                     | ليرة واحدة                                                     |
| الوصف | الوصف                          | الوصف                          | الوصف                          | الوصف                                                          | الوصف                                                          | الوصف                                                          | الوصف                                                          |
| --- | ------------------------------ | ------------------------------ | ------------------------------ | -------------------------------------------------------------- | -------------------------------------------------------------- | -------------------------------------------------------------- | -------------------------------------------------------------- |
| جهة الإصدار: بنك سوريا ولبنان | جهة الإصدار: بنك سوريا ولبنان  | جهة الإصدار: بنك سوريا ولبنان  | جهة الإصدار: بنك سوريا ولبنان  | المُصمِم: الرسام هنري كليمنت سيرفيو النحاتة: ريتا/مارغريت دريفوس | المُصمِم: الرسام هنري كليمنت سيرفيو النحاتة: ريتا/مارغريت دريفوس | المُصمِم: الرسام هنري كليمنت سيرفيو النحاتة: ريتا/مارغريت دريفوس | المُصمِم: الرسام هنري كليمنت سيرفيو النحاتة: ريتا/مارغريت دريفوس |
| العلامة المائية: رأس حصان عربي | العلامة المائية: رأس حصان عربي | العلامة المائية: رأس حصان عربي | العلامة المائية: رأس حصان عربي | الأبعاد (مم): 164 × 100                                        | الأبعاد (مم): 164 × 100                                        | الأبعاد (مم): 164 × 100                                        | الأبعاد (مم): 164 × 100                                        |
| وصف الوجه الأمامي |                                |                                |                                |                                                                |                                                                |                                                                |                                                                |
| - الصور والرموز والرسومات: زخارف هندسية ونباتية - اللون: بني وأصفر وبرتقالي وأزرق - الكتابات: بنك سوريّا ولبنان الفئة رقماً بالأرقام الهندية، وكتابةً بالعربية ليرة و(بالفرنسية: UNE LIVRE SYRIENNE) تاريخ ومكان الإصدار دمشق في 1 نيسان سنة 1947 |                                |                                |                                |                                                                |                                                                |                                                                |                                                                |
| وصف الوجه الخلفي |                                |                                |                                |                                                                |                                                                |                                                                |                                                                |
| - الصور والرموز والرسومات: مشهد لخليج جونيه وزخارف هندسية ونباتية - اللون: أصفر وأزرق وبني - الكتابات: بنك سوريّا ولبنان الفئة رقماً بالأرقام العربية وكتابةً ليرة سوريّة واحدة و(بالفرنسية: LIVRE)                                                |                                |                                |                                |                                                                |                                                                |                                                                |                                                                |
| صورة الوجه الأمامي | صورة الوجه الخلفي              | مكان وتاريخ الإصدار            | المطبعة                        | التوقيع                                                        | SY                                                             | SCWPM                                                          | الملاحظات                                                      |
| |                                | دمشق 01-04-1947                | BDF                            | 07                                                             | 106                                                            | Pick# 57                                                       |                                                                |

#### خمس ليرات
| خمس ليرات | خمس ليرات                      | خمس ليرات                      | خمس ليرات                      | خمس ليرات                                                                                                 | خمس ليرات                                                                                                 | خمس ليرات                                                                                                 | خمس ليرات                                                                                                 |
| الوصف | الوصف                          | الوصف                          | الوصف                          | الوصف | الوصف | الوصف | الوصف |
| --- | ------------------------------ | ------------------------------ | ------------------------------ | --- | --- | --- | --- |
| جهة الإصدار: بنك سوريا ولبنان | جهة الإصدار: بنك سوريا ولبنان  | جهة الإصدار: بنك سوريا ولبنان  | جهة الإصدار: بنك سوريا ولبنان  | المُصمِم: الوجه/الرسام: ج . دومارك - النحات: لويس جوزيف سولا الخلف/الرسام: ج . دومارك - النحات: جورج هورييه | المُصمِم: الوجه/الرسام: ج . دومارك - النحات: لويس جوزيف سولا الخلف/الرسام: ج . دومارك - النحات: جورج هورييه | المُصمِم: الوجه/الرسام: ج . دومارك - النحات: لويس جوزيف سولا الخلف/الرسام: ج . دومارك - النحات: جورج هورييه | المُصمِم: الوجه/الرسام: ج . دومارك - النحات: لويس جوزيف سولا الخلف/الرسام: ج . دومارك - النحات: جورج هورييه |
| العلامة المائية: سفينة فينيقية | العلامة المائية: سفينة فينيقية | العلامة المائية: سفينة فينيقية | العلامة المائية: سفينة فينيقية | الأبعاد (مم): 180 × 104                                                                                   | الأبعاد (مم): 180 × 104                                                                                   | الأبعاد (مم): 180 × 104                                                                                   | الأبعاد (مم): 180 × 104                                                                                   |
| وصف الوجه الأمامي |                                |                                |                                | | | | |
| - الصور والرموز والرسومات: زخارف هندسية ونباتية - اللون: أخضر وأصفر وبرتقالي وأحمر - الكتابات: الفئة رقماً بالأرقام الهندية وكتابةً بالعربية خمس ليرات سورية و(بالفرنسية: CINQ LIVRES SYRIENNES) تاريخ ومكان الإصدار دمشق في 15 كانون اباول سنة 1948                |                                |                                |                                | | | | |
| وصف الوجه الخلفي |                                |                                |                                | | | | |
| - الصور والرموز والرسومات: باحة قصر العظم ومن الخلف مئذنة عيسى في الجامع الأموي في دمشق وزخارف هندسية ونباتية - اللون: أصفر وأخضر وبرتقالي وأرجواني - الكتابات: بنك سوريا ولبنان الفئة رقماً بالأرقام العربية وكتابةً بالعربية خمس ليرات سورية و(بالفرنسية: LIVRES) |                                |                                |                                | | | | |
| صورة الوجه الأمامي | صورة الوجه الخلفي              | مكان وتاريخ الإصدار            | المطبعة                        | التوقيع                                                                                                   | SY | SCWPM | الملاحظات                                                                                                 |
| |                                | دمشق 15-12-1948                | BDF                            | 07 | 114 | Pick# 62                                                                                                  | |

#### عشر ليرات
| عشر ليرات | عشر ليرات                      | عشر ليرات                      | عشر ليرات                      | عشر ليرات                                             | عشر ليرات                                             | عشر ليرات                                             | عشر ليرات                                             |
| الوصف | الوصف                          | الوصف                          | الوصف                          | الوصف                                                 | الوصف                                                 | الوصف                                                 | الوصف                                                 |
| --- | ------------------------------ | ------------------------------ | ------------------------------ | ----------------------------------------------------- | ----------------------------------------------------- | ----------------------------------------------------- | ----------------------------------------------------- |
| جهة الإصدار: بنك سوريا ولبنان | جهة الإصدار: بنك سوريا ولبنان  | جهة الإصدار: بنك سوريا ولبنان  | جهة الإصدار: بنك سوريا ولبنان  | المُصمِم: الرسام: هنري كليمنت سيرفيو النحات:إيميل دولوش | المُصمِم: الرسام: هنري كليمنت سيرفيو النحات:إيميل دولوش | المُصمِم: الرسام: هنري كليمنت سيرفيو النحات:إيميل دولوش | المُصمِم: الرسام: هنري كليمنت سيرفيو النحات:إيميل دولوش |
| العلامة المائية: رأس حصان عربي | العلامة المائية: رأس حصان عربي | العلامة المائية: رأس حصان عربي | العلامة المائية: رأس حصان عربي | الأبعاد (مم): 198 × 119                               | الأبعاد (مم): 198 × 119                               | الأبعاد (مم): 198 × 119                               | الأبعاد (مم): 198 × 119                               |
| وصف الوجه الأمامي |                                |                                |                                |                                                       |                                                       |                                                       |                                                       |
| - الصور والرموز والرسومات: زخارف هندسية ونباتية - اللون: أصفر وبرتقالي وأحمر وأزرق - الكتابات: بنك سوريّا ولبنان الفئة رقماً بالأرقام الهندية وكتابةً بالعربية ليرات و(بالفرنسية: DIX LIVRES SYRIENNES)                    |                                |                                |                                |                                                       |                                                       |                                                       |                                                       |
| وصف الوجه الخلفي |                                |                                |                                |                                                       |                                                       |                                                       |                                                       |
| - الصور والرموز والرسومات: معبد فينوس في بعلبك وزخارف هندسية ونباتية - اللون: أخضر وبني وبرتقالي وأرجواني - الكتابات: بنك سوريا ولبنان الفئة رقماً بالأرقام العربية وكتابةً بالعربية عشر ليرات سورية و(بالفرنسية: LIVRES) |                                |                                |                                |                                                       |                                                       |                                                       |                                                       |
| صورة الوجه الأمامي | صورة الوجه الخلفي              | مكان وتاريخ الإصدار            | المطبعة                        | التوقيع                                               | SY                                                    | SCWPM                                                 | الملاحظات                                             |
| |                                | دمشق 01-04-1947                | BDF                            | 07                                                    | 107                                                   | Pick# 58                                              |                                                       |

#### خمس وعشرون ليرة
| خمس وعشرون ليرة | خمس وعشرون ليرة               | خمس وعشرون ليرة               | خمس وعشرون ليرة               | خمس وعشرون ليرة                                       | خمس وعشرون ليرة                                       | خمس وعشرون ليرة                                       | خمس وعشرون ليرة                                       |
| الوصف | الوصف                         | الوصف                         | الوصف                         | الوصف                                                 | الوصف                                                 | الوصف                                                 | الوصف                                                 |
| --- | ----------------------------- | ----------------------------- | ----------------------------- | ----------------------------------------------------- | ----------------------------------------------------- | ----------------------------------------------------- | ----------------------------------------------------- |
| جهة الإصدار: بنك سوريا ولبنان | جهة الإصدار: بنك سوريا ولبنان | جهة الإصدار: بنك سوريا ولبنان | جهة الإصدار: بنك سوريا ولبنان | المُصمِم: الرسام: هنري كليمنت سيرفيو النحات:إيميل دولوش | المُصمِم: الرسام: هنري كليمنت سيرفيو النحات:إيميل دولوش | المُصمِم: الرسام: هنري كليمنت سيرفيو النحات:إيميل دولوش | المُصمِم: الرسام: هنري كليمنت سيرفيو النحات:إيميل دولوش |
| العلامة المائية: رأس حمل | العلامة المائية: رأس حمل      | العلامة المائية: رأس حمل      | العلامة المائية: رأس حمل      | الأبعاد (مم): 220 × 121                               | الأبعاد (مم): 220 × 121                               | الأبعاد (مم): 220 × 121                               | الأبعاد (مم): 220 × 121                               |
| وصف الوجه الأمامي |                               |                               |                               |                                                       |                                                       |                                                       |                                                       |
| - الصور والرموز والرسومات: زخارف هندسية ونباتية - اللون: أحمر وأرجواني وأخضر وأزرق - الكتابات: الفئة رقماً بالأرقام الهندية، وكتابةً بالعربية ليرة و(بالفرنسية: VINGT CINQ LIVRES SYRIENNES) تاريخ ومكان الإصدار دمشق في 1 تموز سنة 1949     |                               |                               |                               |                                                       |                                                       |                                                       |                                                       |
| وصف الوجه الخلفي |                               |                               |                               |                                                       |                                                       |                                                       |                                                       |
| - الصور والرموز والرسومات: مشهد جانبي لواجهة ومدخل قلعة حلب وزخارف هندسية ونباتية - اللون: أزرق وبني وبرتقالي وأرجواني - الكتابات: بنك سوريا ولبنان الفئة رقماً بالأرقام العربية وكتابةً بالعربية خمس وعشرون ليرة سوريّة و(بالفرنسية: LIVRES) |                               |                               |                               |                                                       |                                                       |                                                       |                                                       |
| صورة الوجه الأمامي | صورة الوجه الخلفي             | مكان وتاريخ الإصدار           | المطبعة                       | التوقيع                                               | SY                                                    | SCWPM                                                 | الملاحظات                                             |
| |                               | دمشق 01-07-1949               | BDF                           | 07                                                    | 118                                                   | Pick# 65                                              | مع ختم وزارة المالية                                  |

#### خمسون ليرة
| خمسون ليرة | خمسون ليرة                    | خمسون ليرة                    | خمسون ليرة                    | خمسون ليرة                                            | خمسون ليرة                                            | خمسون ليرة                                            | خمسون ليرة                                            |
| الوصف | الوصف                         | الوصف                         | الوصف                         | الوصف                                                 | الوصف                                                 | الوصف                                                 | الوصف                                                 |
| --- | ----------------------------- | ----------------------------- | ----------------------------- | ----------------------------------------------------- | ----------------------------------------------------- | ----------------------------------------------------- | ----------------------------------------------------- |
| جهة الإصدار: بنك سوريا ولبنان | جهة الإصدار: بنك سوريا ولبنان | جهة الإصدار: بنك سوريا ولبنان | جهة الإصدار: بنك سوريا ولبنان | المُصمِم: الرسام: هنري كليمنت سيرفيو النحات:إيميل دولوش | المُصمِم: الرسام: هنري كليمنت سيرفيو النحات:إيميل دولوش | المُصمِم: الرسام: هنري كليمنت سيرفيو النحات:إيميل دولوش | المُصمِم: الرسام: هنري كليمنت سيرفيو النحات:إيميل دولوش |
| العلامة المائية: رأس حمل | العلامة المائية: رأس حمل      | العلامة المائية: رأس حمل      | العلامة المائية: رأس حمل      | الأبعاد (مم): 230 × 125                               | الأبعاد (مم): 230 × 125                               | الأبعاد (مم): 230 × 125                               | الأبعاد (مم): 230 × 125                               |
| وصف الوجه الأمامي |                               |                               |                               |                                                       |                                                       |                                                       |                                                       |
| - الصور والرموز والرسومات: زخارف هندسية ونباتية - اللون: أحمر وأرجواني وأخضر وأزرق - الكتابات: لفئة رقماً بالأرقام الهندية، وكتابةً بالعربية ليرة و(بالفرنسية: CINQUANT LIVRES SYRIENNES) تاريخ ومكان الإصدار دمشق في 1 تموز سنة 1949 |                               |                               |                               |                                                       |                                                       |                                                       |                                                       |
| وصف الوجه الخلفي |                               |                               |                               |                                                       |                                                       |                                                       |                                                       |
| - الصور والرموز والرسومات: جامع البداوي في طرابلس وزخارف هندسية ونباتية - اللون: أخضر وبني وبرتقالي وأرجواني - الكتابات: بنك سوريا ولبنان الفئة رقماً بالأرقام العربية وكتابةً بالعربية خمسون ليرة سوريّة و(بالفرنسية: LIVRES)         |                               |                               |                               |                                                       |                                                       |                                                       |                                                       |
| صورة الوجه الأمامي | صورة الوجه الخلفي             | مكان وتاريخ الإصدار           | المطبعة                       | التوقيع                                               | SY                                                    | SCWPM                                                 | الملاحظات                                             |
| |                               | دمشق 01-07-1949               | BDF                           | 07                                                    | 120                                                   | Pick# 66                                              | مع ختم وزارة المالية                                  |

#### مئة ليرة
| مئة ليرة | مئة ليرة                      | مئة ليرة                      | مئة ليرة                      | مئة ليرة                                               | مئة ليرة                                               | مئة ليرة                                               | مئة ليرة                                               |
| الوصف | الوصف                         | الوصف                         | الوصف                         | الوصف                                                  | الوصف                                                  | الوصف                                                  | الوصف                                                  |
| --- | ----------------------------- | ----------------------------- | ----------------------------- | ------------------------------------------------------ | ------------------------------------------------------ | ------------------------------------------------------ | ------------------------------------------------------ |
| جهة الإصدار: بنك سوريا ولبنان | جهة الإصدار: بنك سوريا ولبنان | جهة الإصدار: بنك سوريا ولبنان | جهة الإصدار: بنك سوريا ولبنان | المُصمِم: الرسام: موريس سيبستيان لورن النحات:إيميل دولوش | المُصمِم: الرسام: موريس سيبستيان لورن النحات:إيميل دولوش | المُصمِم: الرسام: موريس سيبستيان لورن النحات:إيميل دولوش | المُصمِم: الرسام: موريس سيبستيان لورن النحات:إيميل دولوش |
| العلامة المائية: رأس حمل | العلامة المائية: رأس حمل      | العلامة المائية: رأس حمل      | العلامة المائية: رأس حمل      | الأبعاد (مم): 237 × 131                                | الأبعاد (مم): 237 × 131                                | الأبعاد (مم): 237 × 131                                | الأبعاد (مم): 237 × 131                                |
| وصف الوجه الأمامي |                               |                               |                               |                                                        |                                                        |                                                        |                                                        |
| - الصور والرموز والرسومات: زخارف هندسية ونباتية - اللون: أحمر وأصفر وأزرق - الكتابات: الفئة رقماً بالأرقام الهندية، وكتابةً بالعربية ليرة و(بالفرنسية: CENT LIVRES SYRIENNES) تاريخ ومكان الإصدار دمشق في 1 نيسان سنة 1947 |                               |                               |                               |                                                        |                                                        |                                                        |                                                        |
| وصف الوجه الخلفي |                               |                               |                               |                                                        |                                                        |                                                        |                                                        |
| - الصور والرموز والرسومات: مبخرتان على الجانبن - مشهد لمدينة حلب من محلة القبة حيث تظهر مآذن المساجد التالية بالترتيب: الكمالية والبهرمية والعادلية والخسروية وزخارف هندسية ونباتية - اللون: أرجواني وأزرق وأصفر - الكتابات: بنك سوريا ولبنان الفئة رقماً بالأرقام العربية وكتابةً بالعربية مئة ليرة سوريّة و(بالفرنسية: LIVRES) |                               |                               |                               |                                                        |                                                        |                                                        |                                                        |
| صورة الوجه الأمامي | صورة الوجه الخلفي             | مكان وتاريخ الإصدار           | المطبعة                       | التوقيع                                                | SY                                                     | SCWPM                                                  | الملاحظات                                              |
| |                               | دمشق 01-04-1947               | BDF                           | 07                                                     | 113                                                    | Pick# 61                                               | مع ختم وزارة المالية                                   |

### إصدارات مؤسسة إصدار النقد السوري

#### ليرة واحدة
| ليرة واحدة | ليرة واحدة                            | ليرة واحدة                            | ليرة واحدة                            | ليرة واحدة                 | ليرة واحدة                 | ليرة واحدة                 | ليرة واحدة                 |
| الوصف | الوصف                                 | الوصف                                 | الوصف                                 | الوصف                      | الوصف                      | الوصف                      | الوصف                      |
| --- | ------------------------------------- | ------------------------------------- | ------------------------------------- | -------------------------- | -------------------------- | -------------------------- | -------------------------- |
| جهة الإصدار: مؤسسة إصدار النقد السوري | جهة الإصدار: مؤسسة إصدار النقد السوري | جهة الإصدار: مؤسسة إصدار النقد السوري | جهة الإصدار: مؤسسة إصدار النقد السوري | المُصمِم: خالد العسلي        | المُصمِم: خالد العسلي        | المُصمِم: خالد العسلي        | المُصمِم: خالد العسلي        |
| العلامة المائية: رأس حصان عربي | العلامة المائية: رأس حصان عربي        | العلامة المائية: رأس حصان عربي        | العلامة المائية: رأس حصان عربي        | الأبعاد (مم): 137.5 × 65.5 | الأبعاد (مم): 137.5 × 65.5 | الأبعاد (مم): 137.5 × 65.5 | الأبعاد (مم): 137.5 × 65.5 |
| وصف الوجه الأمامي |                                       |                                       |                                       |                            |                            |                            |                            |
| - الصور والرموز والرسومات: صقر قريش وزخارف هندسية ونباتية - اللون: بُني وأصفر - الكتابات: ::الفئة رقماً بالأرقام الهندية وكتابةً: ليرة سورية واحدة مُؤسَّسةُ اصَدار النّقد السُّوري لهذه الورقة قوة ابرائية غير مَحدوَدة في جَميعِ أراضي الجُمهورية السّورية الاصدار الأول                     |                                       |                                       |                                       |                            |                            |                            |                            |
| وصف الوجه الخلفي |                                       |                                       |                                       |                            |                            |                            |                            |
| - الصور والرموز والرسومات: مئذنة العروس وباحة الجامع الاموي في دمشق وزخارف هندسية ونباتية - اللون: بُني وبرتقالي وأخضر - الكتابات: (بالفرنسية: INSTITUT D'EMISSION DE SYRIE) الفئة رقماً بالأرقام العربية وكتابةً (بالفرنسية: UNE LIVRE SYRIENNE) (بالفرنسية: PREMIÈRE ÉMISSION) |                                       |                                       |                                       |                            |                            |                            |                            |
| صورة الوجه الأمامي | صورة الوجه الخلفي                     | مكان وتاريخ الإصدار                   | المطبعة                               | التوقيع                    | SY                         | SCWPM                      | الملاحظات                  |
| |                                       | 1953 - 1950                           | BWC                                   | 12                         | 123                        | Pick# 73                   |                            |

#### خمس ليرات
| خمس ليرات | خمس ليرات                             | خمس ليرات                             | خمس ليرات                             | خمس ليرات              | خمس ليرات              | خمس ليرات              | خمس ليرات              |
| الوصف | الوصف                                 | الوصف                                 | الوصف                                 | الوصف                  | الوصف                  | الوصف                  | الوصف                  |
| --- | ------------------------------------- | ------------------------------------- | ------------------------------------- | ---------------------- | ---------------------- | ---------------------- | ---------------------- |
| جهة الإصدار: مؤسسة إصدار النقد السوري | جهة الإصدار: مؤسسة إصدار النقد السوري | جهة الإصدار: مؤسسة إصدار النقد السوري | جهة الإصدار: مؤسسة إصدار النقد السوري | المُصمِم: خالد العسلي    | المُصمِم: خالد العسلي    | المُصمِم: خالد العسلي    | المُصمِم: خالد العسلي    |
| العلامة المائية: رأس حصان عربي | العلامة المائية: رأس حصان عربي        | العلامة المائية: رأس حصان عربي        | العلامة المائية: رأس حصان عربي        | الأبعاد (مم): 149 × 72 | الأبعاد (مم): 149 × 72 | الأبعاد (مم): 149 × 72 | الأبعاد (مم): 149 × 72 |
| وصف الوجه الأمامي |                                       |                                       |                                       |                        |                        |                        |                        |
| - الصور والرموز والرسومات: صقر قريش وزخارف هندسية ونباتية - اللون: بني وبرتقالي وأصفر وأخضر وأرجواني - الكتابات: مُؤسَّسةُ اصَدار النّقد السُّوري الفئة رقماً بالأرقام الهندية وكتابةً: خمس ليرات سوريّة لهذه الورقة قوة ابرائية غير مَحدوَدة في جَميعِ أراضي الجُمهورية السّورية الاصدار الأول |                                       |                                       |                                       |                        |                        |                        |                        |
| وصف الوجه الخلفي |                                       |                                       |                                       |                        |                        |                        |                        |
| - الصور والرموز والرسومات: مشهد جانبي لواجهة ومدخل قلعة حلب وزخارف هندسية ونباتية - اللون: بني وبرتقالي - الكتابات: (بالفرنسية: INSTITUT D'EMISSION DE SYRIE) الفئة رقماً بالأرقام العربية وكتابةً (بالفرنسية: CINQ LIVRES SYRIENNE) (بالفرنسية: PREMIÈRE ÉMISSION)              |                                       |                                       |                                       |                        |                        |                        |                        |
| صورة الوجه الأمامي | صورة الوجه الخلفي                     | مكان وتاريخ الإصدار                   | المطبعة                               | التوقيع                | SY                     | SCWPM                  | الملاحظات              |
| |                                       | 1953 - 1950                           | BWC                                   | 12                     | 124                    | Pick# 74               |                        |

#### عشر ليرات
| عشر ليرات | عشر ليرات                             | عشر ليرات                             | عشر ليرات                             | عشر ليرات                  | عشر ليرات                  | عشر ليرات                  | عشر ليرات                  |
| الوصف | الوصف                                 | الوصف                                 | الوصف                                 | الوصف                      | الوصف                      | الوصف                      | الوصف                      |
| --- | ------------------------------------- | ------------------------------------- | ------------------------------------- | -------------------------- | -------------------------- | -------------------------- | -------------------------- |
| جهة الإصدار: مُؤسَّسةُ اصَدار النّقد السُّوري | جهة الإصدار: مُؤسَّسةُ اصَدار النّقد السُّوري | جهة الإصدار: مُؤسَّسةُ اصَدار النّقد السُّوري | جهة الإصدار: مُؤسَّسةُ اصَدار النّقد السُّوري | المُصمِم: خالد العسلي        | المُصمِم: خالد العسلي        | المُصمِم: خالد العسلي        | المُصمِم: خالد العسلي        |
| العلامة المائية: رأس حصان عربي | العلامة المائية: رأس حصان عربي        | العلامة المائية: رأس حصان عربي        | العلامة المائية: رأس حصان عربي        | الأبعاد (مم): 160.5 × 78.5 | الأبعاد (مم): 160.5 × 78.5 | الأبعاد (مم): 160.5 × 78.5 | الأبعاد (مم): 160.5 × 78.5 |
| وصف الوجه الأمامي |                                       |                                       |                                       |                            |                            |                            |                            |
| - الصور والرموز والرسومات: صقر قريش وزخارف هندسية ونباتية - اللون: أزرق وأخضر وأرجواني - الكتابات: مُؤسَّسةُ اصَدار النّقد السُّوري الفئة رقماً بالأرقام الهندية وكتابةً: عشر ليرات سوريّة لهذه الورقة قوة ابرائية غير مَحدوَدة في جَميعِ أراضي الجُمهورية السّورية الاصدار الاول             |                                       |                                       |                                       |                            |                            |                            |                            |
| وصف الوجه الخلفي |                                       |                                       |                                       |                            |                            |                            |                            |
| - الصور والرموز والرسومات: مشهد خلفي للتكية السليمانية من مبنى رئاسة جامعة دمشق وزخارف هندسية ونباتية - اللون: أزرق - الكتابات: (بالفرنسية: INSTITUT D'EMISSION DE SYRIE) الفئة رقماً بالأرقام العربية وكتابةً (بالفرنسية: DIX LIVRES SYRIENNE) (بالفرنسية: PREMIÈRE ÉMISSION) |                                       |                                       |                                       |                            |                            |                            |                            |
| صورة الوجه الأمامي | صورة الوجه الخلفي                     | مكان وتاريخ الإصدار                   | المطبعة                               | التوقيع                    | SY                         | SCWPM                      | الملاحظات                  |
| |                                       | 1953 - 1950                           | BWC                                   | 12                         | 125                        | Pick# 75                   | الإصدار الاول              |

#### خمس وعشرون ليرة
| خمس وعشرون ليرة | خمس وعشرون ليرة                       | خمس وعشرون ليرة                       | خمس وعشرون ليرة                       | خمس وعشرون ليرة        | خمس وعشرون ليرة        | خمس وعشرون ليرة        | خمس وعشرون ليرة        |
| الوصف | الوصف                                 | الوصف                                 | الوصف                                 | الوصف                  | الوصف                  | الوصف                  | الوصف                  |
| --- | ------------------------------------- | ------------------------------------- | ------------------------------------- | ---------------------- | ---------------------- | ---------------------- | ---------------------- |
| جهة الإصدار: مُؤسَّسةُ اصَدار النّقد السُّوري | جهة الإصدار: مُؤسَّسةُ اصَدار النّقد السُّوري | جهة الإصدار: مُؤسَّسةُ اصَدار النّقد السُّوري | جهة الإصدار: مُؤسَّسةُ اصَدار النّقد السُّوري | المُصمِم: خالد العسلي    | المُصمِم: خالد العسلي    | المُصمِم: خالد العسلي    | المُصمِم: خالد العسلي    |
| العلامة المائية: رأس حصان عربي | العلامة المائية: رأس حصان عربي        | العلامة المائية: رأس حصان عربي        | العلامة المائية: رأس حصان عربي        | الأبعاد (مم): 172 × 85 | الأبعاد (مم): 172 × 85 | الأبعاد (مم): 172 × 85 | الأبعاد (مم): 172 × 85 |
| وصف الوجه الأمامي |                                       |                                       |                                       |                        |                        |                        |                        |
| - الصور والرموز والرسومات: صقر قريش وزخارف هندسية ونباتية - اللون: أحمر وأخضر - الكتابات: مُؤسَّسةُ اصَدار النّقد السُّوري الفئة رقماً بالأرقام الهندية وكتابةً: خمس وعشرون ليرة سورية لهذه الورقة قوة ابرائية غير مَحدوَدة في جَميعِ أراضي الجُمهورية السّورية وزير المالية وتوقيعه الاصدار الثاني                      |                                       |                                       |                                       |                        |                        |                        |                        |
| وصف الوجه الخلفي |                                       |                                       |                                       |                        |                        |                        |                        |
| - الصور والرموز والرسومات: الجهة الشرقية للشارع الرئيسي في آثار تدمر ومن الخلف قلعة فخر الدين المعني وزخارف هندسية ونباتية - اللون: أحمر - الكتابات: (بالفرنسية: INSTITUT D'EMISSION DE SYRIE) الفئة رقماً بالأرقام العربية وكتابةً (بالفرنسية: VINGT CINQ LIVRES SYRIENNE) (بالفرنسية: DEUXIÈME ÉMISSION) |                                       |                                       |                                       |                        |                        |                        |                        |
| صورة الوجه الأمامي | صورة الوجه الخلفي                     | مكان وتاريخ الإصدار                   | المطبعة                               | التوقيع                | SY                     | SCWPM                  | الملاحظات              |
| |                                       | 1955                                  | BWC                                   | 13                     | 130                    | Pick# 78B              | الإصدار الثاني         |

#### خمسون ليرة
| خمسون ليرة | خمسون ليرة                            | خمسون ليرة                            | خمسون ليرة                            | خمسون ليرة                 | خمسون ليرة                 | خمسون ليرة                 | خمسون ليرة                 |
| الوصف | الوصف                                 | الوصف                                 | الوصف                                 | الوصف                      | الوصف                      | الوصف                      | الوصف                      |
| --- | ------------------------------------- | ------------------------------------- | ------------------------------------- | -------------------------- | -------------------------- | -------------------------- | -------------------------- |
| جهة الإصدار: مؤسسة إصدار النقد السوري | جهة الإصدار: مؤسسة إصدار النقد السوري | جهة الإصدار: مؤسسة إصدار النقد السوري | جهة الإصدار: مؤسسة إصدار النقد السوري | المُصمِم: خالد العسلي        | المُصمِم: خالد العسلي        | المُصمِم: خالد العسلي        | المُصمِم: خالد العسلي        |
| العلامة المائية: رأس حصان عربي | العلامة المائية: رأس حصان عربي        | العلامة المائية: رأس حصان عربي        | العلامة المائية: رأس حصان عربي        | الأبعاد (مم): 183.5 × 91.5 | الأبعاد (مم): 183.5 × 91.5 | الأبعاد (مم): 183.5 × 91.5 | الأبعاد (مم): 183.5 × 91.5 |
| وصف الوجه الأمامي |                                       |                                       |                                       |                            |                            |                            |                            |
| - الصور والرموز والرسومات: صقر قريش وزخارف هندسية ونباتية - اللون: أخضر وأحمر - الكتابات: مُؤسَّسةُ اصَدار النّقد السُّوري الفئة رقماً بالأرقام الهندية وكتابةً: خمسُون ليرة سورية لهذه الورقة قوة ابرائية غير مَحدوَدة في جَميع أراضي الجُمهورية السّوريّة الإصدار الأول |                                       |                                       |                                       |                            |                            |                            |                            |
| وصف الوجه الخلفي |                                       |                                       |                                       |                            |                            |                            |                            |
| - الصور والرموز والرسومات: مشهد جانبي لباحة قصر العظم وزخارف هندسية ونباتية - اللون: أخضر - الكتابات: (بالفرنسية: INSTITUT D'EMISSION DE SYRIE) الفئة رقماً بالأرقام العربية وكتابةً (بالفرنسية: CINQUANTE LIVRES SYRIENNE) (بالفرنسية: PREMIÈRE ÉMISSION) |                                       |                                       |                                       |                            |                            |                            |                            |
| صورة الوجه الأمامي | صورة الوجه الخلفي                     | مكان وتاريخ الإصدار                   | المطبعة                               | التوقيع                    | SY                         | SCWPM                      | الملاحظات                  |
| |                                       | 1953 - 1950                           | BWC                                   | 12                         | 127                        | Pick# 77                   | الإصدار الأول              |

#### مئة ليرة
| مئة ليرة | مئة ليرة                              | مئة ليرة                              | مئة ليرة                              | مئة ليرة               | مئة ليرة               | مئة ليرة               | مئة ليرة               |
| الوصف | الوصف                                 | الوصف                                 | الوصف                                 | الوصف                  | الوصف                  | الوصف                  | الوصف                  |
| --- | ------------------------------------- | ------------------------------------- | ------------------------------------- | ---------------------- | ---------------------- | ---------------------- | ---------------------- |
| جهة الإصدار: مؤسسة إصدار النقد السوري | جهة الإصدار: مؤسسة إصدار النقد السوري | جهة الإصدار: مؤسسة إصدار النقد السوري | جهة الإصدار: مؤسسة إصدار النقد السوري | المُصمِم: خالد العسلي    | المُصمِم: خالد العسلي    | المُصمِم: خالد العسلي    | المُصمِم: خالد العسلي    |
| العلامة المائية: رأس حصان عربي | العلامة المائية: رأس حصان عربي        | العلامة المائية: رأس حصان عربي        | العلامة المائية: رأس حصان عربي        | الأبعاد (مم): 195 × 98 | الأبعاد (مم): 195 × 98 | الأبعاد (مم): 195 × 98 | الأبعاد (مم): 195 × 98 |
| وصف الوجه الأمامي |                                       |                                       |                                       |                        |                        |                        |                        |
| - الصور والرموز والرسومات: صقر قريش وزخارف هندسية ونباتية - اللون: أزرق، أحمر، أصفر، أخضر - الكتابات: مُؤسَّسةُ اصَدار النّقد السُّوري الفئة رقماً بالأرقام الهندية وكتابةً: مئة ليرة سوريّة لهذه الورقة قوة ابرائية غير مَحدوَدة في جَميع أراضي الجُمهورية السّوريّة الاصدار الأول |                                       |                                       |                                       |                        |                        |                        |                        |
| وصف الوجه الخلفي |                                       |                                       |                                       |                        |                        |                        |                        |
| - الصور والرموز والرسومات: نواعير البشريات في حماة وزخارف هندسية ونباتية - اللون: أزرق - الكتابات: (بالفرنسية: INSTITUT D'EMISSION DE SYRIE) الفئة رقماً بالأرقام العربية وكتابةً (بالفرنسية: CENT LIVRES SYRIENNE) (بالفرنسية: PREMIÈRE ÉMISSION)                   |                                       |                                       |                                       |                        |                        |                        |                        |
| صورة الوجه الأمامي | صورة الوجه الخلفي                     | مكان وتاريخ الإصدار                   | المطبعة                               | التوقيع                | SY                     | SCWPM                  | الملاحظات              |
| |                                       | 1953 - 1950                           | BWC                                   | 12                     | 128                    | Pick# 78               | الإصدار الأول          |

### إصدارات مصرف سورية المركزي

#### ليرة واحدة
| ليرة واحدة | ليرة واحدة                      | ليرة واحدة                      | ليرة واحدة                      | ليرة واحدة                 | ليرة واحدة                 | ليرة واحدة                 | ليرة واحدة                 |
| الوصف | الوصف                           | الوصف                           | الوصف                           | الوصف                      | الوصف                      | الوصف                      | الوصف                      |
| --- | ------------------------------- | ------------------------------- | ------------------------------- | -------------------------- | -------------------------- | -------------------------- | -------------------------- |
| جهة الإصدار: مصرف سورية المركزي | جهة الإصدار: مصرف سورية المركزي | جهة الإصدار: مصرف سورية المركزي | جهة الإصدار: مصرف سورية المركزي | المُصمِم: خالد العسلي        | المُصمِم: خالد العسلي        | المُصمِم: خالد العسلي        | المُصمِم: خالد العسلي        |
| العلامة المائية: رأس حصان عربي | العلامة المائية: رأس حصان عربي  | العلامة المائية: رأس حصان عربي  | العلامة المائية: رأس حصان عربي  | الأبعاد (مم): 137.5 × 65.5 | الأبعاد (مم): 137.5 × 65.5 | الأبعاد (مم): 137.5 × 65.5 | الأبعاد (مم): 137.5 × 65.5 |
| وصف الوجه الأمامي |                                 |                                 |                                 |                            |                            |                            |                            |
| - الصور والرموز والرسومات: صقر قريش وزخارف هندسية ونباتية - اللون: بني وبرتقالي وأرجواني - الكتابات: مصرفُ سُوريّة المرْكَزي الفئة رقماً بالأرقام الهندية وكتابةً: ليرة سورية واحدة تاريخ الإصدار رقماً بالأرقام الهندية بالتقويمين الهجري والميلادي (1377هـ - 1957م)                            |                                 |                                 |                                 |                            |                            |                            |                            |
| وصف الوجه الخلفي |                                 |                                 |                                 |                            |                            |                            |                            |
| - الصور والرموز والرسومات: مئذنة العروس وباحة الجامع الاموي في دمشق وزخارف هندسية ونباتية - اللون: بني وبرتقالي وأرجواني - الكتابات: (بالفرنسية: BANQUE CENTRALE DE SYRIE) الفئة رقماً بالأرقام العربية وكتابة (بالفرنسية: UNE LIVRE SYRIENNE) تاريخ الإصدار رقماً بالأرقام العربية (1957) |                                 |                                 |                                 |                            |                            |                            |                            |
| صورة الوجه الأمامي | صورة الوجه الخلفي               | مكان وتاريخ الإصدار             | المطبعة                         | التوقيع                    | SY                         | SCWPM                      | الملاحظات                  |
| |                                 | دمشق 1957                       | BWC                             | 14                         | 131                        | Pick# 79                   |                            |

| ليرة واحدة | ليرة واحدة                      | ليرة واحدة                      | ليرة واحدة                      | ليرة واحدة             | ليرة واحدة             | ليرة واحدة             | ليرة واحدة             |
| الوصف | الوصف                           | الوصف                           | الوصف                           | الوصف                  | الوصف                  | الوصف                  | الوصف                  |
| --- | ------------------------------- | ------------------------------- | ------------------------------- | ---------------------- | ---------------------- | ---------------------- | ---------------------- |
| جهة الإصدار: مصرف سورية المركزي | جهة الإصدار: مصرف سورية المركزي | جهة الإصدار: مصرف سورية المركزي | جهة الإصدار: مصرف سورية المركزي | المُصمِم: غير معروف      | المُصمِم: غير معروف      | المُصمِم: غير معروف      | المُصمِم: غير معروف      |
| العلامة المائية: رأس حصان عربي | العلامة المائية: رأس حصان عربي  | العلامة المائية: رأس حصان عربي  | العلامة المائية: رأس حصان عربي  | الأبعاد (مم): 130 × 65 | الأبعاد (مم): 130 × 65 | الأبعاد (مم): 130 × 65 | الأبعاد (مم): 130 × 65 |
| وصف الوجه الأمامي |                                 |                                 |                                 |                        |                        |                        |                        |
| - الصور والرموز والرسومات: دياب عبد الله فارس أحد أبطال الإنتاج وزخارف هندسية وزخرفة نباتية - اللون: بني وبرتقالي وأرجواني وأصفر - الكتابات: مصرِفُ سُوريّة المركَزي الفئة رقماً بالأرقام الهندية وكتابةً: ليرة سوريّة واحدة تاريخ الإصدار رقماً بالأرقام الهندية بالتقويمين الهجري والميلادي (1377هـ - 1958م) |                                 |                                 |                                 |                        |                        |                        |                        |
| وصف الوجه الخلفي |                                 |                                 |                                 |                        |                        |                        |                        |
| - الصور والرموز والرسومات: نواعير البشريات في حماة وزخارف هندسية ونباتية - اللون: بني وأصفر وأرجواني - الكتابات: (بالإنجليزية: CENTRAL BANK OF SYRIA) الفئة رقماً بالأرقام العربية وكتابة (بالإنجليزية: ONE SYRIAN POUND) تاريخ الإصدار رقماً بالأرقام العربية (1958)                                   |                                 |                                 |                                 |                        |                        |                        |                        |
| صورة الوجه الأمامي | صورة الوجه الخلفي               | مكان وتاريخ الإصدار             | المطبعة                         | التوقيع                | SY                     | SCWPM                  | الملاحظات              |
| |                                 | دمشق 1958                       | PSPC                            | 15                     | 135                    | Pick# 86a              |                        |

#### خمس ليرات
| خمس ليرات | خمس ليرات                       | خمس ليرات                       | خمس ليرات                       | خمس ليرات              | خمس ليرات              | خمس ليرات              | خمس ليرات              |
| الوصف | الوصف                           | الوصف                           | الوصف                           | الوصف                  | الوصف                  | الوصف                  | الوصف                  |
| --- | ------------------------------- | ------------------------------- | ------------------------------- | ---------------------- | ---------------------- | ---------------------- | ---------------------- |
| جهة الإصدار: مصرف سورية المركزي | جهة الإصدار: مصرف سورية المركزي | جهة الإصدار: مصرف سورية المركزي | جهة الإصدار: مصرف سورية المركزي | المُصمِم: خالد العسلي    | المُصمِم: خالد العسلي    | المُصمِم: خالد العسلي    | المُصمِم: خالد العسلي    |
| العلامة المائية: رأس حصان عربي | العلامة المائية: رأس حصان عربي  | العلامة المائية: رأس حصان عربي  | العلامة المائية: رأس حصان عربي  | الأبعاد (مم): 149 × 72 | الأبعاد (مم): 149 × 72 | الأبعاد (مم): 149 × 72 | الأبعاد (مم): 149 × 72 |
| وصف الوجه الأمامي |                                 |                                 |                                 |                        |                        |                        |                        |
| - الصور والرموز والرسومات: صقر قريش وزخارف هندسية ونباتية - اللون: بني وبرتقالي وأرجواني وأصفر - الكتابات: مصرفُ سُوريّة المرْكَزي الفئة رقماً بالأرقام الهندية وكتابةً: خمس ليرات سوريّة تاريخ الإصدار رقماً بالأرقام الهندية بالتقويمين الهجري والميلادي (1377هـ - 1957م) |                                 |                                 |                                 |                        |                        |                        |                        |
| وصف الوجه الخلفي |                                 |                                 |                                 |                        |                        |                        |                        |
| - الصور والرموز والرسومات: مشهد جانبي لواجهة ومدخل قلعة حلب وزخارف هندسية ونباتية - اللون: بني - الكتابات: (بالفرنسية: BANQUE CENTRALE DE SYRIE) الفئة رقماً بالأرقام العربية وكتابة (بالفرنسية: CINQ LIVRES SYRIENNE) تاريخ الإصدار رقماً بالأرقام العربية (1957)   |                                 |                                 |                                 |                        |                        |                        |                        |
| صورة الوجه الأمامي | صورة الوجه الخلفي               | مكان وتاريخ الإصدار             | المطبعة                         | التوقيع                | SY                     | SCWPM                  | الملاحظات              |
| |                                 | دمشق 1957                       | BWC                             | 14                     | 132                    | Pick# 80               |                        |

| خمس ليرات | خمس ليرات                       | خمس ليرات                       | خمس ليرات                       | خمس ليرات              | خمس ليرات              | خمس ليرات              | خمس ليرات              |
| الوصف | الوصف                           | الوصف                           | الوصف                           | الوصف                  | الوصف                  | الوصف                  | الوصف                  |
| --- | ------------------------------- | ------------------------------- | ------------------------------- | ---------------------- | ---------------------- | ---------------------- | ---------------------- |
| جهة الإصدار: مصرف سورية المركزي | جهة الإصدار: مصرف سورية المركزي | جهة الإصدار: مصرف سورية المركزي | جهة الإصدار: مصرف سورية المركزي | المُصمِم: غير معروف      | المُصمِم: غير معروف      | المُصمِم: غير معروف      | المُصمِم: غير معروف      |
| العلامة المائية: رأس حصان عربي | العلامة المائية: رأس حصان عربي  | العلامة المائية: رأس حصان عربي  | العلامة المائية: رأس حصان عربي  | الأبعاد (مم): 142 × 70 | الأبعاد (مم): 142 × 70 | الأبعاد (مم): 142 × 70 | الأبعاد (مم): 142 × 70 |
| وصف الوجه الأمامي |                                 |                                 |                                 |                        |                        |                        |                        |
| - الصور والرموز والرسومات: دياب عبد الله فارس بطل انتاج في سوريا وزخارف هندسية ونباتية - اللون: أخضر وبرتقالي وأرجواني وأصفر - الكتابات: مصرِفُ سُوريّة المركَزي الفئة رقماً بالأرقام الهندية وكتابةً: خمس ليرات سوريّة تاريخ الإصدار رقماً بالأرقام الهندية بالتقويمين الهجري والميلادي (1377هـ - 1958م) |                                 |                                 |                                 |                        |                        |                        |                        |
| وصف الوجه الخلفي |                                 |                                 |                                 |                        |                        |                        |                        |
| - الصور والرموز والرسومات: مشهد جانبي لواجهة ومدخل قلعة حلب وزخارف هندسية ونباتية - اللون: أخضر وأصفر وأرجواني - الكتابات: (بالإنجليزية: CENTRAL BANK OF SYRIA) الفئة رقماً بالأرقام العربية وكتابة (بالإنجليزية: FIVE SYRIAN POUNDS) تاريخ الإصدار رقماً بالأرقام العربية (1958)                  |                                 |                                 |                                 |                        |                        |                        |                        |
| صورة الوجه الأمامي | صورة الوجه الخلفي               | مكان وتاريخ الإصدار             | المطبعة                         | التوقيع                | SY                     | SCWPM                  | الملاحظات              |
| |                                 | دمشق 1958                       | PSPC                            | 15                     | 136                    | Pick# 87a              |                        |

#### عشر ليرات
| عشر ليرات | عشر ليرات                       | عشر ليرات                       | عشر ليرات                       | عشر ليرات              | عشر ليرات              | عشر ليرات              | عشر ليرات              |
| الوصف | الوصف                           | الوصف                           | الوصف                           | الوصف                  | الوصف                  | الوصف                  | الوصف                  |
| --- | ------------------------------- | ------------------------------- | ------------------------------- | ---------------------- | ---------------------- | ---------------------- | ---------------------- |
| جهة الإصدار: مصرف سورية المركزي | جهة الإصدار: مصرف سورية المركزي | جهة الإصدار: مصرف سورية المركزي | جهة الإصدار: مصرف سورية المركزي | المُصمِم: غير معروف      | المُصمِم: غير معروف      | المُصمِم: غير معروف      | المُصمِم: غير معروف      |
| العلامة المائية: رأس حصان عربي | العلامة المائية: رأس حصان عربي  | العلامة المائية: رأس حصان عربي  | العلامة المائية: رأس حصان عربي  | الأبعاد (مم): 142 × 70 | الأبعاد (مم): 142 × 70 | الأبعاد (مم): 142 × 70 | الأبعاد (مم): 142 × 70 |
| وصف الوجه الأمامي |                                 |                                 |                                 |                        |                        |                        |                        |
| - الصور والرموز والرسومات: دياب عبد الله فارس بطل انتاج في سوريا وزخارف هندسية ونباتية - اللون: أرجواني وأخضر وبرتقالي وأصفر - الكتابات: مصرِفُ سُوريّة المركَزي الفئة رقماً بالأرقام الهندية وكتابةً: عشر ليرات سوريّة تاريخ الإصدار رقماً بالأرقام الهندية بالتقويمين الهجري والميلادي (1377هـ - 1958م)                                                  |                                 |                                 |                                 |                        |                        |                        |                        |
| وصف الوجه الخلفي |                                 |                                 |                                 |                        |                        |                        |                        |
| - الصور والرموز والرسومات: مئذنة العروس وباحة الجامع الاموي في دمشق حيث تظهر القبب الثلاثة بالترتيب: قبة الخزنة وقبة المؤذنين وقبة الساعات وزخارف هندسية ونباتية - اللون: أرجواني - الكتابات: (بالإنجليزية: CENTRAL BANK OF SYRIA) الفئة رقماً بالأرقام العربية وكتابة (بالإنجليزية: TEN SYRIAN POUNDS) تاريخ الإصدار رقماً بالأرقام العربية (1958) |                                 |                                 |                                 |                        |                        |                        |                        |
| صورة الوجه الأمامي | صورة الوجه الخلفي               | مكان وتاريخ الإصدار             | المطبعة                         | التوقيع                | SY                     | SCWPM                  | الملاحظات              |
| |                                 | دمشق 1958                       | PSPC                            | 15                     | 137                    | Pick# 88a              |                        |

#### خمس وعشرون ليرة
| خمس وعشرون ليرة | خمس وعشرون ليرة                 | خمس وعشرون ليرة                 | خمس وعشرون ليرة                 | خمس وعشرون ليرة        | خمس وعشرون ليرة        | خمس وعشرون ليرة        | خمس وعشرون ليرة        |
| الوصف | الوصف                           | الوصف                           | الوصف                           | الوصف                  | الوصف                  | الوصف                  | الوصف                  |
| --- | ------------------------------- | ------------------------------- | ------------------------------- | ---------------------- | ---------------------- | ---------------------- | ---------------------- |
| جهة الإصدار: مصرف سورية المركزي | جهة الإصدار: مصرف سورية المركزي | جهة الإصدار: مصرف سورية المركزي | جهة الإصدار: مصرف سورية المركزي | المُصمِم: غير معروف      | المُصمِم: غير معروف      | المُصمِم: غير معروف      | المُصمِم: غير معروف      |
| العلامة المائية: رأس حصان عربي | العلامة المائية: رأس حصان عربي  | العلامة المائية: رأس حصان عربي  | العلامة المائية: رأس حصان عربي  | الأبعاد (مم): 155 × 75 | الأبعاد (مم): 155 × 75 | الأبعاد (مم): 155 × 75 | الأبعاد (مم): 155 × 75 |
| وصف الوجه الأمامي |                                 |                                 |                                 |                        |                        |                        |                        |
| - الصور والرموز والرسومات: صورة لعاملتين في حقول القطن وزخارف هندسية ونباتية - اللون: أزرق وبرتقالي وبني - الكتابات: خمس وعشرون ليرة سوريّة تاريخ الإصدار رقماً بالأرقام الهندية بالتقويمين الهجري والميلادي (1377هـ - 1958م)                                             |                                 |                                 |                                 |                        |                        |                        |                        |
| وصف الوجه الخلفي |                                 |                                 |                                 |                        |                        |                        |                        |
| - الصور والرموز والرسومات: مشهد أمامي لباحة قصر العظم وزخارف هندسية ونباتية - اللون: أزرق وأصفر - الكتابات: (بالإنجليزية: CENTRAL BANK OF SYRIA) الفئة رقماً بالأرقام العربية وكتابة (بالإنجليزية: TWENTY FIVE SYRIAN POUNDS) تاريخ الإصدار رقماً بالأرقام العربية (1958) |                                 |                                 |                                 |                        |                        |                        |                        |
| صورة الوجه الأمامي | صورة الوجه الخلفي               | مكان وتاريخ الإصدار             | المطبعة                         | التوقيع                | SY                     | SCWPM                  | الملاحظات              |
| |                                 | دمشق 1958                       | JEZ                             | 15                     | 138                    | Pick# 89a              |                        |

#### خمسون ليرة
| خمسون ليرة | خمسون ليرة                      | خمسون ليرة                      | خمسون ليرة                      | خمسون ليرة                 | خمسون ليرة                 | خمسون ليرة                 | خمسون ليرة                 |
| الوصف | الوصف                           | الوصف                           | الوصف                           | الوصف                      | الوصف                      | الوصف                      | الوصف                      |
| --- | ------------------------------- | ------------------------------- | ------------------------------- | -------------------------- | -------------------------- | -------------------------- | -------------------------- |
| جهة الإصدار: مصرف سورية المركزي | جهة الإصدار: مصرف سورية المركزي | جهة الإصدار: مصرف سورية المركزي | جهة الإصدار: مصرف سورية المركزي | المُصمِم: خالد العسلي        | المُصمِم: خالد العسلي        | المُصمِم: خالد العسلي        | المُصمِم: خالد العسلي        |
| العلامة المائية: رأس حصان عربي | العلامة المائية: رأس حصان عربي  | العلامة المائية: رأس حصان عربي  | العلامة المائية: رأس حصان عربي  | الأبعاد (مم): 183.5 × 91.5 | الأبعاد (مم): 183.5 × 91.5 | الأبعاد (مم): 183.5 × 91.5 | الأبعاد (مم): 183.5 × 91.5 |
| وصف الوجه الأمامي |                                 |                                 |                                 |                            |                            |                            |                            |
| - الصور والرموز والرسومات: صقر قريش وعلى صدره ثلاثة نجوم مأخوذة من علم الجمهورية المعتمد في تلك الفترة وزخارف هندسية ونباتية - اللون: أخضر وبرتقالي وأرجواني وأحمر - الكتابات: مصرِفُ سُوريّة المركَزي الفئة رقماً بالأرقام الهندية وكتابةً: خمسُون ليرة سورية تاريخ الإصدار رقماً بالأرقام الهندية بالتقويمين الهجري والميلادي (1377هـ - 1958م) |                                 |                                 |                                 |                            |                            |                            |                            |
| وصف الوجه الخلفي |                                 |                                 |                                 |                            |                            |                            |                            |
| - الصور والرموز والرسومات: مشهد جانبي لباحة قصر العظم وزخارف هندسية ونباتية - اللون: أخضر - الكتابات: (بالفرنسية: BANQUE CENTRALE DE SYRIE) الفئة رقماً بالأرقام العربية وكتابة (بالفرنسية: CINQUANTE LIVRES SYRIENNE) تاريخ الإصدار رقماً بالأرقام العربية (1958)                                                                        |                                 |                                 |                                 |                            |                            |                            |                            |
| صورة الوجه الأمامي | صورة الوجه الخلفي               | مكان وتاريخ الإصدار             | المطبعة                         | التوقيع                    | SY                         | SCWPM                      | الملاحظات                  |
| |                                 | دمشق 1958                       | BWC                             | 15                         | 133                        | Pick# 84                   |                            |

| خمسون ليرة | خمسون ليرة                      | خمسون ليرة                      | خمسون ليرة                      | خمسون ليرة             | خمسون ليرة             | خمسون ليرة             | خمسون ليرة             |
| الوصف | الوصف                           | الوصف                           | الوصف                           | الوصف                  | الوصف                  | الوصف                  | الوصف                  |
| --- | ------------------------------- | ------------------------------- | ------------------------------- | ---------------------- | ---------------------- | ---------------------- | ---------------------- |
| جهة الإصدار: مصرف سورية المركزي | جهة الإصدار: مصرف سورية المركزي | جهة الإصدار: مصرف سورية المركزي | جهة الإصدار: مصرف سورية المركزي | المُصمِم: غير معروف      | المُصمِم: غير معروف      | المُصمِم: غير معروف      | المُصمِم: غير معروف      |
| العلامة المائية: رأس حصان عربي | العلامة المائية: رأس حصان عربي  | العلامة المائية: رأس حصان عربي  | العلامة المائية: رأس حصان عربي  | الأبعاد (مم): 155 × 75 | الأبعاد (مم): 155 × 75 | الأبعاد (مم): 155 × 75 | الأبعاد (مم): 155 × 75 |
| وصف الوجه الأمامي |                                 |                                 |                                 |                        |                        |                        |                        |
| - الصور والرموز والرسومات: صورة لعاملتين في حقول القطن وزخارف هندسية ونباتية - اللون: برتقالي وأحمر وبني - الكتابات: مصرِفُ سُوريّة المركَزي الفئة رقماً بالأرقام الهندية وكتابةً: خمسون ليرة سورية تاريخ الإصدار رقماً بالأرقام الهندية بالتقويمين الهجري والميلادي (1377هـ - 1958م)                    |                                 |                                 |                                 |                        |                        |                        |                        |
| وصف الوجه الخلفي |                                 |                                 |                                 |                        |                        |                        |                        |
| - الصور والرموز والرسومات: مشهد خلفي للتكية السليمانية من اتجاه كلية الحقوق في دمشق - على الجانبين صورة تمثال أسد اللات وزخارف هندسية ونباتية - اللون: برتقالي وأحمر وبني - الكتابات: (بالإنجليزية: CENTRAL BANK OF SYRIA) الفئة رقماً بالأرقام العربية وكتابة (بالإنجليزية: FIFTY SYRIAN POUNDS) |                                 |                                 |                                 |                        |                        |                        |                        |
| صورة الوجه الأمامي | صورة الوجه الخلفي               | مكان وتاريخ الإصدار             | المطبعة                         | التوقيع                | SY                     | SCWPM                  | الملاحظات              |
| |                                 | دمشق 1958                       | JEZ                             | 15                     | 139                    | Pick# 90a              |                        |

#### مئة ليرة
| مئة ليرة | مئة ليرة                        | مئة ليرة                        | مئة ليرة                        | مئة ليرة               | مئة ليرة               | مئة ليرة               | مئة ليرة               |
| الوصف | الوصف                           | الوصف                           | الوصف                           | الوصف                  | الوصف                  | الوصف                  | الوصف                  |
| --- | ------------------------------- | ------------------------------- | ------------------------------- | ---------------------- | ---------------------- | ---------------------- | ---------------------- |
| جهة الإصدار: مصرف سورية المركزي | جهة الإصدار: مصرف سورية المركزي | جهة الإصدار: مصرف سورية المركزي | جهة الإصدار: مصرف سورية المركزي | المُصمِم: خالد العسلي    | المُصمِم: خالد العسلي    | المُصمِم: خالد العسلي    | المُصمِم: خالد العسلي    |
| العلامة المائية: رأس حصان عربي | العلامة المائية: رأس حصان عربي  | العلامة المائية: رأس حصان عربي  | العلامة المائية: رأس حصان عربي  | الأبعاد (مم): 195 × 98 | الأبعاد (مم): 195 × 98 | الأبعاد (مم): 195 × 98 | الأبعاد (مم): 195 × 98 |
| وصف الوجه الأمامي |                                 |                                 |                                 |                        |                        |                        |                        |
| - الصور والرموز والرسومات: صقر قريش وعلى صدره ثلاثة نجوم مأخوذة من علم الجمهورية المعتمد في تلك الفترة وزخارف هندسية ونباتية - اللون: أزرق وأخضر وأرجواني وأحمر - الكتابات: مصرِفُ سُوريّة المركَزي الفئة رقماً بالأرقام الهندية وكتابةً: مئة ليرة سوريّة تاريخ الإصدار رقماً بالأرقام الهندية بالتقويمين الهجري والميلادي (1377هـ - 1958م) |                                 |                                 |                                 |                        |                        |                        |                        |
| وصف الوجه الخلفي |                                 |                                 |                                 |                        |                        |                        |                        |
| - الصور والرموز والرسومات: نواعير البشريات في حماة وزخارف هندسية ونباتية - اللون: أزرق - الكتابات: (بالفرنسية: BANQUE CENTRALE DE SYRIE) الفئة رقماً بالأرقام العربية وكتابة (بالفرنسية: CENT LIVRES SYRIENNE) تاريخ الإصدار رقماً بالأرقام العربية (1958)                                                                           |                                 |                                 |                                 |                        |                        |                        |                        |
| صورة الوجه الأمامي | صورة الوجه الخلفي               | مكان وتاريخ الإصدار             | المطبعة                         | التوقيع                | SY                     | SCWPM                  | الملاحظات              |
| |                                 | دمشق 1958                       | BWC                             | 15                     | 134                    | Pick# 85               |                        |

| مئة ليرة | مئة ليرة                        | مئة ليرة                        | مئة ليرة                        | مئة ليرة               | مئة ليرة               | مئة ليرة               | مئة ليرة               |
| الوصف | الوصف                           | الوصف                           | الوصف                           | الوصف                  | الوصف                  | الوصف                  | الوصف                  |
| --- | ------------------------------- | ------------------------------- | ------------------------------- | ---------------------- | ---------------------- | ---------------------- | ---------------------- |
| جهة الإصدار: مصرف سورية المركزي | جهة الإصدار: مصرف سورية المركزي | جهة الإصدار: مصرف سورية المركزي | جهة الإصدار: مصرف سورية المركزي | المُصمِم: غير معروف      | المُصمِم: غير معروف      | المُصمِم: غير معروف      | المُصمِم: غير معروف      |
| العلامة المائية: رأس حصان عربي | العلامة المائية: رأس حصان عربي  | العلامة المائية: رأس حصان عربي  | العلامة المائية: رأس حصان عربي  | الأبعاد (مم): 167 × 80 | الأبعاد (مم): 167 × 80 | الأبعاد (مم): 167 × 80 | الأبعاد (مم): 167 × 80 |
| وصف الوجه الأمامي |                                 |                                 |                                 |                        |                        |                        |                        |
| - الصور والرموز والرسومات: صورة لعاملتين في حقول القطن وزخارف هندسية ونباتية - اللون: أخضر وبني وأزرق - الكتابات: مصرِفُ سُوريّة المركَزي الفئة رقماً بالأرقام الهندية وكتابةً: مائة ليرة سوريّة تاريخ الإصدار رقماً بالأرقام الهندية بالتقويمين الهجري والميلادي (1377هـ - 1958م)             |                                 |                                 |                                 |                        |                        |                        |                        |
| وصف الوجه الخلفي |                                 |                                 |                                 |                        |                        |                        |                        |
| - الصور والرموز والرسومات: آثار تدمر مشهد جانبي للشارع الرئيسي وزخارف هندسية ونباتية - اللون: أخضر وبني وأزرق - الكتابات: (بالإنجليزية: CENTRAL BANK OF SYRIA) الفئة رقماً بالأرقام العربية وكتابة (بالإنجليزية: ONE HUNDRED SYRIAN POUNDS) تاريخ الإصدار رقماً بالأرقام العربية (1958) |                                 |                                 |                                 |                        |                        |                        |                        |
| صورة الوجه الأمامي | صورة الوجه الخلفي               | مكان وتاريخ الإصدار             | المطبعة                         | التوقيع                | SY                     | SCWPM                  | الملاحظات              |
| |                                 | دمشق 1958                       | JEZ                             | 15                     | 140                    | Pick# 91a              |                        |

#### خمسمائة ليرة
| خمسمائة ليرة | خمسمائة ليرة                    | خمسمائة ليرة                    | خمسمائة ليرة                    | خمسمائة ليرة           | خمسمائة ليرة           | خمسمائة ليرة           | خمسمائة ليرة           |
| الوصف | الوصف                           | الوصف                           | الوصف                           | الوصف                  | الوصف                  | الوصف                  | الوصف                  |
| --- | ------------------------------- | ------------------------------- | ------------------------------- | ---------------------- | ---------------------- | ---------------------- | ---------------------- |
| جهة الإصدار: مصرف سورية المركزي | جهة الإصدار: مصرف سورية المركزي | جهة الإصدار: مصرف سورية المركزي | جهة الإصدار: مصرف سورية المركزي | المُصمِم: غير معروف      | المُصمِم: غير معروف      | المُصمِم: غير معروف      | المُصمِم: غير معروف      |
| العلامة المائية: رأس حصان عربي | العلامة المائية: رأس حصان عربي  | العلامة المائية: رأس حصان عربي  | العلامة المائية: رأس حصان عربي  | الأبعاد (مم): 180 × 85 | الأبعاد (مم): 180 × 85 | الأبعاد (مم): 180 × 85 | الأبعاد (مم): 180 × 85 |
| وصف الوجه الأمامي |                                 |                                 |                                 |                        |                        |                        |                        |
| - الصور والرموز والرسومات: منحوت من العاج لأمير من أوغاريت - الإلهة عشتار ترضع رجلين من أوغاريت وزخارف هندسية ونباتية - اللون: رمادي وأزرق - الكتابات: مصرِفُ سُوريّة المركَزي الفئة رقماً بالأرقام الهندية وكتابةً: خمسمائة ليرة سوريّة تاريخ الإصدار رقماً بالأرقام الهندية بالتقويمين الهجري والميلادي (1377هـ - 1958م) |                                 |                                 |                                 |                        |                        |                        |                        |
| وصف الوجه الخلفي |                                 |                                 |                                 |                        |                        |                        |                        |
| - الصور والرموز والرسومات: زخارف هندسية ونباتية - اللون: رمادي - الكتابات: (بالإنجليزية: CENTRAL BANK OF SYRIA) الفئة رقماً بالأرقام العربية وكتابة (بالإنجليزية: FIVE HUNDRED SYRIAN POUNDS) تاريخ الإصدار رقماً بالأرقام العربية (1958)                                                                           |                                 |                                 |                                 |                        |                        |                        |                        |
| صورة الوجه الأمامي | صورة الوجه الخلفي               | مكان وتاريخ الإصدار             | المطبعة                         | التوقيع                | SY                     | SCWPM                  | الملاحظات              |
| |                                 | دمشق 1958                       | JEZ                             | 15                     | 141                    | Pick# 92a              |                        |

## الجمهورية العربية السورية (1961-)

### مصرف سورية المركزي

#### ليرة واحدة
| ليرة واحدة | ليرة واحدة                      | ليرة واحدة                      | ليرة واحدة                      | ليرة واحدة             | ليرة واحدة             | ليرة واحدة             | ليرة واحدة             |
| الوصف | الوصف                           | الوصف                           | الوصف                           | الوصف                  | الوصف                  | الوصف                  | الوصف                  |
| --- | ------------------------------- | ------------------------------- | ------------------------------- | ---------------------- | ---------------------- | ---------------------- | ---------------------- |
| جهة الإصدار: مصرف سورية المركزي | جهة الإصدار: مصرف سورية المركزي | جهة الإصدار: مصرف سورية المركزي | جهة الإصدار: مصرف سورية المركزي | المُصمِم: غير معروف      | المُصمِم: غير معروف      | المُصمِم: غير معروف      | المُصمِم: غير معروف      |
| العلامة المائية: رأس حصان عربي | العلامة المائية: رأس حصان عربي  | العلامة المائية: رأس حصان عربي  | العلامة المائية: رأس حصان عربي  | الأبعاد (مم): 130 × 65 | الأبعاد (مم): 130 × 65 | الأبعاد (مم): 130 × 65 | الأبعاد (مم): 130 × 65 |
| وصف الوجه الأمامي |                                 |                                 |                                 |                        |                        |                        |                        |
| - الصور والرموز والرسومات: دياب عبد الله فارس أحد أبطال الإنتاج في سوريا وزخارف هندسية ونباتية - اللون: بني وأصفر وبرتقالي وأرجواني - الكتابات: مصرِفُ سُوريّة المركَزي الفئة رقماً بالأرقام الهندية وكتابةً: ليرة سوريّة واحدة تاريخ الإصدار رقماً بالأرقام الهندية بالتقويمين الهجري والميلادي (1383هـ - 1963م) |                                 |                                 |                                 |                        |                        |                        |                        |
| وصف الوجه الخلفي |                                 |                                 |                                 |                        |                        |                        |                        |
| - الصور والرموز والرسومات: نواعير البشريات في حماة وزخارف هندسية ونباتية - اللون: أصفر وبني وأرجواني - الكتابات: (بالإنجليزية: CENTRAL BANK OF SYRIA) الفئة رقماً بالأرقام العربية وكتابة (بالإنجليزية: ONE SYRIAN POUND) تاريخ الإصدار رقماً بالأرقام العربية (1963)                                      |                                 |                                 |                                 |                        |                        |                        |                        |
| صورة الوجه الأمامي | صورة الوجه الخلفي               | مكان وتاريخ الإصدار             | المطبعة                         | التوقيع                | SY                     | SCWPM                  | الملاحظات              |
| |                                 | دمشق 01-01-1963                 | PSPC                            | 17                     | 143                    | Pick# 93a              |                        |
| |                                 | دمشق 01-01-1967                 | PSPC                            | 19                     | 149                    | Pick# 93b              |                        |
| |                                 | دمشق 01-01-1973                 | PSPC                            | 23                     | 157                    | Pick# 93c              |                        |
| |                                 | دمشق 01-09-1978                 | BWC                             | 24                     | 170                    | Pick# 93d              |                        |
| |                                 | دمشق 01-01-1982                 | TDLR                            | 25                     | 177                    | Pick# 93e              |                        |

| ليرة واحدة | ليرة واحدة                      | ليرة واحدة                      | ليرة واحدة                      | ليرة واحدة             | ليرة واحدة             | ليرة واحدة             | ليرة واحدة             |
| الوصف | الوصف                           | الوصف                           | الوصف                           | الوصف                  | الوصف                  | الوصف                  | الوصف                  |
| --- | ------------------------------- | ------------------------------- | ------------------------------- | ---------------------- | ---------------------- | ---------------------- | ---------------------- |
| جهة الإصدار: مصرف سورية المركزي | جهة الإصدار: مصرف سورية المركزي | جهة الإصدار: مصرف سورية المركزي | جهة الإصدار: مصرف سورية المركزي | المُصمِم: غير معروف      | المُصمِم: غير معروف      | المُصمِم: غير معروف      | المُصمِم: غير معروف      |
| العلامة المائية: رأس حصان عربي | العلامة المائية: رأس حصان عربي  | العلامة المائية: رأس حصان عربي  | العلامة المائية: رأس حصان عربي  | الأبعاد (مم): 130 × 65 | الأبعاد (مم): 130 × 65 | الأبعاد (مم): 130 × 65 | الأبعاد (مم): 130 × 65 |
| وصف الوجه الأمامي |                                 |                                 |                                 |                        |                        |                        |                        |
| - الصور والرموز والرسومات: صورة لحرفي ومشهد داخلي للجامع الأموي يشمل قبة الخزنة وجزءً من الواجهة الداخلية ومئذنة عيسى وزخارف هندسية ونباتية - اللون: بني وبرتقالي وأصفر وأخضر - الكتابات: مصرِفُ سُوريّة المركَزي الفئة رقماً بالأرقام الهندية وكتابةً: ليرة سوريّة واحدة تاريخ الإصدار رقماً بالأرقام الهندية بالتقويمين الهجري والميلادي (1397هـ - 1977مم) |                                 |                                 |                                 |                        |                        |                        |                        |
| وصف الوجه الخلفي |                                 |                                 |                                 |                        |                        |                        |                        |
| - الصور والرموز والرسومات: فلاح يقود درّاسة في حقل قمح وزخارف هندسية ونباتية - اللون: بني وبرتقالي - الكتابات: (بالإنجليزية: Central Bank of Syria) الفئة رقماً بالأرقام العربية وكتابةً (بالإنجليزية: One Syrian Pound) التاريخ رقماً بالأرقام العربية (بالإنجليزية: 1977)                                                                            |                                 |                                 |                                 |                        |                        |                        |                        |
| صورة الوجه الأمامي | صورة الوجه الخلفي               | مكان وتاريخ الإصدار             | المطبعة                         | التوقيع                | SY                     | SCWPM                  | الملاحظات              |
| |                                 | دمشق 1977                       | BWC                             | 23                     | 164                    | Pick# 99a              |                        |

#### خمس ليرات
| خمس ليرات | خمس ليرات                       | خمس ليرات                       | خمس ليرات                       | خمس ليرات              | خمس ليرات              | خمس ليرات              | خمس ليرات              |
| الوصف | الوصف                           | الوصف                           | الوصف                           | الوصف                  | الوصف                  | الوصف                  | الوصف                  |
| --- | ------------------------------- | ------------------------------- | ------------------------------- | ---------------------- | ---------------------- | ---------------------- | ---------------------- |
| جهة الإصدار: مصرف سورية المركزي | جهة الإصدار: مصرف سورية المركزي | جهة الإصدار: مصرف سورية المركزي | جهة الإصدار: مصرف سورية المركزي | المُصمِم: غير معروف      | المُصمِم: غير معروف      | المُصمِم: غير معروف      | المُصمِم: غير معروف      |
| العلامة المائية: رأس حصان عربي | العلامة المائية: رأس حصان عربي  | العلامة المائية: رأس حصان عربي  | العلامة المائية: رأس حصان عربي  | الأبعاد (مم): 142 × 70 | الأبعاد (مم): 142 × 70 | الأبعاد (مم): 142 × 70 | الأبعاد (مم): 142 × 70 |
| وصف الوجه الأمامي |                                 |                                 |                                 |                        |                        |                        |                        |
| - الصور والرموز والرسومات: دياب عبد الله فارس بطل انتاج في سوريا وزخارف هندسية ونباتية - اللون: أخضر وأحمر وأرجواني - الكتابات: مصرِفُ سُوريّة المركَزي الفئة رقماً بالأرقام الهندية وكتابةً: خمس ليرات سوريّة تاريخ الإصدار رقماً بالأرقام الهندية بالتقويمين الهجري والميلادي (1383هـ - 1963م) |                                 |                                 |                                 |                        |                        |                        |                        |
| وصف الوجه الخلفي |                                 |                                 |                                 |                        |                        |                        |                        |
| - الصور والرموز والرسومات: مشهد جانبي لواجهة ومدخل قلعة حلب وزخارف هندسية ونباتية - اللون: أخضر - الكتابات: (بالإنجليزية: CENTRAL BANK OF SYRIA) الفئة رقماً بالأرقام العربية وكتابةً (بالإنجليزية: FIVE SYRIAN POUNDS) التاريخ رقماً بالأرقام العربية (بالإنجليزية: 1963)                 |                                 |                                 |                                 |                        |                        |                        |                        |
| صورة الوجه الأمامي | صورة الوجه الخلفي               | مكان وتاريخ الإصدار             | المطبعة                         | التوقيع                | SY                     | SCWPM                  | الملاحظات              |
| |                                 | دمشق 1963                       | PSPC                            | 17                     | 144                    | Pick# 94a              |                        |
| |                                 | دمشق 1967                       | PSPC                            | 19                     | 150                    | Pick# 94b              |                        |
| |                                 | دمشق 1970                       | PSPC                            | 21                     | 153                    | Pick# 94c              |                        |
| |                                 | دمشق 1973                       | PSPC                            | 23                     | 158                    | Pick# 94d              |                        |

| خمس ليرات | خمس ليرات                       | خمس ليرات                       | خمس ليرات                       | خمس ليرات              | خمس ليرات              | خمس ليرات              | خمس ليرات              |
| الوصف | الوصف                           | الوصف                           | الوصف                           | الوصف                  | الوصف                  | الوصف                  | الوصف                  |
| --- | ------------------------------- | ------------------------------- | ------------------------------- | ---------------------- | ---------------------- | ---------------------- | ---------------------- |
| جهة الإصدار: مصرف سورية المركزي | جهة الإصدار: مصرف سورية المركزي | جهة الإصدار: مصرف سورية المركزي | جهة الإصدار: مصرف سورية المركزي | المُصمِم: غير معروف      | المُصمِم: غير معروف      | المُصمِم: غير معروف      | المُصمِم: غير معروف      |
| العلامة المائية: رأس حصان عربي | العلامة المائية: رأس حصان عربي  | العلامة المائية: رأس حصان عربي  | العلامة المائية: رأس حصان عربي  | الأبعاد (مم): 142 × 70 | الأبعاد (مم): 142 × 70 | الأبعاد (مم): 142 × 70 | الأبعاد (مم): 142 × 70 |
| وصف الوجه الأمامي |                                 |                                 |                                 |                        |                        |                        |                        |
| - الصور والرموز والرسومات: مُدرج بُصرى وتمثال مينيرفا وزخارف هندسية ونباتية - اللون: أخضر وأرجواني - الكتابات: مصرِفُ سُوريّة المركَزي الفئة رقماً بالأرقام الهندية وكتابةً: خمس ليرات سوريّة تاريخ الإصدار رقماً بالأرقام الهندية بالتقويمين الهجري والميلادي (1397هـ - 1977م) تعليق على الصورة: مسرح بصرى ومينرڤا - آلهة النصر |                                 |                                 |                                 |                        |                        |                        |                        |
| وصف الوجه الخلفي |                                 |                                 |                                 |                        |                        |                        |                        |
| - الصور والرموز والرسومات: فلاحات في حقل قطن وعامل في معمل غزل وزخارف هندسية ونباتية - اللون: أخضر - الكتابات: (بالإنجليزية: Central Bank of Syria) الفئة رقماً بالأرقام العربية وكتابةً (بالإنجليزية: Five Syrian Pounds) التاريخ رقماً بالأرقام العربية (بالإنجليزية: 1977)                                            |                                 |                                 |                                 |                        |                        |                        |                        |
| صورة الوجه الأمامي | صورة الوجه الخلفي               | مكان وتاريخ الإصدار             | المطبعة                         | التوقيع                | SY                     | SCWPM                  | الملاحظات              |
| |                                 | دمشق 1977                       | BWC                             | 23                     | 165                    | Pick# 100a             |                        |
| |                                 | دمشق 1978                       | BWC                             | 24                     | 171                    | Pick# 100b             |                        |
| |                                 | دمشق 1982                       | TDLR                            | 25                     | 178                    | Pick# 100c             |                        |
| |                                 | دمشق 1988                       | TDLR                            | 27                     | 185                    | Pick# 100d             |                        |
| |                                 | دمشق 1991                       | TDLR                            | 27                     | 191                    | Pick# 100e             |                        |

#### عشر ليرات
| عشر ليرات | عشر ليرات                       | عشر ليرات                       | عشر ليرات                       | عشر ليرات              | عشر ليرات              | عشر ليرات              | عشر ليرات              |
| الوصف | الوصف                           | الوصف                           | الوصف                           | الوصف                  | الوصف                  | الوصف                  | الوصف                  |
| --- | ------------------------------- | ------------------------------- | ------------------------------- | ---------------------- | ---------------------- | ---------------------- | ---------------------- |
| جهة الإصدار: مصرف سورية المركزي | جهة الإصدار: مصرف سورية المركزي | جهة الإصدار: مصرف سورية المركزي | جهة الإصدار: مصرف سورية المركزي | المُصمِم: غير معروف      | المُصمِم: غير معروف      | المُصمِم: غير معروف      | المُصمِم: غير معروف      |
| العلامة المائية: رأس حصان عربي | العلامة المائية: رأس حصان عربي  | العلامة المائية: رأس حصان عربي  | العلامة المائية: رأس حصان عربي  | الأبعاد (مم): 142 × 70 | الأبعاد (مم): 142 × 70 | الأبعاد (مم): 142 × 70 | الأبعاد (مم): 142 × 70 |
| وصف الوجه الأمامي |                                 |                                 |                                 |                        |                        |                        |                        |
| - الصور والرموز والرسومات: دياب عبد الله فارس بطل انتاج في سوريا وزخارف هندسية ونباتية - اللون: أرجواني وأخضر وأحمر وأصفر - الكتابات: مصرِفُ سُوريّة المركَزي الفئة رقماً بالأرقام الهندية وكتابةً: عشر ليرات سوريّة تاريخ الإصدار رقماً بالأرقام الهندية بالتقويمين الهجري والميلادي (1385هـ - 1965م)                                                            |                                 |                                 |                                 |                        |                        |                        |                        |
| وصف الوجه الخلفي |                                 |                                 |                                 |                        |                        |                        |                        |
| - الصور والرموز والرسومات: مئذنة العروس وباحة الجامع الاموي في دمشق حيث تظهر القبب الثلاثة بالترتيب: قبة الخزنة وقبة المؤذنين وقبة الساعات وزخارف هندسية ونباتية - اللون: أرجواني - الكتابات: (بالإنجليزية: CENTRAL BANK OF SYRIA) الفئة رقماً بالأرقام العربية وكتابةً (بالإنجليزية: TEN SYRIAN POUNDS) التاريخ رقماً بالأرقام العربية (بالإنجليزية: 1965) |                                 |                                 |                                 |                        |                        |                        |                        |
| صورة الوجه الأمامي | صورة الوجه الخلفي               | مكان وتاريخ الإصدار             | المطبعة                         | التوقيع                | SY                     | SCWPM                  | الملاحظات              |
| |                                 | دمشق 1965                       | PSPC                            | 18                     | 145                    | Pick# 95a              |                        |
| |                                 | دمشق 1968                       | PSPC                            | 20                     | 151                    | Pick# 95b              |                        |
| |                                 | دمشق 1973                       | PSPC                            | 23                     | 159                    | Pick# 95c              |                        |

| عشر ليرات | عشر ليرات                       | عشر ليرات                       | عشر ليرات                       | عشر ليرات              | عشر ليرات              | عشر ليرات              | عشر ليرات              |
| الوصف | الوصف                           | الوصف                           | الوصف                           | الوصف                  | الوصف                  | الوصف                  | الوصف                  |
| --- | ------------------------------- | ------------------------------- | ------------------------------- | ---------------------- | ---------------------- | ---------------------- | ---------------------- |
| جهة الإصدار: مصرف سورية المركزي | جهة الإصدار: مصرف سورية المركزي | جهة الإصدار: مصرف سورية المركزي | جهة الإصدار: مصرف سورية المركزي | المُصمِم: غير معروف      | المُصمِم: غير معروف      | المُصمِم: غير معروف      | المُصمِم: غير معروف      |
| العلامة المائية: رأس حصان عربي | العلامة المائية: رأس حصان عربي  | العلامة المائية: رأس حصان عربي  | العلامة المائية: رأس حصان عربي  | الأبعاد (مم): 142 × 70 | الأبعاد (مم): 142 × 70 | الأبعاد (مم): 142 × 70 | الأبعاد (مم): 142 × 70 |
| وصف الوجه الأمامي |                                 |                                 |                                 |                        |                        |                        |                        |
| - الصور والرموز والرسومات: باحة قصر العظم ومن الخلف مئذنة عيسى في الجامع الأموي في دمشق وراقصة سماح وزخارف هندسية ونباتية - اللون: أرجواني وأخضر - الكتابات: مصرِفُ سُوريّة المركَزي الفئة رقماً بالأرقام الهندية وكتابةً: عشر ليرات سوريّة تاريخ الإصدار رقماً بالأرقام الهندية بالتقويمين الهجري والميلادي (1397هـ - 1977م) |                                 |                                 |                                 |                        |                        |                        |                        |
| وصف الوجه الخلفي |                                 |                                 |                                 |                        |                        |                        |                        |
| - الصور والرموز والرسومات: زخارف هندسية ونباتية - اللون: أرجواني وأزرق - الكتابات: (بالإنجليزية: Central Bank of Syria) الفئة رقماً بالأرقام العربية وكتابةً (بالإنجليزية: Ten Syrian Pounds) التاريخ رقماً بالأرقام العربية (بالإنجليزية: 1977)                                                                        |                                 |                                 |                                 |                        |                        |                        |                        |
| صورة الوجه الأمامي | صورة الوجه الخلفي               | مكان وتاريخ الإصدار             | المطبعة                         | التوقيع                | SY                     | SCWPM                  | الملاحظات              |
| |                                 | دمشق 1977                       | BWC                             | 23                     | 166                    | Pick# 101a             |                        |
| |                                 | دمشق 1978                       | BWC                             | 24                     | 172                    | Pick# 101b             |                        |
| |                                 | دمشق 1982                       | TDLR                            | 25                     | 179                    | Pick# 101c             |                        |
| |                                 | دمشق 1988                       | TDLR                            | 27                     | 186                    | Pick# 101d             |                        |
| |                                 | دمشق 1991                       | TDLR                            | 27                     | 192                    | Pick# 101e             |                        |

#### خمس وعشرون ليرة
| خمس وعشرون ليرة | خمس وعشرون ليرة                 | خمس وعشرون ليرة                 | خمس وعشرون ليرة                 | خمس وعشرون ليرة        | خمس وعشرون ليرة        | خمس وعشرون ليرة        | خمس وعشرون ليرة        |
| الوصف | الوصف                           | الوصف                           | الوصف                           | الوصف                  | الوصف                  | الوصف                  | الوصف                  |
| --- | ------------------------------- | ------------------------------- | ------------------------------- | ---------------------- | ---------------------- | ---------------------- | ---------------------- |
| جهة الإصدار: مصرف سورية المركزي | جهة الإصدار: مصرف سورية المركزي | جهة الإصدار: مصرف سورية المركزي | جهة الإصدار: مصرف سورية المركزي | المُصمِم: غير معروف      | المُصمِم: غير معروف      | المُصمِم: غير معروف      | المُصمِم: غير معروف      |
| العلامة المائية: رأس حصان عربي | العلامة المائية: رأس حصان عربي  | العلامة المائية: رأس حصان عربي  | العلامة المائية: رأس حصان عربي  | الأبعاد (مم): 155 × 75 | الأبعاد (مم): 155 × 75 | الأبعاد (مم): 155 × 75 | الأبعاد (مم): 155 × 75 |
| وصف الوجه الأمامي |                                 |                                 |                                 |                        |                        |                        |                        |
| - الصور والرموز والرسومات: عامل نسيج وزخارف هندسية ونباتية - اللون: أزرق وأرجواني وبني - الكتابات: مصرِفُ سُوريّة المركَزي الفئة رقماً بالأرقام الهندية وكتابةً: خمس وعشرون ليرة سوريّة تاريخ الإصدار رقماً بالأرقام الهندية بالتقويمين الهجري والميلادي (1386هـ - 1966م) |                                 |                                 |                                 |                        |                        |                        |                        |
| وصف الوجه الخلفي |                                 |                                 |                                 |                        |                        |                        |                        |
| - الصور والرموز والرسومات: مُدرج بُصرى وزخارف هندسية ونباتية - اللون: أزرق وأخضر - الكتابات: (بالإنجليزية: Central Bank of Syria) الفئة رقماً بالأرقام العربية وكتابةً (بالإنجليزية: Twenty Five Syrian Pounds) التاريخ رقماً بالأرقام العربية (بالإنجليزية: 1966)    |                                 |                                 |                                 |                        |                        |                        |                        |
| صورة الوجه الأمامي | صورة الوجه الخلفي               | مكان وتاريخ الإصدار             | المطبعة                         | التوقيع                | SY                     | SCWPM                  | الملاحظات              |
| |                                 | دمشق 1966                       | BWC                             | 19                     | 146                    | Pick# 96a              |                        |
| |                                 | دمشق 1970                       | BWC                             | 21                     | 154                    | Pick# 96b              |                        |
| |                                 | دمشق 1973                       | BWC                             | 23                     | 160                    | Pick# 96c              |                        |

| خمس وعشرون ليرة | خمس وعشرون ليرة                 | خمس وعشرون ليرة                 | خمس وعشرون ليرة                 | خمس وعشرون ليرة        | خمس وعشرون ليرة        | خمس وعشرون ليرة        | خمس وعشرون ليرة        |
| الوصف | الوصف                           | الوصف                           | الوصف                           | الوصف                  | الوصف                  | الوصف                  | الوصف                  |
| --- | ------------------------------- | ------------------------------- | ------------------------------- | ---------------------- | ---------------------- | ---------------------- | ---------------------- |
| جهة الإصدار: مصرف سورية المركزي | جهة الإصدار: مصرف سورية المركزي | جهة الإصدار: مصرف سورية المركزي | جهة الإصدار: مصرف سورية المركزي | المُصمِم: غير معروف      | المُصمِم: غير معروف      | المُصمِم: غير معروف      | المُصمِم: غير معروف      |
| العلامة المائية: رأس حصان عربي | العلامة المائية: رأس حصان عربي  | العلامة المائية: رأس حصان عربي  | العلامة المائية: رأس حصان عربي  | الأبعاد (مم): 155 × 75 | الأبعاد (مم): 155 × 75 | الأبعاد (مم): 155 × 75 | الأبعاد (مم): 155 × 75 |
| وصف الوجه الأمامي |                                 |                                 |                                 |                        |                        |                        |                        |
| - الصور والرموز والرسومات: مشهد جانبي لقلعة الحصن وصورة صلاح الدين وزخارف هندسية ونباتية - اللون: أزرق وأخضر وأرجواني وأصفر - الكتابات: مصرِفُ سُوريّة المركَزي الفئة رقماً بالأرقام الهندية وكتابةً: خمس وعشرون ليرة سوريّة تاريخ الإصدار رقماً بالأرقام الهندية بالتقويمين الهجري والميلادي (1397هـ - 1977م) تعليق على الصورة: قلعة الحصن وصلاح الدين |                                 |                                 |                                 |                        |                        |                        |                        |
| وصف الوجه الخلفي |                                 |                                 |                                 |                        |                        |                        |                        |
| - الصور والرموز والرسومات: مبنى مصرف سورية المركزي في ساحة السبع بحرات في دمشق وزخارف هندسية ونباتية - اللون: أرجواني وأزرق وأصفر وبرتقالي - الكتابات: (بالإنجليزية: Central Bank of Syria) الفئة رقماً بالأرقام العربية وكتابةً (بالإنجليزية: Twenty Five Syrian Pounds) التاريخ رقماً بالأرقام العربية (بالإنجليزية: 1977)                      |                                 |                                 |                                 |                        |                        |                        |                        |
| صورة الوجه الأمامي | صورة الوجه الخلفي               | مكان وتاريخ الإصدار             | المطبعة                         | التوقيع                | SY                     | SCWPM                  | الملاحظات              |
| |                                 | دمشق 1977                       | BWC                             | 23                     | 167                    | Pick# 102a             |                        |
| |                                 | دمشق 1978                       | BWC                             | 24                     | 173                    | Pick# 102b             |                        |
| |                                 | دمشق 1982                       | TDLR                            | 25                     | 180                    | Pick# 102c             |                        |
| |                                 | دمشق 1988                       | TDLR                            | 27                     | 187                    | Pick# 102d             |                        |
| |                                 | دمشق 1991                       | TDLR                            | 27                     | 193                    | Pick# 102e             |                        |

#### خمسون ليرة
| خمسون ليرة | خمسون ليرة                      | خمسون ليرة                      | خمسون ليرة                      | خمسون ليرة             | خمسون ليرة             | خمسون ليرة             | خمسون ليرة             |
| الوصف | الوصف                           | الوصف                           | الوصف                           | الوصف                  | الوصف                  | الوصف                  | الوصف                  |
| --- | ------------------------------- | ------------------------------- | ------------------------------- | ---------------------- | ---------------------- | ---------------------- | ---------------------- |
| جهة الإصدار: مصرف سورية المركزي | جهة الإصدار: مصرف سورية المركزي | جهة الإصدار: مصرف سورية المركزي | جهة الإصدار: مصرف سورية المركزي | المُصمِم: غير معروف      | المُصمِم: غير معروف      | المُصمِم: غير معروف      | المُصمِم: غير معروف      |
| العلامة المائية: رأس حصان عربي | العلامة المائية: رأس حصان عربي  | العلامة المائية: رأس حصان عربي  | العلامة المائية: رأس حصان عربي  | الأبعاد (مم): 155 × 75 | الأبعاد (مم): 155 × 75 | الأبعاد (مم): 155 × 75 | الأبعاد (مم): 155 × 75 |
| وصف الوجه الأمامي |                                 |                                 |                                 |                        |                        |                        |                        |
| - الصور والرموز والرسومات: فلاح يقود درّاسة في حقل قمح وزخارف هندسية ونباتي - اللون: بني وأخضر - الكتابات: مصرِفُ سُوريّة المركَزي الفئة رقماً بالأرقام الهندية وكتابةً: خمسون ليرة سوريّة تاريخ الإصدار رقماً بالأرقام الهندية بالتقويمين الهجري والميلادي (1386هـ - 1966م)                         |                                 |                                 |                                 |                        |                        |                        |                        |
| وصف الوجه الخلفي |                                 |                                 |                                 |                        |                        |                        |                        |
| - الصور والرموز والرسومات: واجهة قصر الحير الغربي في المتحف الوطني بدمشق وزخارف هندسية ونباتية - اللون: بني وأخضر - الكتابات: (بالإنجليزية: Central Bank of Syria) الفئة رقماً بالأرقام العربية وكتابةً (بالإنجليزية: Fifty Syrian Pounds) التاريخ رقماً بالأرقام العربية (بالإنجليزية: 1966) |                                 |                                 |                                 |                        |                        |                        |                        |
| صورة الوجه الأمامي | صورة الوجه الخلفي               | مكان وتاريخ الإصدار             | المطبعة                         | التوقيع                | SY                     | SCWPM                  | الملاحظات              |
| |                                 | دمشق 1966                       | BWC                             | 19                     | 147                    | Pick# 97a              |                        |
| |                                 | دمشق 1970                       | BWC                             | 21                     | 155                    | Pick# 97b              |                        |
| |                                 | دمشق 1973                       | BWC                             | 23                     | 161                    | Pick# 97b              |                        |

| خمسون ليرة | خمسون ليرة                      | خمسون ليرة                      | خمسون ليرة                      | خمسون ليرة             | خمسون ليرة             | خمسون ليرة             | خمسون ليرة             |
| الوصف | الوصف                           | الوصف                           | الوصف                           | الوصف                  | الوصف                  | الوصف                  | الوصف                  |
| --- | ------------------------------- | ------------------------------- | ------------------------------- | ---------------------- | ---------------------- | ---------------------- | ---------------------- |
| جهة الإصدار: مصرف سورية المركزي | جهة الإصدار: مصرف سورية المركزي | جهة الإصدار: مصرف سورية المركزي | جهة الإصدار: مصرف سورية المركزي | المُصمِم: غير معروف      | المُصمِم: غير معروف      | المُصمِم: غير معروف      | المُصمِم: غير معروف      |
| العلامة المائية: رأس حصان عربي | العلامة المائية: رأس حصان عربي  | العلامة المائية: رأس حصان عربي  | العلامة المائية: رأس حصان عربي  | الأبعاد (مم): 155 × 75 | الأبعاد (مم): 155 × 75 | الأبعاد (مم): 155 × 75 | الأبعاد (مم): 155 × 75 |
| وصف الوجه الأمامي |                                 |                                 |                                 |                        |                        |                        |                        |
| - الصور والرموز والرسومات: سد الفرات وتمثال آلهة الينبوع وزخارف هندسية ونباتية - اللون: بني وأخضر وأصفر - الكتابات: مصرِفُ سُوريّة المركَزي الفئة رقماً بالأرقام الهندية وكتابةً: خمسون ليرة سوريّة تاريخ الإصدار رقماً بالأرقام الهندية بالتقويمين الهجري والميلادي (1397هـ - 1977م)                                   |                                 |                                 |                                 |                        |                        |                        |                        |
| وصف الوجه الخلفي |                                 |                                 |                                 |                        |                        |                        |                        |
| - الصور والرموز والرسومات: مشهد جانبي لواجهة ومدخل قلعة حلب وزخارف هندسية ونباتية - اللون: بني - الكتابات: (بالإنجليزية: Central Bank of Syria) الفئة رقماً بالأرقام العربية وكتابةً (بالإنجليزية: Fifty Syrian Pounds) التاريخ رقماً بالأرقام العربية (بالإنجليزية: 1977) تعليق على الصورة:(بالإنجليزية: ALEPPO) |                                 |                                 |                                 |                        |                        |                        |                        |
| صورة الوجه الأمامي | صورة الوجه الخلفي               | مكان وتاريخ الإصدار             | المطبعة                         | التوقيع                | SY                     | SCWPM                  | الملاحظات              |
| |                                 | دمشق 1977                       | BWC                             | 23                     | 168                    | Pick# 103a             |                        |
| |                                 | دمشق 1978                       | BWC                             | 24                     | 174                    | Pick# 103b             |                        |
| |                                 | دمشق 1982                       | TDLR                            | 25                     | 181                    | Pick# 103c             |                        |
| |                                 | دمشق 1988                       | TDLR                            | 27                     | 188                    | Pick# 103d             |                        |
| |                                 | دمشق 1991                       | TDLR                            | 27                     | 194                    | Pick# 103e             |                        |

| خمسون ليرة | خمسون ليرة                      | خمسون ليرة                      | خمسون ليرة                      | خمسون ليرة             | خمسون ليرة             | خمسون ليرة             | خمسون ليرة             |
| الوصف | الوصف                           | الوصف                           | الوصف                           | الوصف                  | الوصف                  | الوصف                  | الوصف                  |
| --- | ------------------------------- | ------------------------------- | ------------------------------- | ---------------------- | ---------------------- | ---------------------- | ---------------------- |
| جهة الإصدار: مصرف سورية المركزي | جهة الإصدار: مصرف سورية المركزي | جهة الإصدار: مصرف سورية المركزي | جهة الإصدار: مصرف سورية المركزي | المُصمِم: غير معروف      | المُصمِم: غير معروف      | المُصمِم: غير معروف      | المُصمِم: غير معروف      |
| العلامة المائية: رأس حصان عربي | العلامة المائية: رأس حصان عربي  | العلامة المائية: رأس حصان عربي  | العلامة المائية: رأس حصان عربي  | الأبعاد (مم): 150 × 75 | الأبعاد (مم): 150 × 75 | الأبعاد (مم): 150 × 75 | الأبعاد (مم): 150 × 75 |
| وصف الوجه الأمامي |                                 |                                 |                                 |                        |                        |                        |                        |
| - الصور والرموز والرسومات: نواعير حماة ومشهد جانبي لواجهة ومدخل قلعة حلب وزخارف هندسية ونباتية - اللون: بني وأخضر وبرتقالي وأرجواني - الكتابات: صرِفُ سُوريّة المركَزي الفئة رقماً بالأرقام الهندية وكتابةً: خمسون ليرة سوريَّة تاريخ الإصدار رقماً بالأرقام الهندية بالتقويمين الهجري والميلادي (1419هـ - 1998م) |                                 |                                 |                                 |                        |                        |                        |                        |
| وصف الوجه الخلفي |                                 |                                 |                                 |                        |                        |                        |                        |
| - الصور والرموز والرسومات: - اللون: بني وأخضر وبرتقالي - الكتابات: (بالإنجليزية: CENTRAL BANK OF SYRIA) الفئة رقماً بالأرقام العربية وكتابةً (بالإنجليزية: FIFTY SYRIAN POUNDS) التاريخ رقماً بالأرقام العربية (بالإنجليزية: 1998)                                                                         |                                 |                                 |                                 |                        |                        |                        |                        |
| صورة الوجه الأمامي | صورة الوجه الخلفي               | مكان وتاريخ الإصدار             | المطبعة                         | التوقيع                | SY                     | SCWPM                  | الملاحظات              |
| |                                 | دمشق 1998                       | BABN                            | 28                     | 198                    | Pick# 107              |                        |

| خمسون ليرة | خمسون ليرة                      | خمسون ليرة                      | خمسون ليرة                      | خمسون ليرة             | خمسون ليرة             | خمسون ليرة             | خمسون ليرة             |
| الوصف | الوصف                           | الوصف                           | الوصف                           | الوصف                  | الوصف                  | الوصف                  | الوصف                  |
| --- | ------------------------------- | ------------------------------- | ------------------------------- | ---------------------- | ---------------------- | ---------------------- | ---------------------- |
| جهة الإصدار: مصرف سورية المركزي | جهة الإصدار: مصرف سورية المركزي | جهة الإصدار: مصرف سورية المركزي | جهة الإصدار: مصرف سورية المركزي | المُصمِم: روبيرت كالينا  | المُصمِم: روبيرت كالينا  | المُصمِم: روبيرت كالينا  | المُصمِم: روبيرت كالينا  |
| العلامة المائية: رأس حصان عربي | العلامة المائية: رأس حصان عربي  | العلامة المائية: رأس حصان عربي  | العلامة المائية: رأس حصان عربي  | الأبعاد (مم): 135 × 65 | الأبعاد (مم): 135 × 65 | الأبعاد (مم): 135 × 65 | الأبعاد (مم): 135 × 65 |
| وصف الوجه الأمامي |                                 |                                 |                                 |                        |                        |                        |                        |
| - الصور والرموز والرسومات: - اللون: أزرق وأصفر وبني وبرتقالي - الكتابات: مصرِفُ سُوريّة المركَزي الفئة رقماً بالأرقام الهندية وكتابةً: خمسون ليرة سوريَّة تاريخ الإصدار رقماً بالأرقام الهندية بالتقويمين الهجري والميلادي (1430هـ - 2009م) |                                 |                                 |                                 |                        |                        |                        |                        |
| وصف الوجه الخلفي |                                 |                                 |                                 |                        |                        |                        |                        |
| - الصور والرموز والرسومات: - اللون: أزرق وأصفر وبني - الكتابات: (بالإنجليزية: CENTRAL BANK OF SYRIA) الفئة رقماً بالأرقام العربية وكتابةً (بالإنجليزية: FIFTY SYRIAN POUNDS) التاريخ رقماً بالأرقام العربية (بالإنجليزية: 2009)      |                                 |                                 |                                 |                        |                        |                        |                        |
| صورة الوجه الأمامي | صورة الوجه الخلفي               | مكان وتاريخ الإصدار             | المطبعة                         | التوقيع                | SY                     | SCWPM                  | الملاحظات              |
| [[ملف:\|60بك]] |                                 | دمشق 2009                       | OEBS                            | 29                     | 201                    | Pick# 112              |                        |

#### مئة ليرة
| مئة ليرة | مئة ليرة                        | مئة ليرة                        | مئة ليرة                        | مئة ليرة               | مئة ليرة               | مئة ليرة               | مئة ليرة               |
| الوصف | الوصف                           | الوصف                           | الوصف                           | الوصف                  | الوصف                  | الوصف                  | الوصف                  |
| --- | ------------------------------- | ------------------------------- | ------------------------------- | ---------------------- | ---------------------- | ---------------------- | ---------------------- |
| جهة الإصدار: مصرف سورية المركزي | جهة الإصدار: مصرف سورية المركزي | جهة الإصدار: مصرف سورية المركزي | جهة الإصدار: مصرف سورية المركزي | المُصمِم: غير معروف      | المُصمِم: غير معروف      | المُصمِم: غير معروف      | المُصمِم: غير معروف      |
| العلامة المائية: رأس حصان عربي | العلامة المائية: رأس حصان عربي  | العلامة المائية: رأس حصان عربي  | العلامة المائية: رأس حصان عربي  | الأبعاد (مم): 167 × 80 | الأبعاد (مم): 167 × 80 | الأبعاد (مم): 167 × 80 | الأبعاد (مم): 167 × 80 |
| وصف الوجه الأمامي |                                 |                                 |                                 |                        |                        |                        |                        |
| - الصور والرموز والرسومات: صوامع الحبوب في اللاذقية وزخارف هندسية ونباتية - اللون: أزرق وأخضر وأصفر - الكتابات: مصرِفُ سُوريّة المركَزي الفئة رقماً بالأرقام الهندية وكتابةً: مائة ليرة سوريّة تاريخ الإصدار رقماً بالأرقام الهندية بالتقويمين الهجري والميلادي (1386هـ - 1966م) |                                 |                                 |                                 |                        |                        |                        |                        |
| وصف الوجه الخلفي |                                 |                                 |                                 |                        |                        |                        |                        |
| - الصور والرموز والرسومات: زخارف هندسية ونباتية - اللون: أرجواني وأصفر - الكتابات: (بالإنجليزية: Central Bank of Syria) الفئة رقماً بالأرقام العربية وكتابةً (بالإنجليزية: ONE HUNDRED SYRIAN POUNDS) التاريخ رقماً بالأرقام العربية (بالإنجليزية: 1966)                   |                                 |                                 |                                 |                        |                        |                        |                        |
| صورة الوجه الأمامي | صورة الوجه الخلفي               | مكان وتاريخ الإصدار             | المطبعة                         | التوقيع                | SY                     | SCWPM                  | الملاحظات              |
| |                                 | دمشق 1966                       | BWC                             | 19                     | 148                    | Pick# 98a              |                        |
| |                                 | دمشق 1968                       | BWC                             | 20                     | 152                    | Pick# 98b              |                        |
| |                                 | دمشق 1971                       | BWC                             | 22                     | 156                    | Pick# 98c              |                        |
| |                                 | دمشق 1974                       | BWC                             | 23                     | 162                    | Pick# 98d              |                        |

| مئة ليرة | مئة ليرة                        | مئة ليرة                        | مئة ليرة                        | مئة ليرة               | مئة ليرة               | مئة ليرة               | مئة ليرة               |
| الوصف | الوصف                           | الوصف                           | الوصف                           | الوصف                  | الوصف                  | الوصف                  | الوصف                  |
| --- | ------------------------------- | ------------------------------- | ------------------------------- | ---------------------- | ---------------------- | ---------------------- | ---------------------- |
| جهة الإصدار: مصرف سورية المركزي | جهة الإصدار: مصرف سورية المركزي | جهة الإصدار: مصرف سورية المركزي | جهة الإصدار: مصرف سورية المركزي | المُصمِم: غير معروف      | المُصمِم: غير معروف      | المُصمِم: غير معروف      | المُصمِم: غير معروف      |
| العلامة المائية: رأس حصان عربي | العلامة المائية: رأس حصان عربي  | العلامة المائية: رأس حصان عربي  | العلامة المائية: رأس حصان عربي  | الأبعاد (مم): 167 × 80 | الأبعاد (مم): 167 × 80 | الأبعاد (مم): 167 × 80 | الأبعاد (مم): 167 × 80 |
| وصف الوجه الأمامي |                                 |                                 |                                 |                        |                        |                        |                        |
| - الصور والرموز والرسومات: زنوبيا وتدمر وزخارف هندسية ونباتية - اللون: أزرق وأخضر وبني - الكتابات: مصرِفُ سُوريّة المركَزي الفئة رقماً بالأرقام الهندية وكتابةً: مائة ليرة سوريّة تاريخ الإصدار رقماً بالأرقام الهندية بالتقويمين الهجري والميلادي (1397هـ - 1977م)                                                                     |                                 |                                 |                                 |                        |                        |                        |                        |
| وصف الوجه الخلفي |                                 |                                 |                                 |                        |                        |                        |                        |
| - الصور والرموز والرسومات: صوامع الحبوب في اللاذقية وزخارف هندسية ونباتية - اللون: أزرق وأخضر - الكتابات: (بالإنجليزية: Central Bank of Syria) الفئة رقماً بالأرقام العربية وكتابةً (بالإنجليزية: Fifty Syrian Pounds) التاريخ رقماً بالأرقام العربية (بالإنجليزية: 1977) تعليق على الصورة:(بالإنجليزية: GRAIN SILOS AT LATTAKIA) |                                 |                                 |                                 |                        |                        |                        |                        |
| صورة الوجه الأمامي | صورة الوجه الخلفي               | مكان وتاريخ الإصدار             | المطبعة                         | التوقيع                | SY                     | SCWPM                  | الملاحظات              |
| |                                 | دمشق 1977                       | BWC                             | 23                     | 169                    | Pick# 104a             |                        |
| |                                 | دمشق 1978                       | BWC                             | 24                     | 175                    | Pick# 104b             |                        |
| |                                 | دمشق 1982                       | TDLR                            | 25                     | 182                    | Pick# 104c             |                        |
| |                                 | دمشق 1990                       | TDLR                            | 27                     | 189                    | Pick# 104d             |                        |

| مئة ليرة | مئة ليرة                        | مئة ليرة                        | مئة ليرة                        | مئة ليرة               | مئة ليرة               | مئة ليرة               | مئة ليرة               |
| الوصف | الوصف                           | الوصف                           | الوصف                           | الوصف                  | الوصف                  | الوصف                  | الوصف                  |
| --- | ------------------------------- | ------------------------------- | ------------------------------- | ---------------------- | ---------------------- | ---------------------- | ---------------------- |
| جهة الإصدار: مصرف سورية المركزي | جهة الإصدار: مصرف سورية المركزي | جهة الإصدار: مصرف سورية المركزي | جهة الإصدار: مصرف سورية المركزي | المُصمِم: غير معروف      | المُصمِم: غير معروف      | المُصمِم: غير معروف      | المُصمِم: غير معروف      |
| العلامة المائية: رأس حصان عربي | العلامة المائية: رأس حصان عربي  | العلامة المائية: رأس حصان عربي  | العلامة المائية: رأس حصان عربي  | الأبعاد (مم): 155 × 75 | الأبعاد (مم): 155 × 75 | الأبعاد (مم): 155 × 75 | الأبعاد (مم): 155 × 75 |
| وصف الوجه الأمامي |                                 |                                 |                                 |                        |                        |                        |                        |
| - الصور والرموز والرسومات: مسرح بصرى وصورة لفيليب العربي وزخارف هندسية ونباتية - اللون: أزرق وبرتقالي وأرجواني - الكتابات: مصرِفُ سُوريّة المركَزي الفئة رقماً بالأرقام الهندية وكتابةً:مِئة ليرة سُوريَّة تاريخ الإصدار رقماً بالأرقام الهندية بالتقويمين الهجري والميلادي (1418هـ - 1998م) تعليق على الصورة: مسرح بصرى وفيليب العربي |                                 |                                 |                                 |                        |                        |                        |                        |
| وصف الوجه الخلفي |                                 |                                 |                                 |                        |                        |                        |                        |
| - الصور والرموز والرسومات: واجهة مبنى محطة الحجاز وزخارف هندسية ونباتية - اللون: أزرق وبرتقالي وأرجواني - الكتابات: (بالإنجليزية: CENTRAL BANK OF SYRIA) الفئة رقماً بالأرقام العربية وكتابةً (بالإنجليزية: ONE HUNDRED SYRIAN POUNDS) التاريخ رقماً بالأرقام العربية (بالإنجليزية: 1998)                                     |                                 |                                 |                                 |                        |                        |                        |                        |
| صورة الوجه الأمامي | صورة الوجه الخلفي               | مكان وتاريخ الإصدار             | المطبعة                         | التوقيع                | SY                     | SCWPM                  | الملاحظات              |
| |                                 | دمشق 1998                       | BABN                            | 28                     | 199                    | Pick# 108              |                        |

| مئة ليرة | مئة ليرة                        | مئة ليرة                        | مئة ليرة                        | مئة ليرة               | مئة ليرة               | مئة ليرة               | مئة ليرة               |
| الوصف | الوصف                           | الوصف                           | الوصف                           | الوصف                  | الوصف                  | الوصف                  | الوصف                  |
| --- | ------------------------------- | ------------------------------- | ------------------------------- | ---------------------- | ---------------------- | ---------------------- | ---------------------- |
| جهة الإصدار: مصرف سورية المركزي | جهة الإصدار: مصرف سورية المركزي | جهة الإصدار: مصرف سورية المركزي | جهة الإصدار: مصرف سورية المركزي | المُصمِم: روبيرت كالينا  | المُصمِم: روبيرت كالينا  | المُصمِم: روبيرت كالينا  | المُصمِم: روبيرت كالينا  |
| العلامة المائية: رأس حصان عربي | العلامة المائية: رأس حصان عربي  | العلامة المائية: رأس حصان عربي  | العلامة المائية: رأس حصان عربي  | الأبعاد (مم): 140 × 65 | الأبعاد (مم): 140 × 65 | الأبعاد (مم): 140 × 65 | الأبعاد (مم): 140 × 65 |
| وصف الوجه الأمامي |                                 |                                 |                                 |                        |                        |                        |                        |
| - الصور والرموز والرسومات: مسرح بصرى وزخارف هندسية ونباتية - اللون: أحمر وبني وأزرق - الكتابات: مصرِفُ سُوريّة المركَزي الفئة رقماً بالأرقام الهندية وكتابةً:مِئة ليرة سُوريَّة تاريخ الإصدار رقماً بالأرقام الهندية بالتقويمين الهجري والميلادي (1430هـ - 2009م)                                                                                |                                 |                                 |                                 |                        |                        |                        |                        |
| وصف الوجه الخلفي |                                 |                                 |                                 |                        |                        |                        |                        |
| - الصور والرموز والرسومات: مبنى مصرف سورية المركزي في دمشق وقبة الخزنة في الجامع الأموي في دمشق وزخارف هندسية ونباتية نباتية - اللون: أحمر وبني وأزرق - الكتابات: (بالإنجليزية: CENTRAL BANK OF SYRIA) الفئة رقماً بالأرقام العربية وكتابةً (بالإنجليزية: ONE HUNDRED SYRIAN POUNDS) التاريخ رقماً بالأرقام العربية (بالإنجليزية: 2009) |                                 |                                 |                                 |                        |                        |                        |                        |
| صورة الوجه الأمامي | صورة الوجه الخلفي               | مكان وتاريخ الإصدار             | المطبعة                         | التوقيع                | SY                     | SCWPM                  | الملاحظات              |
| |                                 | دمشق 2009                       | OEBS                            | 29                     | 202                    | Pick# 113              |                        |
| |                                 | دمشق 2019                       | FGU                             | 32                     | Non                    | Non                    |                        |

#### مئتا ليرة
| مئتا ليرة | مئتا ليرة                       | مئتا ليرة                       | مئتا ليرة                       | مئتا ليرة              | مئتا ليرة              | مئتا ليرة              | مئتا ليرة              |
| الوصف | الوصف                           | الوصف                           | الوصف                           | الوصف                  | الوصف                  | الوصف                  | الوصف                  |
| --- | ------------------------------- | ------------------------------- | ------------------------------- | ---------------------- | ---------------------- | ---------------------- | ---------------------- |
| جهة الإصدار: مصرف سورية المركزي | جهة الإصدار: مصرف سورية المركزي | جهة الإصدار: مصرف سورية المركزي | جهة الإصدار: مصرف سورية المركزي | المُصمِم: غير معروف      | المُصمِم: غير معروف      | المُصمِم: غير معروف      | المُصمِم: غير معروف      |
| العلامة المائية: رأس حصان عربي | العلامة المائية: رأس حصان عربي  | العلامة المائية: رأس حصان عربي  | العلامة المائية: رأس حصان عربي  | الأبعاد (مم): 160 × 75 | الأبعاد (مم): 160 × 75 | الأبعاد (مم): 160 × 75 | الأبعاد (مم): 160 × 75 |
| وصف الوجه الأمامي |                                 |                                 |                                 |                        |                        |                        |                        |
| - الصور والرموز والرسومات: نصب صلاح الدين الأيوبي ونصب الجندي المجهول وزخارف هندسية ونباتية - اللون: أحمر وبني وبرتقالي - الكتابات: مصرِفُ سُوريّة المركَزي الفئة رقماً بالأرقام الهندية وكتابةً:مئتا ليرة سوريَة تاريخ الإصدار رقماً بالأرقام الهندية بالتقويمين الهجري والميلادي (1418هـ - 1997م) تعليق على الصورة: نصب صلاح الدين الأيوبي وضريح الجندي المجهول |                                 |                                 |                                 |                        |                        |                        |                        |
| وصف الوجه الخلفي |                                 |                                 |                                 |                        |                        |                        |                        |
| - الصور والرموز والرسومات: مقاطع مصورة لصناعة الغزل والنسيج وزخارف هندسية ونباتية - اللون: أرجواني وبني وبرتقالي - الكتابات: (بالإنجليزية: CENTRAL BANK OF SYRIA) الفئة رقماً بالأرقام العربية وكتابةً (بالإنجليزية: TWO HUNDRED SYRIAN POUNDS) التاريخ رقماً بالأرقام العربية (بالإنجليزية: 1997)                                                          |                                 |                                 |                                 |                        |                        |                        |                        |
| صورة الوجه الأمامي | صورة الوجه الخلفي               | مكان وتاريخ الإصدار             | المطبعة                         | التوقيع                | SY                     | SCWPM                  | الملاحظات              |
| |                                 | دمشق 1997                       | DLR                             | 28                     | 196                    | Pick# 109              |                        |

| مئتا ليرة | مئتا ليرة                       | مئتا ليرة                       | مئتا ليرة                       | مئتا ليرة              | مئتا ليرة              | مئتا ليرة              | مئتا ليرة              |
| الوصف | الوصف                           | الوصف                           | الوصف                           | الوصف                  | الوصف                  | الوصف                  | الوصف                  |
| --- | ------------------------------- | ------------------------------- | ------------------------------- | ---------------------- | ---------------------- | ---------------------- | ---------------------- |
| جهة الإصدار: مصرف سورية المركزي | جهة الإصدار: مصرف سورية المركزي | جهة الإصدار: مصرف سورية المركزي | جهة الإصدار: مصرف سورية المركزي | المُصمِم: روبير كالينا   | المُصمِم: روبير كالينا   | المُصمِم: روبير كالينا   | المُصمِم: روبير كالينا   |
| العلامة المائية: رأس حصان عربي | العلامة المائية: رأس حصان عربي  | العلامة المائية: رأس حصان عربي  | العلامة المائية: رأس حصان عربي  | الأبعاد (مم): 145 × 65 | الأبعاد (مم): 145 × 65 | الأبعاد (مم): 145 × 65 | الأبعاد (مم): 145 × 65 |
| وصف الوجه الأمامي |                                 |                                 |                                 |                        |                        |                        |                        |
| - الصور والرموز والرسومات: نواعير حماة وزخارف هندسية ونباتية - اللون: بني وأزرق وأخضر - الكتابات: مصرِفُ سُوريّة المركَزي الفئة رقماً بالأرقام الهندية وكتابةً: مئتا ليرة سوريَة تاريخ الإصدار رقماً بالأرقام الهندية بالتقويمين الهجري والميلادي (1430هـ - 2009م) |                                 |                                 |                                 |                        |                        |                        |                        |
| وصف الوجه الخلفي |                                 |                                 |                                 |                        |                        |                        |                        |
| - الصور والرموز والرسومات: زخارف هندسية ونباتية - اللون: بني - الكتابات: (بالإنجليزية: CENTRAL BANK OF SYRIA) الفئة رقماً بالأرقام العربية وكتابةً (بالإنجليزية: TWO HUNDRED SYRIAN POUNDS) التاريخ رقماً بالأرقام العربية (بالإنجليزية: 2009)               |                                 |                                 |                                 |                        |                        |                        |                        |
| صورة الوجه الأمامي | صورة الوجه الخلفي               | مكان وتاريخ الإصدار             | المطبعة                         | التوقيع                | SY                     | SCWPM                  | الملاحظات              |
| |                                 | دمشق 2009                       | OEBS                            | 29                     | 203                    | Pick# 114              |                        |

#### خمسمائة ليرة
| خمسمائة ليرة | خمسمائة ليرة                    | خمسمائة ليرة                    | خمسمائة ليرة                    | خمسمائة ليرة           | خمسمائة ليرة           | خمسمائة ليرة           | خمسمائة ليرة           |
| الوصف | الوصف                           | الوصف                           | الوصف                           | الوصف                  | الوصف                  | الوصف                  | الوصف                  |
| --- | ------------------------------- | ------------------------------- | ------------------------------- | ---------------------- | ---------------------- | ---------------------- | ---------------------- |
| جهة الإصدار: مصرف سورية المركزي | جهة الإصدار: مصرف سورية المركزي | جهة الإصدار: مصرف سورية المركزي | جهة الإصدار: مصرف سورية المركزي | المُصمِم:                | المُصمِم:                | المُصمِم:                | المُصمِم:                |
| العلامة المائية: رأس حصان عربي | العلامة المائية: رأس حصان عربي  | العلامة المائية: رأس حصان عربي  | العلامة المائية: رأس حصان عربي  | الأبعاد (مم): 180 × 85 | الأبعاد (مم): 180 × 85 | الأبعاد (مم): 180 × 85 | الأبعاد (مم): 180 × 85 |
| وصف الوجه الأمامي |                                 |                                 |                                 |                        |                        |                        |                        |
| - الصور والرموز والرسومات: منحوت من العاج لأمير من أوغاريت - الإلهة عشتار ترضع رجلين من أوغاريت وزخارف هندسية ونباتية - اللون: رمادي وأزرق - الكتابات: مصرِفُ سُوريّة المركَزي الفئة رقماً بالأرقام الهندية وكتابةً: خمسمائة ليرة سوريّة تاريخ الإصدار رقماً بالأرقام الهندية بالتقويمين الهجري والميلادي (1396هـ - 1976م) |                                 |                                 |                                 |                        |                        |                        |                        |
| وصف الوجه الخلفي |                                 |                                 |                                 |                        |                        |                        |                        |
| - الصور والرموز والرسومات: زخارف هندسية ونباتية - اللون: رمادي - الكتابات: (بالإنجليزية: CENTRAL BANK OF SYRIA) الفئة رقماً بالأرقام العربية وكتابة (بالإنجليزية: FIVE HUNDRED SYRIAN POUNDS) تاريخ الإصدار رقماً بالأرقام العربية (1976)                                                                           |                                 |                                 |                                 |                        |                        |                        |                        |
| صورة الوجه الأمامي | صورة الوجه الخلفي               | مكان وتاريخ الإصدار             | المطبعة                         | التوقيع                | SY                     | SCWPM                  | الملاحظات              |
| |                                 | دمشق 1976                       | JEZ                             | 23                     | 163                    | Pick# 105a             |                        |
| |                                 | دمشق 1979                       | JEZ                             | 24                     | 176                    | Pick# 105b             |                        |
| |                                 | دمشق 1982                       | TDLR                            | 25                     | 183                    | Pick# 105c             |                        |
| |                                 | دمشق 1986                       | TDLR                            | 26                     | 184                    | Pick# 105d             |                        |
| |                                 | دمشق 1990                       | TDLR                            | 27                     | 190                    | Pick# 105e             |                        |
| |                                 | دمشق 1992                       | TDLR                            | 27                     | 195                    | Pick# 105f             |                        |

| خمسمائة ليرة | خمسمائة ليرة                    | خمسمائة ليرة                    | خمسمائة ليرة                    | خمسمائة ليرة           | خمسمائة ليرة           | خمسمائة ليرة           | خمسمائة ليرة           |
| الوصف | الوصف                           | الوصف                           | الوصف                           | الوصف                  | الوصف                  | الوصف                  | الوصف                  |
| --- | ------------------------------- | ------------------------------- | ------------------------------- | ---------------------- | ---------------------- | ---------------------- | ---------------------- |
| جهة الإصدار: مصرف سورية المركزي | جهة الإصدار: مصرف سورية المركزي | جهة الإصدار: مصرف سورية المركزي | جهة الإصدار: مصرف سورية المركزي | المُصمِم: غير معروف      | المُصمِم: غير معروف      | المُصمِم: غير معروف      | المُصمِم: غير معروف      |
| العلامة المائية: رأس حصان عربي | العلامة المائية: رأس حصان عربي  | العلامة المائية: رأس حصان عربي  | العلامة المائية: رأس حصان عربي  | الأبعاد (مم): 165 × 75 | الأبعاد (مم): 165 × 75 | الأبعاد (مم): 165 × 75 | الأبعاد (مم): 165 × 75 |
| وصف الوجه الأمامي |                                 |                                 |                                 |                        |                        |                        |                        |
| - الصور والرموز والرسومات: زنوبيا ومسرح تدمر وآثار تدمر وزخارف هندسية ونباتية - اللون: بني وأزرق وأخضر - الكتابات: مصرِفُ سُوريّة المركَزي الفئة رقماً بالأرقام الهندية وكتابةً: خمسمائة ليرة سوريَة تاريخ الإصدار رقماً بالأرقام الهندية بالتقويمين الهجري والميلادي (1419هـ - 1998م) تعليق على الصورة: زنوبيا وتدمر |                                 |                                 |                                 |                        |                        |                        |                        |
| وصف الوجه الخلفي |                                 |                                 |                                 |                        |                        |                        |                        |
| - الصور والرموز والرسومات: سد الفرات وزخارف هندسية ونباتية - اللون: بني - الكتابات: (بالإنجليزية: CENTRAL BANK OF SYRIA) الفئة رقماً بالأرقام العربية وكتابةً (بالإنجليزية: FIVE HUNDRED SYRIAN POUNDS) التاريخ رقماً بالأرقام العربية (بالإنجليزية: 1998)                                                      |                                 |                                 |                                 |                        |                        |                        |                        |
| صورة الوجه الأمامي | صورة الوجه الخلفي               | مكان وتاريخ الإصدار             | المطبعة                         | التوقيع                | SY                     | SCWPM                  | الملاحظات              |
| |                                 | دمشق 1998                       | G&D                             | 28                     | 200                    | Pick# 110a             |                        |

| خمسمائة ليرة | خمسمائة ليرة                        | خمسمائة ليرة                        | خمسمائة ليرة                        | خمسمائة ليرة           | خمسمائة ليرة           | خمسمائة ليرة           | خمسمائة ليرة           |
| الوصف | الوصف                               | الوصف                               | الوصف                               | الوصف                  | الوصف                  | الوصف                  | الوصف                  |
| --- | ----------------------------------- | ----------------------------------- | ----------------------------------- | ---------------------- | ---------------------- | ---------------------- | ---------------------- |
| جهة الإصدار: مصرف سورية المركزي | جهة الإصدار: مصرف سورية المركزي     | جهة الإصدار: مصرف سورية المركزي     | جهة الإصدار: مصرف سورية المركزي     | المُصمِم: روبيرت كالينا  | المُصمِم: روبيرت كالينا  | المُصمِم: روبيرت كالينا  | المُصمِم: روبيرت كالينا  |
| العلامة المائية: شعار العقاب السوري | العلامة المائية: شعار العقاب السوري | العلامة المائية: شعار العقاب السوري | العلامة المائية: شعار العقاب السوري | الأبعاد (مم): 150 × 65 | الأبعاد (مم): 150 × 65 | الأبعاد (مم): 150 × 65 | الأبعاد (مم): 150 × 65 |
| وصف الوجه الأمامي |                                     |                                     |                                     |                        |                        |                        |                        |
| - الصور والرموز والرسومات: مبنى دار أوبرا دمشق وزخارف هندسية ونباتية - اللون: أزرق وبني - الكتابات: مصرِفُ سُوريّة المركَزي الفئة رقماً بالأرقام الهندية وكتابةً: خمسمائة ليرة سوريَة تاريخ الإصدار رقماً بالأرقام الهندية بالتقويمين الهجري والميلادي (1434هـ - 2013م)                                                                                                  |                                     |                                     |                                     |                        |                        |                        |                        |
| وصف الوجه الخلفي |                                     |                                     |                                     |                        |                        |                        |                        |
| - الصور والرموز والرسومات: لوحة النساء العازفات (فسيفساء) وزخارف هندسية ونباتية - اللون: أزرق وبني - الكتابات: (بالإنجليزية: CENTRAL BANK OF SYRIA) الفئة رقماً بالأرقام العربية وكتابةً (بالإنجليزية: FIVE HUNDRED SYRIAN POUNDS) التاريخ رقماً بالأرقام العربية (بالإنجليزية: 2013) تعليق على الصورة: النوطة الموسيقية الأولى (بالإنجليزية: OLDEST MUSICAL NOTE) |                                     |                                     |                                     |                        |                        |                        |                        |
| صورة الوجه الأمامي | صورة الوجه الخلفي                   | مكان وتاريخ الإصدار                 | المطبعة                             | التوقيع                | SY                     | SCWPM                  | الملاحظات              |
| |                                     | دمشق 2013                           | FGU                                 | 30                     | Non                    | Pick# 115              |                        |

#### ألف ليرة
| ألف ليرة | ألف ليرة                        | ألف ليرة                        | ألف ليرة                        | ألف ليرة               | ألف ليرة               | ألف ليرة               | ألف ليرة               |
| الوصف | الوصف                           | الوصف                           | الوصف                           | الوصف                  | الوصف                  | الوصف                  | الوصف                  |
| --- | ------------------------------- | ------------------------------- | ------------------------------- | ---------------------- | ---------------------- | ---------------------- | ---------------------- |
| جهة الإصدار: مصرف سورية المركزي | جهة الإصدار: مصرف سورية المركزي | جهة الإصدار: مصرف سورية المركزي | جهة الإصدار: مصرف سورية المركزي | المُصمِم: غير معروف      | المُصمِم: غير معروف      | المُصمِم: غير معروف      | المُصمِم: غير معروف      |
| العلامة المائية: حافظ الأسد | العلامة المائية: حافظ الأسد     | العلامة المائية: حافظ الأسد     | العلامة المائية: حافظ الأسد     | الأبعاد (مم): 170 × 75 | الأبعاد (مم): 170 × 75 | الأبعاد (مم): 170 × 75 | الأبعاد (مم): 170 × 75 |
| وصف الوجه الأمامي |                                 |                                 |                                 |                        |                        |                        |                        |
| - الصور والرموز والرسومات: صورة حافظ الأسد وواجهة الجامع الاموي في دمشق وزخارف هندسية ونباتية - اللون: أخضر وأصفر وبني - الكتابات: مصرِفُ سُوريّة المركَزي الفئة رقماً بالأرقام الهندية وكتابةً: ألف ليرة سوريّة تاريخ الإصدار رقماً بالأرقام الهندية بالتقويمين الهجري والميلادي (1418هـ - 1997م) تعليق على الصورة: الدينار العربي الأول ورقم من ايبلا |                                 |                                 |                                 |                        |                        |                        |                        |
| وصف الوجه الخلفي |                                 |                                 |                                 |                        |                        |                        |                        |
| - الصور والرموز والرسومات: زخارف هندسية ونباتية - اللون: أخضر وأصفر وبني - الكتابات: (بالإنجليزية: CENTRAL BANK OF SYRIA) الفئة رقماً بالأرقام العربية وكتابةً (بالإنجليزية: ONE THOUSAND SYRIAN POUNDS) التاريخ رقماً بالأرقام العربية (بالإنجليزية: 1997)                                                                                       |                                 |                                 |                                 |                        |                        |                        |                        |
| صورة الوجه الأمامي | صورة الوجه الخلفي               | مكان وتاريخ الإصدار             | المطبعة                         | التوقيع                | SY                     | SCWPM                  | الملاحظات              |
| |                                 | دمشق 1997                       | FGU                             | 28                     |                        |                        |                        |

| ألف ليرة | ألف ليرة                            | ألف ليرة                            | ألف ليرة                            | ألف ليرة               | ألف ليرة               | ألف ليرة               | ألف ليرة               |
| الوصف | الوصف                               | الوصف                               | الوصف                               | الوصف                  | الوصف                  | الوصف                  | الوصف                  |
| --- | ----------------------------------- | ----------------------------------- | ----------------------------------- | ---------------------- | ---------------------- | ---------------------- | ---------------------- |
| جهة الإصدار: مصرف سورية المركزي | جهة الإصدار: مصرف سورية المركزي     | جهة الإصدار: مصرف سورية المركزي     | جهة الإصدار: مصرف سورية المركزي     | المُصمِم: روبيرت كالينا  | المُصمِم: روبيرت كالينا  | المُصمِم: روبيرت كالينا  | المُصمِم: روبيرت كالينا  |
| العلامة المائية: شعار العقاب السوري | العلامة المائية: شعار العقاب السوري | العلامة المائية: شعار العقاب السوري | العلامة المائية: شعار العقاب السوري | الأبعاد (مم): 155 × 65 | الأبعاد (مم): 155 × 65 | الأبعاد (مم): 155 × 65 | الأبعاد (مم): 155 × 65 |
| وصف الوجه الأمامي |                                     |                                     |                                     |                        |                        |                        |                        |
| - الصور والرموز والرسومات: مُدرج بُصرى وزخارف هندسية ونباتية - اللون: أخضر وأصفر وبني - الكتابات: ألفُ ليْرة سُوريّة تاريخ الإصدار رقماً بالأرقام الهندية بالتقويمين الهجري والميلادي (1435هـ - 2013م) تعليق على الصورة: مدرج بُصرى (بالإنجليزية: BOSRA AMPHITHEATER)                                                                    |                                     |                                     |                                     |                        |                        |                        |                        |
| وصف الوجه الخلفي |                                     |                                     |                                     |                        |                        |                        |                        |
| - الصور والرموز والرسومات: زخارف هندسية ونباتية - اللون: أخضر وأرجواني وبني - الكتابات: (بالإنجليزية: CENTRAL BANK OF SYRIA) الفئة رقماً بالأرقام العربية وكتابةً (بالإنجليزية: ONE THOUSAND SYRIAN POUNDS) التاريخ رقماً بالأرقام العربية (بالإنجليزية: 2013) تعليق على الصورة: موزاييك بالسويداء (بالإنجليزية: MOSAIC AS-SUWAYDA) |                                     |                                     |                                     |                        |                        |                        |                        |
| صورة الوجه الأمامي | صورة الوجه الخلفي                   | مكان وتاريخ الإصدار                 | المطبعة                             | التوقيع                | SY                     | SCWPM                  | الملاحظات              |
| |                                     | دمشق 2013                           | FGU                                 | 30                     | Non                    | Pick# 116              |                        |

#### فئة 2000 ليرة
| ألفا ليرة | ألفا ليرة                           | ألفا ليرة                           | ألفا ليرة                           | ألفا ليرة              | ألفا ليرة              | ألفا ليرة              | ألفا ليرة              |
| الوصف | الوصف                               | الوصف                               | الوصف                               | الوصف                  | الوصف                  | الوصف                  | الوصف                  |
| --- | ----------------------------------- | ----------------------------------- | ----------------------------------- | ---------------------- | ---------------------- | ---------------------- | ---------------------- |
| جهة الإصدار: مصرف سورية المركزي | جهة الإصدار: مصرف سورية المركزي     | جهة الإصدار: مصرف سورية المركزي     | جهة الإصدار: مصرف سورية المركزي     | المُصمِم: روبيرت كالينا  | المُصمِم: روبيرت كالينا  | المُصمِم: روبيرت كالينا  | المُصمِم: روبيرت كالينا  |
| العلامة المائية: شعار العقاب السوري | العلامة المائية: شعار العقاب السوري | العلامة المائية: شعار العقاب السوري | العلامة المائية: شعار العقاب السوري | الأبعاد (مم): 158 × 65 | الأبعاد (مم): 158 × 65 | الأبعاد (مم): 158 × 65 | الأبعاد (مم): 158 × 65 |
| وصف الوجه الأمامي |                                     |                                     |                                     |                        |                        |                        |                        |
| - الصور والرموز والرسومات: رسم لبشار الأسد وصورة للواجهة الداخلية للجامع الأموي في دمشق وزخارف هندسية ونباتية - اللون: أرجواني وبني - الكتابات: مصرِفُ سُوريّة المركَزيّ الفئة رقماً بالأرقام الهندية وكتابةً ألفا ليْرة سُوريّة تاريخ الإصدار بالأرقام الهندية بالتقويمين الهجري والميلادي (1437هـ - 2015م) تعليق الصورة: الجامع الأموي (بالإنجليزية: Umayyad Mosque) |                                     |                                     |                                     |                        |                        |                        |                        |
| وصف الوجه الخلفي |                                     |                                     |                                     |                        |                        |                        |                        |
| - الصور والرموز والرسومات: صورة من داخل قاعة مجلس الشعب السوري وزخارف هندسية ونباتية - اللون: أحمر وأرجواني وبني - الكتابات: (بالإنجليزية: CENTRAL BANK OF SYRIA) الفئة رقماً بالأرقام العربية وكتابةً (بالإنجليزية: TWO THOUSAND SYRIAN POUNDS) التاريخ رقماً بالأرقام العربية تعليق الصورة: مجلس الشعب (بالإنجليزية: PARLIAMENT)                             |                                     |                                     |                                     |                        |                        |                        |                        |
| صورة الوجه الأمامي | صورة الوجه الخلفي                   | مكان وتاريخ الإصدار                 | المطبعة                             | التوقيع                | SY                     | SCWPM                  | الملاحظات              |
| |                                     | دمشق 2015                           | FGU                                 | 30                     | Non                    | Pick# 117              |                        |

#### خمسة الاف ليرة
| خمسة الاف ليرة | خمسة الاف ليرة                      | خمسة الاف ليرة                      | خمسة الاف ليرة                      | خمسة الاف ليرة         | خمسة الاف ليرة         | خمسة الاف ليرة         | خمسة الاف ليرة         |
| الوصف | الوصف                               | الوصف                               | الوصف                               | الوصف                  | الوصف                  | الوصف                  | الوصف                  |
| --- | ----------------------------------- | ----------------------------------- | ----------------------------------- | ---------------------- | ---------------------- | ---------------------- | ---------------------- |
| جهة الإصدار: مصرف سورية المركزي | جهة الإصدار: مصرف سورية المركزي     | جهة الإصدار: مصرف سورية المركزي     | جهة الإصدار: مصرف سورية المركزي     | المُصمِم: روبيرت كالينا  | المُصمِم: روبيرت كالينا  | المُصمِم: روبيرت كالينا  | المُصمِم: روبيرت كالينا  |
| العلامة المائية: شعار العقاب السوري | العلامة المائية: شعار العقاب السوري | العلامة المائية: شعار العقاب السوري | العلامة المائية: شعار العقاب السوري | الأبعاد (مم): 158 × 65 | الأبعاد (مم): 158 × 65 | الأبعاد (مم): 158 × 65 | الأبعاد (مم): 158 × 65 |
| وصف الوجه الأمامي |                                     |                                     |                                     |                        |                        |                        |                        |
| - الصور والرموز والرسومات: جندي في الجيش العربي السوري يؤدي التحية لعلم الجمهورية العربية السورية - اللون: أزرق وبني وبرتقالي - الكتابات: مصرِفُ سُوريّة المركَزي الفئة رقماً بالأرقام الهندية: 5000 ليرة تاريخ الإصدار رقماً بالأرقام الهندية بالتقويمين الهجري والميلادي (1441هـ -2019م) |                                     |                                     |                                     |                        |                        |                        |                        |
| وصف الوجه الخلفي |                                     |                                     |                                     |                        |                        |                        |                        |
| - الصور والرموز والرسومات: لوحة جدارية من معبد بعل شمسين في تدمر - الشمس مع العقاب وغصن الزيتون - - اللون: أزرق وبني - الكتابات: (بالإنجليزية: CENTRAL BANK OF SYRIA) الفئة رقماً بالأرقام العربية وكتابة (بالإنجليزية: FIVE THOUSAND SYRIAN POUNDS)                                 |                                     |                                     |                                     |                        |                        |                        |                        |
| صورة الوجه الأمامي | صورة الوجه الخلفي                   | مكان وتاريخ الإصدار                 | المطبعة                             | التوقيع                | SY                     | SCWPM                  | الملاحظات              |
| |                                     | دمشق 2019                           | FGU                                 | 32                     | Non                    | Non                    |                        |

## الهوامش

### التوشيحات

توشيحات النقود الورقية التي أصدرها بنك سورية ولبنان الكبير.

1. هناك 5 أنماط للتوشيحات على النقود الورقية التي أصدرها بنك سورية ولبنان الكبير هي:
1. النمط أ: خط مائل مفرد
2. النمط ب: خط مائل مضاعف
3. النمط ج: زاوية مفردة
4. النمط د: زاوية مضاعفة
5. النمط هـ: مُعيَّن

### الشركات الطابعة
| رقم المطبعة | مُعرِّف المطبعة | اسم المطبعة                                          | اسم المطبعة بالعربية                                     |
| ----------- | ------------ | ---------------------------------------------------- | -------------------------------------------------------- |
| 01          | BABN         | British American Bank Note Company Limited           | شركة الأوراق المالية البريطانية الأمريكية المحدودة       |
| 02          | BDF          | Banque De France                                     | بنك فرنسا                                                |
| 03          | BWC          | Bradbury Wilkinson & Company                         | برادبوري ويلكنسون وشركاه                                 |
| 04          | CRANE        | Crane                                                | مطبعة كراين                                              |
| 05          | FGU          | Federal State Unitary Enterprise Goznak              | مطبعة غوزناك الحكومية الاتحادية                          |
| 06          | G&D          | Giesecke & Devrient                                  | مطبعة جزيكيه آند ديفرنت                                  |
| 10          | OEBS         | Oesterreichische Banknoten und Sicherheitsdruck GmbH | شركة الأوراق النقدية النمساوية والطباعة الأمنية المحدودة |
| 13          | SOE          | Survey Of Egypt                                      | مصلحة المساحة المصرية                                    |
| 14          | TDLR         | THOMAS DE LA RUE & COMPANY LIMITED                   | شركة توماس دو لا رو                                      |

### التواقيع
| رقم      | الصفة                                   | الاسم الأول           | صورة التوقيع الأول | الصفة                  | الاسم الثاني | صورة التوقيع الثاني |
| -------- | --------------------------------------- | --------------------- | ------------------ | ---------------------- | ------------ | ------------------- |
| توقيع 01 | المدير                                  | ستوبير                |                    | أمين السر العام        | موريس بيرار  |                     |
| توقيع 02 | المدير                                  | ستوبير                | المدير المفوض      |                        | موريس بيرار  |                     |
| توقيع 03 | المراقب                                 | أليكس جوليان لافيريير |                    | مدير الوكالات العام    | فورج         |                     |
| توقيع 04 | المراقب                                 | أليكس جوليان لافيريير | المدير العام       | موريس بيرار            |              |                     |
| توقيع 05 | معاون المدير العام                      | أليكس جوليان لافيريير | المدير العام       | موريس بيرار            |              |                     |
| توقيع 06 | معاون المدير العام                      | أليكس جوليان لافيريير | الرئيس             | موريس بيرار            |              |                     |
| توقيع 07 | الأمين العام للوكالات السورية اللبنانية | إدوارد دوليني         |                    | مراقب الإصدار اللبناني | نوف جوسيراند | الصورة مطلوبة       |

### فهرس المراجع
1. ↑  كمال ديب 2012، صفحة 67.
2. ↑  كمال ديب 2012، صفحة 145.
3. ↑  ماغي جودكينز (2016). 2017 Standard Catalog of World Coins, 1901-2000 [2017 الدليل القياسي للعملات المعدنية العالمية، 1901-2000] (بالإنجليزية). كراوس للطباعة والنشر. pp. 2079–2082. ISBN:9781440246548. Archived from the original on 26 آب / أغسطس 2020. Retrieved 26 آب / أغسطس 2020. {{استشهاد بكتاب}}: تحقق من التاريخ في: |تاريخ الوصول= and |تاريخ أرشيف= (help)
4. ↑  جورج كوهاج; توماس مايكل, eds. (2014). 2015 Standard Catalog of World Coins 2001-Date [2015 الدليل القياسي للعملات المعدنية العالمية 2001-تاريخه] (بالإنجليزية). كراوس للطباعة والنشر. p. 1067. ISBN:9781440240409. Archived from the original on 26 آب / أغسطس 2020. Retrieved 26 آب / أغسطس 2020. {{استشهاد بكتاب}}: تحقق من التاريخ في: |تاريخ الوصول= and |تاريخ أرشيف= (help)
5. ↑  مسعود ضاهر (2015). تاريخ لبنان الاجتماعي 1914 - 1926. المنهل. ص. 164. ISBN:9796500276335. مؤرشف من الأصل في 26 آب / أغسطس 2020. اطلع عليه بتاريخ 26 آب / أغسطس 2020. {{استشهاد بكتاب}}: تحقق من التاريخ في: |تاريخ الوصول= و|تاريخ أرشيف= (مساعدة)
6. ↑  محمد خليل العبار (17 أبريل 2019). "دياب عبد الله فارس". التاريخ السوري المعاصر. مؤرشف من الأصل في 2020-07-07. اطلع عليه بتاريخ 2020-07-07.

### معلومات المراجع
- كمال ديب (2012). تاريخ سورية المعاصر من الانتداب الفرنسي إلى صيف 2011 (ط. الثانية). دار النهار. ISBN:9789953743141. مؤرشف من الأصل في 26 آب / أغسطس 2020. اطلع عليه بتاريخ 26 آب / إغسطس 2020. {{استشهاد بكتاب}}: تحقق من التاريخ في: |تاريخ الوصول= و|تاريخ أرشيف= (مساعدة)
- قتيبة الشهابي (1993)، مآذن دمشق: تاريخ وطراز، دمشق: وزارة الثقافة (سوريا)، OCLC:698048932، QID:Q112325042
- عدنان جروة (2013). العملات السورية: بدايات القرن العشرين إلى اليوم. بيروت: دار المراد. ISBN:978-9953-406-23-7. OCLC:891657677. QID:Q112323265.
- 1368-1960 World Paper Money: General Issues [النقود الورقية العالمية: الإصدارات العامة 1368-1960] (بالإنجليزية) (السادسة عشرة ed.). كراوس للطباعة والنشر. 2017. ISBN:9781440247071. ISSN:1538-2001.
- Standard Catalog of World Paper Money, Modern Issues, 1961-Present [الدليل القياسي للنقود الورقية العالمية ، الإصدارات الحديثة ، 1961 حتى الآن] (بالإنجليزية) (الخامسة والعشرون ed.). كراوس للطباعة والنشر. 2019. ISBN:9781440248986. ISSN:1538-2028.